# Mișu Popp
Mihail (Mișu) Popp (n. 19 martie 1827, Brașov, Imperiul Austriac – d. 6 martie 1892, Brașov, Austro-Ungaria) a fost un pictor român, reprezentant al academismului românesc, care s-a remarcat în domeniul portretisticii și al picturii bisericești. Alături de prietenul său Constantin Lecca și de litograful Carol Popp de Szathmary, Popp a făcut parte din grupul de artiști ardeleni care au influențat semnificativ pictura românească a secolului al XIX-lea. Provenit fiind dintr-o familie unde meșteșugul zugrăvelii a fost o îndeletnicire cu care s-au ocupat toți membrii acesteia, a fost printre primii artiști români cu educație plastică occidentală. A fost cel mai talentat și prolific pictor transilvănean român din secolul al XIX-lea, care, între anii 1846 – 1848, a studiat la Academia de Artă din Viena. Practic, pictura românească de la Mișu Popp – în Ardeal, împreună cu cea din Principate, a început să facă parte integrantă din cea a Occidentului.
Prin portretistică, Mișu Popp a lăsat documente prețioase pentru cunoașterea epocii în care a trăit, fiind unul din creatorii portretului de tip Biedermeier în pictura românească, precum și unul din realizatorii portretului istoric cu rezonanță romantică. A realizat o vastă operă de acest gen, având ca temă principală personalități politice, istorice și culturale (a fost puternic atras de portretul istoric), dar și oameni obișnuiți precum funcționari, preoți sătești, orășeni sau țărani. A stăpânit mijloacele tehnice necesare picturii și a reușit să evidențieze luciul materialelor și efectele picturale ale luminii fără ca expresia imaginii în opera sa să fie distrusă. Picturile sale sunt caracterizate totuși, de un convenționalism de tip academic. A fost fără nicio îndoială un maestru al portretului de grup sau individual, maestru care a pus mai presus de orice idealul clasic al echilibrului și al armoniei. Alături de Lecca în perioada imediat următoare înfrângerii revoluției din anul 1848 și până în 1859 la Unirea Principatelor, a reușit împotriva opreliștilor și împotriva demoralizării generale a intelectualilor români, să trezească interesul publicului față de artă.
A devenit faimos după ce s-a apucat alături de alți artiști cunoscuți ai vremii, să zugrăvească biserici din București. Este de remarcat faptul că atât pictura bisericească a lui Mișu Popp (care a avut printre antecesorii săi preoți), cât și cea a lui Constantin Lecca au urmat aceeași tendință de laicizare și umanizare a chipurilor de sfinți, care până atunci erau concepute hieratic și erau stilizate schematic. Ei au preluat linia pe care au mers înaintașii lor în istoria artei românești Gheorghe Tattarescu și Nicolae Grigorescu la începuturile creației sale.
Folosind drept izvoare de inspirație stampele și gravurile care reproduceau operele celebre ale maeștrilor Renașterii sau Barocului, pictorul Popp a urmat spiritul academismului. Acesta a pictat singur sau împreună cu Constantin Lecca și Barbu Stănescu numeroase biserici: Biserica Sfântul Gheorghe-Nou, Biserica Curtea Veche, Biserica Răzvan Vodă, Biserica Sfânta Ecaterina din București, Capela cimitirului Șerban Vodă, Catedrala Sfinții Voievozi din Târgu Jiu, Biserica din Gârbovu, Biserica schitului de la Frăsinei, Biserica Mănăstirii Radu Vodă, Biserica Sfântul Nicolae de la Câmpulung Muscel și bisericile din Satulung, Cernat, Toderița, Râșnov, Țânțari (Dumbrăvița) și Arpătac (Araci). Cea mai însemnată colecție de picturi religioase realizate de către Mișu Popp se află în Biserica Adormirii Maicii Domnului din Comuna Satulung (astăzi orașul Săcele) de lângă Brașov.
A provenit dintr-o familie de artiști cunoscuți, tatăl său Ioan Popp Moldovan de Galați fiind înaintea artistului, un faimos zugrav de biserici și iconar. Arta pentru Mișu Popp, a fost un mijloc de recreație care nu presupunea o necesitate generatoare de răscoliri sufletești profunde. Prin prisma meseriei de zugrav de biserici și a portretelor pe care le-a făcut, Mișu Popp a fost o personalitate larg acceptată atât în cercurile intelectuale din Brașov, unde s-a stabilit până la urmă, cât și în vechea Românie. Cu toate că a rămas necăsătorit toată viața, a fost dorit și apreciat în cercurile feminine pe care le-a frecventat. A fost un cunoscut bibliofil, fiind deținătorul unei biblioteci impresionante, iar casa sa din Brașov a devenit pe timpul vieții sale un adevărat muzeu, cu exponate create de către el însuși.

## Biografie

### Originea
S-a născut la Brașov, fiind al optulea copil al unei familii din regiunea Făgărașului. Deși o veche familie de preoți, neamul Popp avea un rang nobiliar (mai mult simbolic), ca urmare a unei diplome din 14 aprilie 1668, prin care principele Mihai Apafi I (1661-1680) l-a înnobilat pe un strămoș al pictorului, anume pe Ioan al Popii și pe fiii acestuia. Tatăl pictorului, Ioan Popp Moldovan de Galați (1774-1869), era zugrav de biserici. Mama sa (1783-1867) avea numele de Elena și fusese născută Ivan.
Ioan Popp Moldovan se trăgea dintr-o familie de țărani din Țara Făgărașului. După Corneliu Comănescu, Ioan Popp a făcut probabil parte din grupurile de moșneni împroprietăriți de voievozii Țării Românești. Familia sa a fost una de frunte din Galații Făgărașului[A], astăzi cartier de peste Râul Olt al orașului Făgăraș. Zugravul Popp a pictat icoane, iconostase (catapetesme) și chiar interioare de biserici sătești ortodoxe sau catolice din jurul Brașovului, din Țara Oltului, din zona Ciucului, din secuime și de prin alte părți din Ardeal, cum au fost Gherla (în mod special) sau valea Someșului. Popp Moldovan a rămas în istoria picturii murale bisericești ca un continuator al școlii de zugravi din Nicula, care au îngemănat precum în Încoronarea Fecioarei din Biserica din Țânțari (1820), atât unele elemente datorate legăturii picturii autohtone cu arta apuseană a barocului venită în Ardeal prin catolicism, cât și linia esențială a iconografiei tradiționale răsăritene. Meșteșugul zugrăvelii a fost în casa lui Ioan Popp o îndeletnicire cu care s-au ocupat toți membrii familiei, exact ca în casele țărănești de iconari. Copiii au fost ucenicii care au umplut cu culoare figurile de sfinți conturate pe sticlă și mama a fost calfa care a copiat și a multiplicat izvodul. Astfel, meseria de zugrav a fost moștenită de mai mulți dintre copii săi, unul dintre ei – Mihail Popp, cel alintat Mișu, simțind din copilărie o puternică atracție către artă. Un alt „zugrav” al familiei a fost Nicolae Popp, fratele cel mare, care a început să picteze singur biserici și amvoane în perioada 1835 - 1854.

### Studiile
Mișu Popp a folosit culorile și pensula încă din vremea când a învățat la școlile din secuime, ori cu dascălul Bisericii Sfântul Nicolae din Șchei sau la Școala grecească din Brașov. La vârsta de 15 ani în anul 1842, Ioan Popp Moldovan l-a înscris pe fiul său Mișu Popp la Școala Militară Grănicerească din Târgu Secuiesc, dorind ca acesta să urmeze o carieră militară de ofițer într-un regiment român de grăniceri cum erau Regimentul I Grăniceresc de la Orlat, Regimentul Năsăudean sau cel din Caransebeș. Deși Mișu Popp a terminat cursurile, nu a fost atras de cariera militară, astfel că a revenit la prima sa dragoste „zugrăveala”, manifestându-și voința de a deveni pictor.

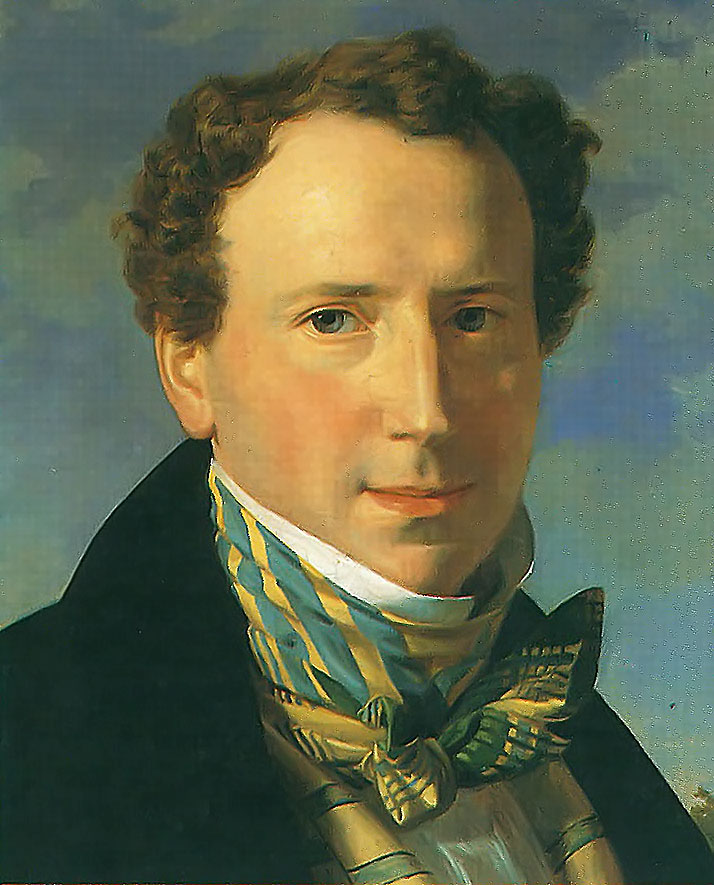
F.G. Waldmüller, 1828

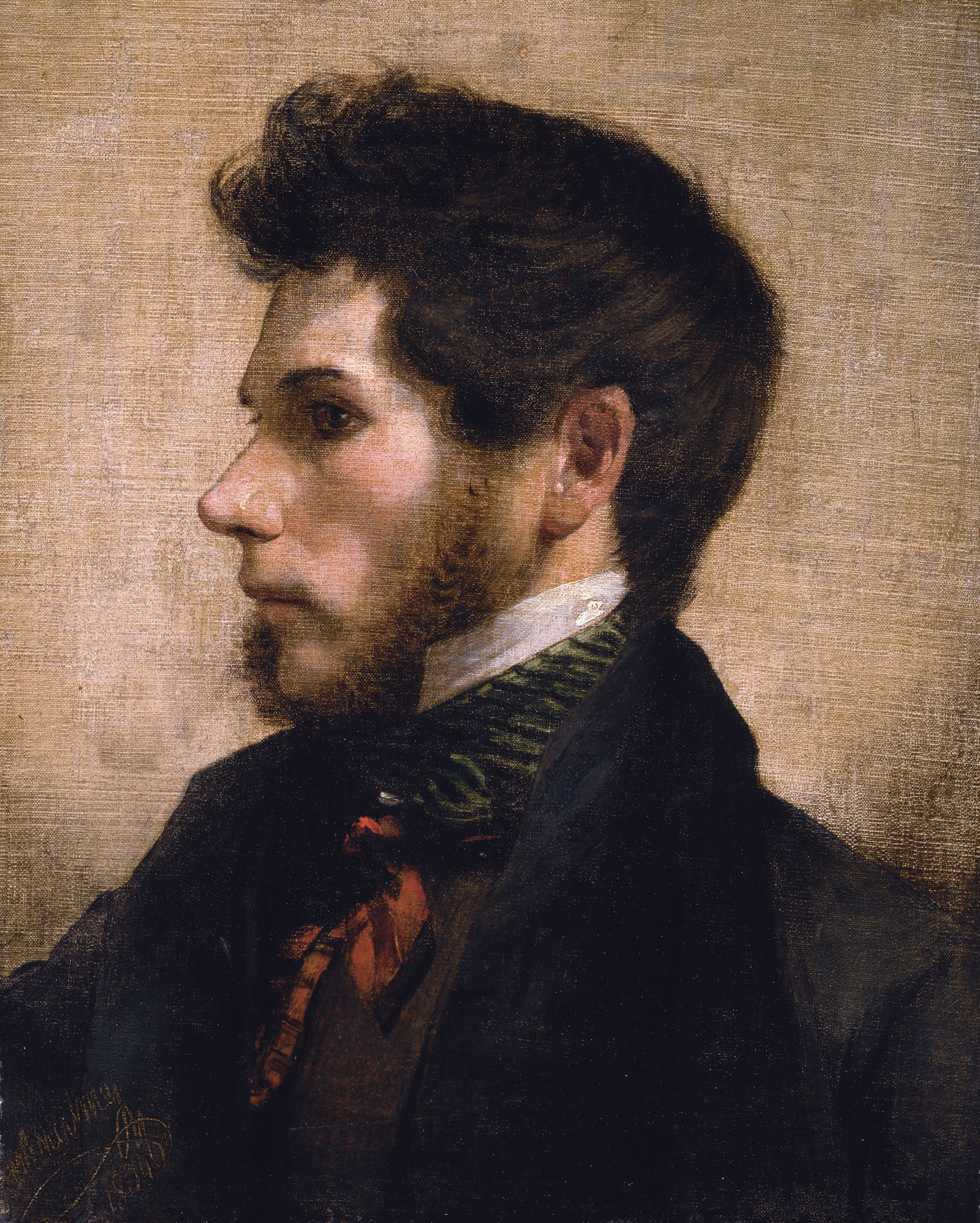
Friedrich von Amerling, 1834

Deschis unui alt tip de carieră, Ioan Popp a ascultat dorința fiului său și l-a trimis în toamna anului 1845 la Viena, unde acesta a urmat cursurile Academiei Chezaro-Crăiască de Arte Frumoase, cunoscută și ca Academia Sfânta Ana. Edificiul social habsburgic, intrat în colaps odata cu revoluția din 1848 afișase până atunci o artă evazionistă, lipsită de vigoare și desprinsă de realitate, idilică și care dezvolta în exterior un optimism fals, plin de elemente convenționale. La Academia din Viena, Mișu Popp a învățat cu temeinicie pictura în atelierul profesorului Ferdinand Georg Waldmüller, sub directa supraveghere a acestuia. Waldmüller a fost un portretist de mare valoare, care a rămas în istorie cu titulatura „Profesorul generației pașoptiste” și care, a devenit după anul 1850 un bun peisagist realist. Popp a mai avut profesori și pe Joseph von Führich sau pe Friedrich von Amerling, decoratori academici de mare faimă ai epocii.
Mișu Popp a fost atras de stilul lucrărilor de maeștri din muzeele vieneze dar el nu a reușit să aprofundeze lecțiile care se desprindeau din operele lor. Pentru acei ani, tradiția academismului de tip școlăresc a predominat în pictura sa. El a renunțat la proiectele pe care le avea planificate împreună cu alți colegi de la Academie, privind călătoriile de studii în Țările de Jos sau Italia, și a revenit la Brașov în zorii izbucnirii revoluției din 1848 (oraș care odată cu înăbușirea revoluției din Țara Românească devenise unul al proscrișilor). Astfel, pictorul Constantin Lecca care a fost originar și el din orașul de sub Tâmpa, a fost îndepărtat din învățământ de către căimăcănimea reacționară și a fugit din Craiova după cincisprezece ani de activitate didactică. El s-a refugiat și și-a găsit azil la Brașov, unde avea încă legături politice și de familie. Cei doi au legat o strânsă prietenie. La Brașov a existat de asemenea și societatea Casina română fondată în anul 1835, societate care a sprijinit financiar activitățile culturale ale Societății literare (urmașă a organizației fondată în 1822 de către Nicolae Văcărescu, Constantin Cîmpeanu și Grigore Băleanu, refugiați și ei după revoluția lui Tudor Vladimirescu).

### Cariera
Împreună cu Constantin Lecca, Mișu Popp a zugrăvit Biserica Sfântul Nicolae din Șchei și Biserica Răzvan Vodă. După terminarea lucrărilor, Lecca a plecat în Țara Românească, iar Mișu Popp s-a alăturat centuriilor românești devenind conducător al luptei naționale a revoluției din Transilvania. El s-a implicat activ prin prisma pregătirii sale militare și, cu toate că trupele revoluționare au fost prost înarmate față de cele împărătești, revoluționarii ardeleni au reușit să respingă inamicul din Munții Perșani în depresiunea Bârsei, în lupta pentru apărarea Brașovului. Cu toate acestea, orașul a fost evacuat de către autorități și revoluționarii au fost puși pe fugă. Mișu Popp a cautat azil peste Carpați și a fugit la Ploiești, unde împreună cu Ștefan Emilian (care a devenit profesor la Universitatea din Iași) și fratele său (viitorul matematician Ioan Popp), au fost arestați sub acuzația de propagandă revoluționară și au fost duși la București.

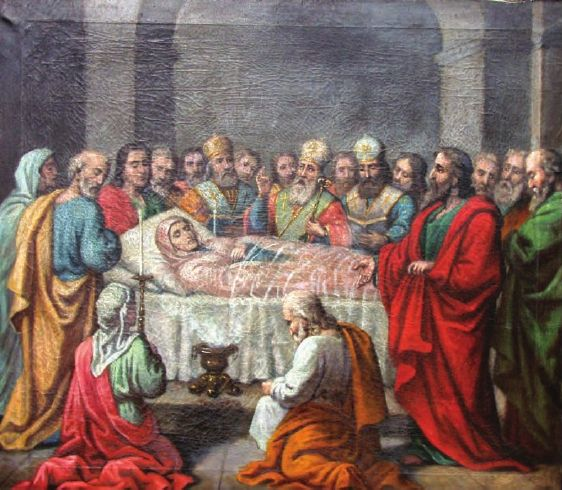
Adormirea Maicii Domnului = biserica din Arpătac

La București s-a asociat cu Constantin Lecca și în anul 1850 a executat diferite comenzi cum a fost, printre altele, pictarea stemei țării pe drapelele oștirii Țării Românești. Atelierul lor a început să prospere, drept pentru care au angajat și un ajutor care a devenit ulterior asociat, poleitorul din Câmpulung, Barbu Stănescu. Funcționarea atelierului în această perioadă s-a desfășurat în condițiile unei aspre cenzuri guvernamentale, care a luat măsuri contrarevoluționare în domeniul picturii românești tocmai pentru ca împrăștierea duhului răzmeriței să fie restrâns. Aceste măsuri au reprezentat în istoria picturii românești o stagnare artistică relativă, singurele genuri artistice acceptate fiind compozițiile cu teme religioase și portretistica. Ca urmare, Constatin Lecca, Mișu Popp și Barbu Stănescu s-au apucat să zugrăvească biserici din București: Biserica Sfântul Gheorghe-Nou[B], Biserica Curtea Veche, Biserica Sfânta Ecaterina din București[C] și Capela cimitirului Șerban Vodă[D]. Datorită executării acestor lucrări, Mișu Pop a devenit faimos și a fost chemat să picteze singur Catedrala Sfinții Voievozi din Târgu Jiu în anul 1855, lucrare pe care a finalizat-o după cinci ani de muncă. În paralel cu proiectul de la Târgu Jiu, a pictat și Biserica din Gârbovu, Comuna Turceni. În zona Brașovului, Mișu Popp a pictat Biserica Adormirea Maicii Domnului din Satulung, Biserica Romano-catolică din Cernat și bisericile din Toderița, Râșnov, Țânțari (Dumbrăvița) și Arpătac (Araci). Cercetătorul Mihai Manolache prin studiile pe care le-a realizat, meționează că Mișu Popp împreună probabil cu Constantin Lecca, ar fi pictat și Biserica Sfânta Treime (pe Tocile) din Scheii Brașovului.
Mișu Popp s-a întors în Brașov în anul 1862 și și-a reactivat atelierul părintesc, în condițiile în care tatăl său bătrân fiind, nu mai putea lucra. Începând din acest an, Mișu Popp a început să realizeze magnifica serie de portrete brașovene, multe dintre ele făcând parte astăzi din colecția Muzeului de Artă din Brașov. Chiar dacă a părăsit Bucureștiul, clientela pe care și-o formase în capitala Țării Românești i-a rămas fidelă. Astfel, Calinic de la Cernica în calitate de episcop al Râmnicului, l-a solicitat în vederea zugrăvirii bisericii schitului de la Frăsinei din Comuna Muereasca, Județul Vâlcea.

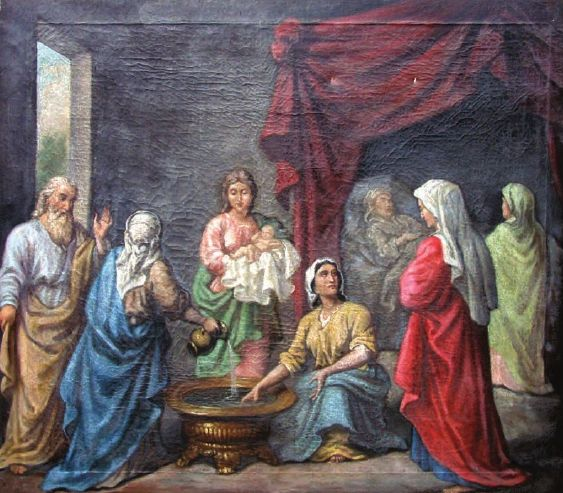
Nașterea Fecioarei Maria - biserica din Arpătac

Pentru pictarea bisericii din Frăsinei, Calinic a intenționat să-l angajeze pe Gheorghe Tattarescu care-i era prieten bun. Acesta a refuzat însă oferta din cauza unor alte comenzi în care era prins și, ca urmare l-a recomandat pe Mișu Popp. Pictura bisericii Mănăstirii Frăsinei a fost executată între anii 1860 - 1863 în stil academist realist, cromatica generală având predominață albastră. Împreună cu Constantin Lecca a pictat în anul 1863 biserica Mănăstirii Radu Vodă.[E]
Aprecierile pe care presa vremii le-a făcut lui Lecca în anul 1852 pentru pictarea bisericii de la Curtea Veche, unde și-a adus aportul în egală măsură și Mișu Popp, l-au omagiat de această dată în principal pe pictorul Popp.
Ca urmare, în anul 1864, Mișu Popp a fost chemat să picteze Biserica Sfântul Nicolae de la Câmpulung Muscel, fapt care a avut și o consecință: o mulțime de comenzi de portrete. După terminarea bisericii din Câmpulung, Mișu Popp s-a stabilit definitiv la Brașov, oraș pe care nu l-a mai părăsit până la moartea sa, petrecută în anul 1892.
„Devenit una din acele glorii locale ale provinciei, menite unei activități uniforme, lipsite de orizont, Mișu Popp își trăiește cele trei decenii din urmă ale vieții retras în atelier și încetează de a mai juca un rol în dezvoltarea artei din Principate, chiar dacă faima câștigată în rândurile publicului de peste Carpați mai face să-i vină încă, din când în când, în atelierul din Brașov, persoane din protipendada bucureșteană, dornice a-și vedea chipul zugrăvit de meșterul acesta renumit.”—Ion Frunzetti: Mișu Popp, Editura de Stat pentru Literatură și Artă, București, 1956, pag. 15
Din această perioadă au rămas numeroase portrete de tinere femei: al Anastasiei Rudeanu (1870), al sorei actorului Grigore Manolescu, al Carolinei Bergazoglu (1860) și nu în ultimul rând al femeii cu monogramul AR (AP în chirilic, aflat astăzi la Galeria Națională) care este cel puțin la fel de bun ca portretul realizat în 1861 al Anei Enescu. Desigur, într-o epocă în care în Principate erau artiști ca Nicolae Grigorescu și Theodor Aman care expuneau în galeriile bucureștene, pictura lui Mișu Popp reprezenta deja un stadiu depășit în pictura românească.
În anul 1890, catedra de desen a liceului român din Brașov a devenit vacantă prin decesul profesorului Gheorghe Vlădăreanu. Ca urmare, Mișu Popp a preluat ca suplinitor această catedră la vârsta de 63 de ani. După doi ani, în 1892, pe data de 6 martie, Mișu Popp a încetat din viață fără a fi fost căsătorit vreodată. El a fost înmormântat în cimitirul capelei române din Groavăr. Colecția de tablouri a lui Mișu Popp a fost donată muzeului Asociațiunii pentru literatura română și cultura poporului român Astra din Sibiu.

### Detalii din viața privată
„Bărbat frumos, de statură mijlocie, bine făcut, cu barba plină, frumoasă și îngrijită, ochi vioi, vecinic zîmbitori, îmbrăcat totdeauna distins, Mișu Popp a fost pe vremuri una din figurile cele mai reprezentative al românilor brașoveni.”—Constantin Popp: Din viața lui Mișu Popp. Amintiri., Revista Țara Bârsei anul IV, nr. 2, martie - aprilie 1932, pag. 132, accesat 25 decembrie 2015

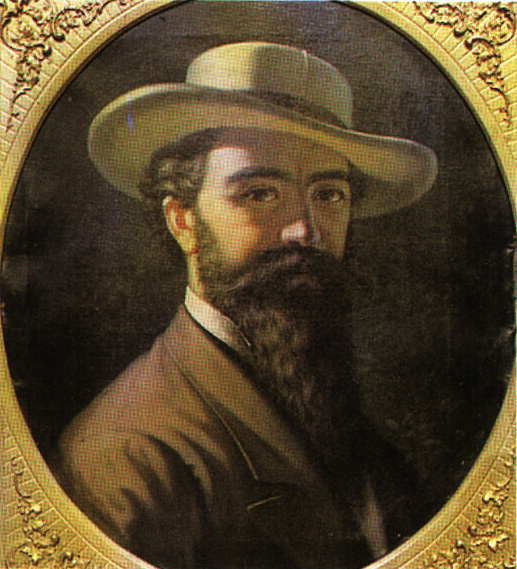
Autoportret

Prin prisma meseriei de zugrav de biserici și a portretelor pe care le-a făcut, Mișu Popp a întreținut relații de prietenie cu mai toți intelectualii brașoveni. De asemenea a avut relații de prietenie cu oameni din vechea Românie, de pe vremea când picta bisericile din București, Gârbovu, Târgu Jiu, etc. În plus a avut un număr însemnat de rude prin București, Pitești, Ploiești, Craiova și Iași.
Cu toate că Mișu Popp a rămas necăsătorit toată viața din cauza unei iubiri mai vechi, el a fost un iubitor al vieții de familie. Adesea și-a petrecut serile la familiile nepoților săi sau la nepoata lui, Maria Andrei Zănescu. Datorită maniereleor pe care le-a etalat în societate și a unei culturi sociale distinse, a fost dorit și apreciat în cercurile feminine pe care le-a frecventat. Idealurile sale feminine au fost de altfel, eternizate în numeroasele sale tablouri.
Mișu Popp a instituit ca obicei, luarea prânzului împreună cu prietenii săi în locuința nepotului său de frate, numit Constantin Popp. Numită în glumă chermeza Masa calicilor, la ea s-au adunat intelectualii brașoveni Iosif Fericeanu, Artemiu Feneșan, Paul Budiu, Gheorghe Chelariu, Ioan Socaciu și Andrei Bârseanu. Mai târziu s-au alipit și Ciprian Porumbescu și Nicolae Petra-Petrescu, care pe atunci era director al Băncii Albina din Sibiu. Nicolae Petrescu era tatăl lui Horia Petra-Petrescu, cunoscut ca publicist și secretar al Astrei din Sibiu. La Masa calicilor s-a organizat pentru prima oară reprezentarea libretului Crai Nou, al căruit text a fost scris de Vasile Alecsandri pe muzică de Ciprian Porumbescu, sub auspiciile Reuniunii române de cântări din Brașov din anul 1881. În rolul principal al operei lui Porumbescu a jucat învățătorul Zosim Butnariu, care datorită talentului cu care și-a interpretat rolul a devenit celebru sub numele Moș Corbu. La această Masă a calicilor a apărut pentru prima oară ideea unei colectări de fonduri pentru ridicarea unui monument lui Andrei Mureșianu, cel care a scris imnul național Deșteaptă-te române.

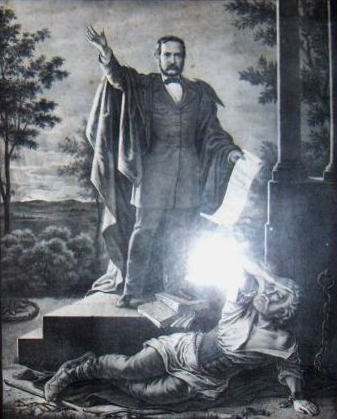
Alegoria realizată de către Mișu Popp pentru imnul național „Deșteaptă-te române”

Ideea aceasta care a avut un proprietar, în persoana lui Andrei Bârseanu, a dus în final la crearea tabloului alegoric care s-a litografiat la Viena și s-a vândut în numeroase exemplare tuturor doritorilor români. Mișu Popp a făcut două schițe, din care comitetul delegat a selectat una care se regăsește în memoria colectivă românească. Andrei Mureșianu a fost reprezentat lângă două coloane antice, stând pe un piedestal din piatră. În ultimul plan strălucește un soare mare. Atitudinea lui Mureșianu este cea a unui orator și vestitor. El ține un pergament în mână și pare a vesti poporului principiile Dreptate, Egalitate și Frățietate. În patea de jos a alegoriei se vede un iobag român, legat cu lanțuri grele. Ca o continuare, Mișu Popp a modelat în ghips un monument miniatural după această alegorie. Alegoria sculptată însă, s-a pierdut.
Mișu Popp a fost un cunoscut bibliofil, acesta fiind deținătorul unei biblioteci impresionante pe care puțini intelectuali români ardeleni și-au putut-o permite. A avut în componența ei ediții germane și franceze de litografii executate de către pictori și sculptori celebrii, cărți de anatomie, a avut pe toți clasicii într-o ediție germană de lux, cărți de istorie și de literatură scrise în limba germană sau franceză. A a avut cărțile tuturor cronicarilor români precum și reviste literare ale acelor vremuri. După spusele strănepotului său Constantin Popp, deși Mișu Popp a avut casă, pentru sine și-a păstrat o singură cameră situată la etaj. În această cameră și-a primit Mișu Popp toți oaspeții oferindu-le câte o ceașcă de cafea turcească, ea având ziua utilitatea de cameră de oaspeți sau atelier și noaptea de cameră de dormit.
Întreaga sa casă din Brașov a devenit pe timpul vieții lui Mișu Popp un adevărat muzeu, cu exponate create de către pictor. Așa zisul Pantheon a lui Mișu Popp a fost, însă construit pe acoperișul casei sale. Astfel casa s-a mărit, deoarece Mișu Popp nu a fost doar un pictor academist sau zugrav de biserici. El a fost un bun tâmplar, dulgher, zidar sau instalator, adică un meșter „în de toate”. În mansarda construită de el din podul casei, a avut un atelier de vară, cu pereți căptușiți și numeroase lucrări neterminate sau în curs de realizare. Tot la mansardă a avut și un atelier, utilat complet pentru tâmplărie și dulgherie. Pantheonul lui Mișu Popp s-a născut în perioada 1882 - 1883 în mansarda din podul casei. El a avut forma unui chioșc de formă rotundă, înalt de 3 metri și avea și o cupolă pictată în albastru ciel. Cupola a avut mici ferestre colorate în roșu, galben și albastru. Sub aceste ferestre au fost pictate pe pânză, în ulei, pe două rânduri de jur împrejur portrete ale principalelor personalități românești din cele mai vechi timpuri până la contemporaneitate. Erau Miron Costin, Nicolae Costin, Grigore Ureche, Dimitrie Cantemir, B.P. Hașdeu, Nicolae Bălcescu, Vasile Alecsandri, Ion Heliade-Rădulescu, Alexandru Odobescu, Dimitrie Bolintineanu, Petru Maior, Gheorghe Lazăr, Gheorghe Șincai, Gheorghe Barițiu, Avram Iancu, Mihail Kogălniceanu, Banul Enăchiță Văcărescu, Nicolae Golescu, Ion C. Brătianu, Mircea cel Bătrân, Ștefan cel Mare, Mihai Viteazu, Regele Carol I, Alexandru Ioan Cuza și alții. În chioșcul său denumit cu prețiozitate drept Pantheon, Mișu Popp și-a petrecut orele libere, destinate relaxării. Aici și-a găsit el sursele de inspirație și și-a conceput capodoperele. Pantheonul a devenit cu timpul faimos și un subiect de pelerinaj al prietenilor și comanditarilor. După moartea sa din 1892, Pantheonul a fost demontat și lucrările au plecat spre muzee sau colecții private.

## Opera
„Oricare ar fi meritele sau defectele artistice ale lui Mișu Popp... e faptul istoric că Mișu Popp a stat alături de artiști cari -- pe la mijlocul secolului al XIX - lea -- au dat cu plină conștiință artei românești o nouă orientare. Cu privire la Ardeal importanța lui Mișu Popp crește și mai mult, întrucât, alături de contimporanul și brașoveanul mai vârstnic Constantin Lecca ( a cărui activitate s-a dezvoltat însă aproape exclusiv în Principate), Mișu Popp a fost singurul purtător al stindardului acestei noi orientări dincoace de Carpați.”—Virgil Vătășianu: Opera pictorului Mișu Popp, În Țara Bârsei, pag. 291, accesat 25 decembrie 2015

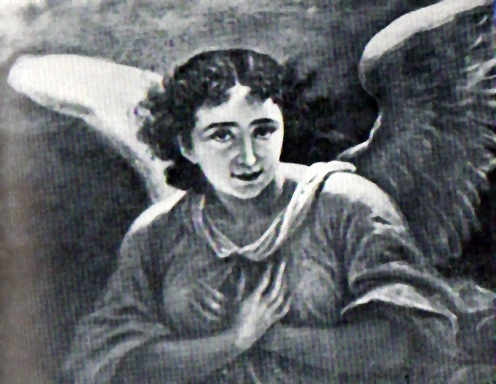
Înger - Muzeul Brukenthal din Sibiu

Mișu Popp a fost un reprezentant al academismului românesc și s-a remarcat în domeniul portretisticii și al picturii bisericești
Opera sa artistică trebuie încadrată în primul rând în cadrul istoric al evoluției picturii românești, care are o importantă componentă bizantină, deci religioasă. Fără a avea caractere specifice și tradiționale, arta românească a evoluat de secole sub puternica influență bizantină. În tot parcursul ei istoric, contactul artei din teritoriile românești cu cea a Occidentului nu a fost inexistent, cu toate că avea un caracter abstract, decorativ și antinaturalist. Secolul al XIX-lea a reprezentat pentru arta națională momentul de profundă schimbare prin apariția moldoveanului Gheorghe Asachi, care prin vizita sa la Viena din anul 1805 si apoi în Italia între anii 1808 - 1812 a luat cunoștință cu arta renașterii italiene și cu clasicismul de după anul 1800. Prin apariția în Moldova a Școlii de Arte înființată în anul 1841 de către Gheorghe Asachi, prin apariția lui Constantin Lecca în Muntenia și prin incursiunile artistice ale lui Mișu Popp în Ardeal, s-au născut primii inițiatori ai noii orientări naționale în artă. În spațiul artistic românesc, contactul cu mișcările novatoare ale Parisului s-a petrecut abia cu maeștrii Theodor Aman, Nicolae Grigorescu și cei ce i-au urmat.

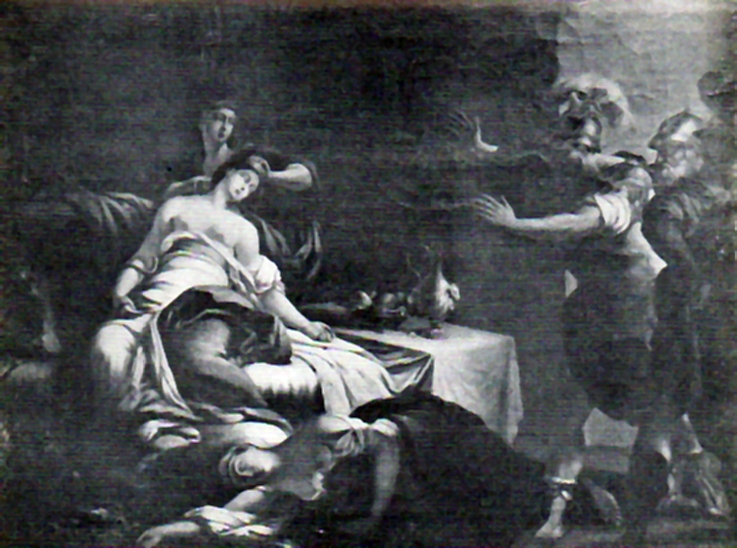
Moartea Cleopatrei

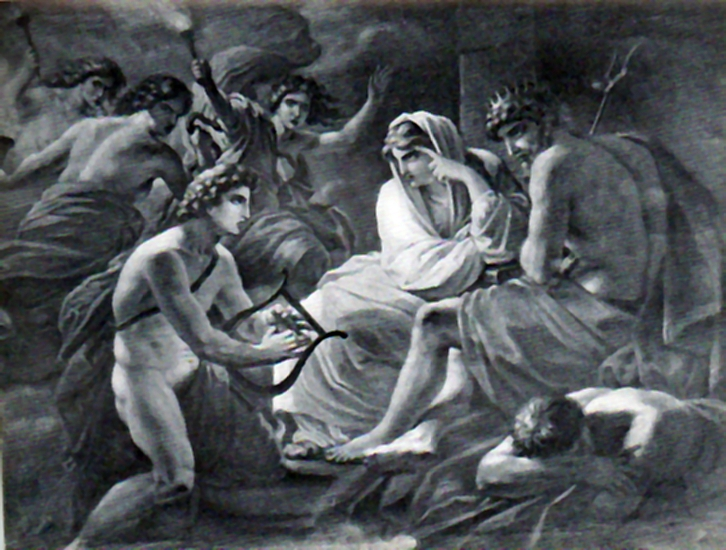
Orfeu în infern

Perioada în care Mișu Popp a fost la studii în Viena, a fost pentru evoluția artei în Europa occidentală o perioadă de relativă stagnare. În Franța apăreau atunci de abia primii muguri ai curentului realist, fapt pentru care la Viena este de presupus că veștile pariziene au ajuns mai târziu pe fondul în care, clasicismul de nuanță prerafaelită sau de tip David erau încă în vogă. Școala romantică germană era o mișcare prea național - germană și opțiunile ofertate tânărului artist Mișu Popp erau prea puține. În acei ani, niciuna din școlile germane nu avea un reprezentant de seamă în Viena. Ferdinand Georg Waldmuller urma să treacă la realism în peisagistică de abia după anul 1850, iar opera lui Joseph von Fuhrich era a unui clasicist ce derapa în superficialitate. Lucrările lui Friedrich von Amerling, care era un demn reprezentant al „biedermeier”-ului vienez, erau portrete ușuratice. Beidermeierul european avea o largă răspândire și, el și-a pus amprenta în perioada 1815 - 1848 în toate genurile artei, în principal în pictură, arte decorative, grafică și desen. În pictura românească, acest stil a fost asimilat până în deceniul al șaselea al secolului al XIX-lea. Având această imagine despre oferta vieneză, se poate deduce de ce Mișu Popp nu putea să intre decât sub influența școlii clasiciste, influență care i-a marcat de altfel, întreaga sa viață de artist.

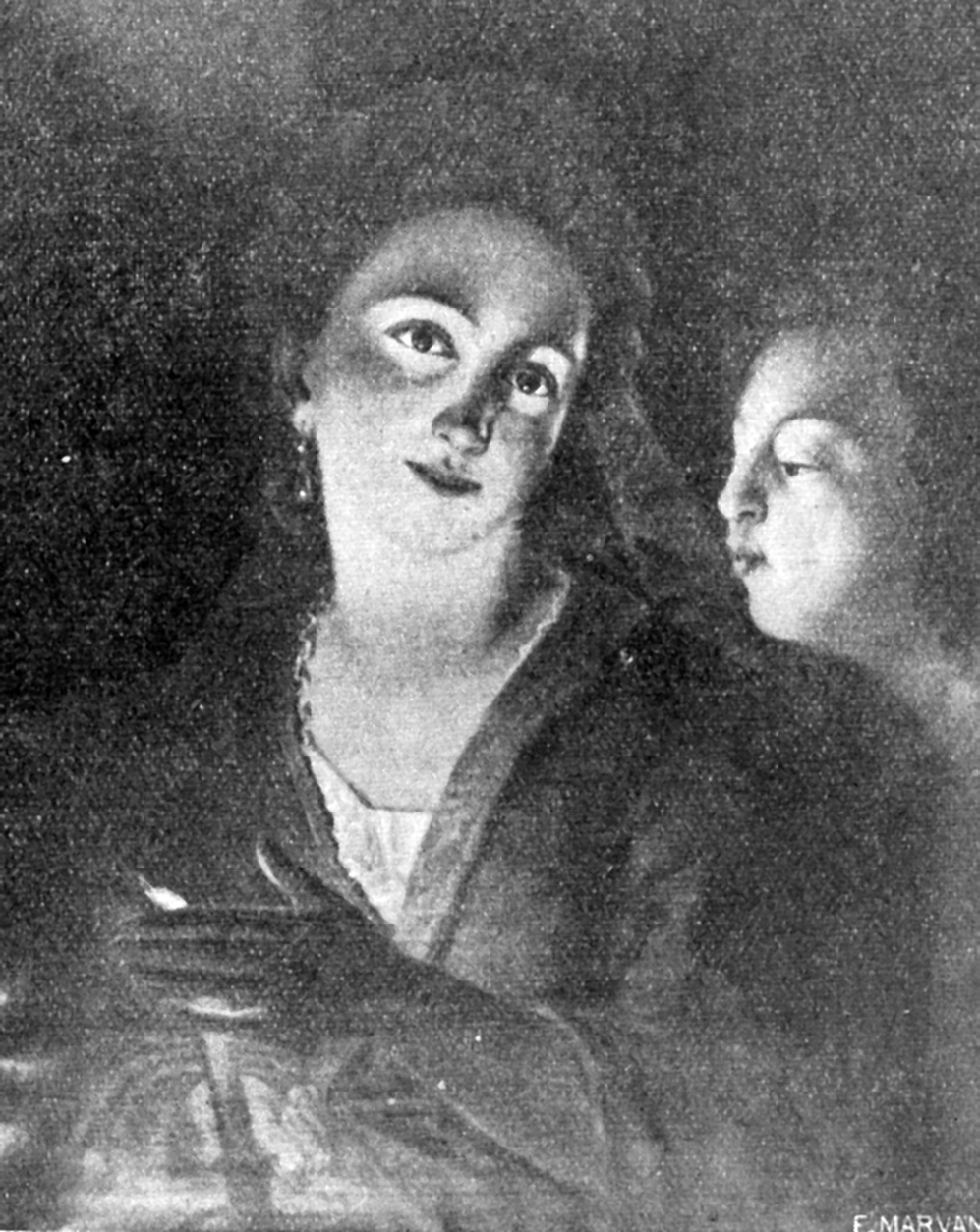
Efect de lumină

Creația sa a fost influențată de Rembrandt și Rubens, urme ale acestor maeștri putând fi constatate în cele două portrete cu capete de bătrâni din Muzeul Astra din Sibiu. Chiar și Gerrit Dou, precum și alți tineri artiști olandezi și-au lăsat amprenta pe opera lui Mișu Popp, dovadă stând în acest sens lucrarea Efect de lumină. Influențe religioase renascentiste pot fi observate la Portret de călugăr și tema mitologică este slab reprezentată în opera sa prin cele două lucrări Moartea Cleopatrei și Orfeu în infern, aflate la Muzeul Brukenthal din Sibiu.
Constantin Lecca și Mișu Popp fiind primii artiști români cu educație plastică occidentală, nu au găsit în societate o critică serioasă și o cultură artistică corespunzătoare care să le permită o evoluție pe măsură. Publicul era prea entuziast, nepriceput, mulțumit cu orice și adesea erau tentați să ofere simple copii în loc de lucrări originale. Singura pretenție pe care mediul social le-a formulat au fost tablourile cu tematică națională. Din acest motiv, Mișu Popp și-a creat în propria locuință un adevărat Pantheon al portretelor marilor personalități române. Generația lui Mișu Popp a fost una lipsită de criticism, una preocupată de chestiuni politice și practice și nu în ultimul rând una de o naivitate artistică senină. Arta pentru Mișu Popp, a fost un mijloc de recreație care nu presupunea o necesitate generatoare de răscoliri sufletești profunde. Această generație a dus la Unirea Principatelor și, în Ardeal a insuflat curentul național care a creat în final România Mare. Practic, pictura românească de la Mișu Popp – în Ardeal, împreună cu cea din Principate, a început să facă parte integrantă din cea a occidentului. Încadrat în curentul clasicist și al picturii murale bisericești, Mișu Popp și cei care i-au urmat și-au găsit limita prin Octavian Smigelschi, care a început un nou capitol și a deschis un nou mod de abordare în istoria picturii religioase din țara noastră.
„... bogata operă artistică a lui Mișu Popp, care poate fi considerat cu drept cuvânt de cel dintâi pictor român cu pregătire academică, născut și stabilit în Ardeal, constituie în pictura românească, prin faptul că ea a fost creată în localități de pe ambele cline ale Carpaților, un simbol al unității noastre naționale, simbol, care a pregătit, în cursul vremii și în ciuda tuturor răstriștilor, suflete românești pentru întregirea neamului în granițele de astăzi ale patrii noastre scumpe și nepieritoare.”—Corneliu Comănescu: Pictorul Mișu Popp, în Revista Țara Bârsei anul IV, nr. 2, martie - aprilie 1932, pag.120

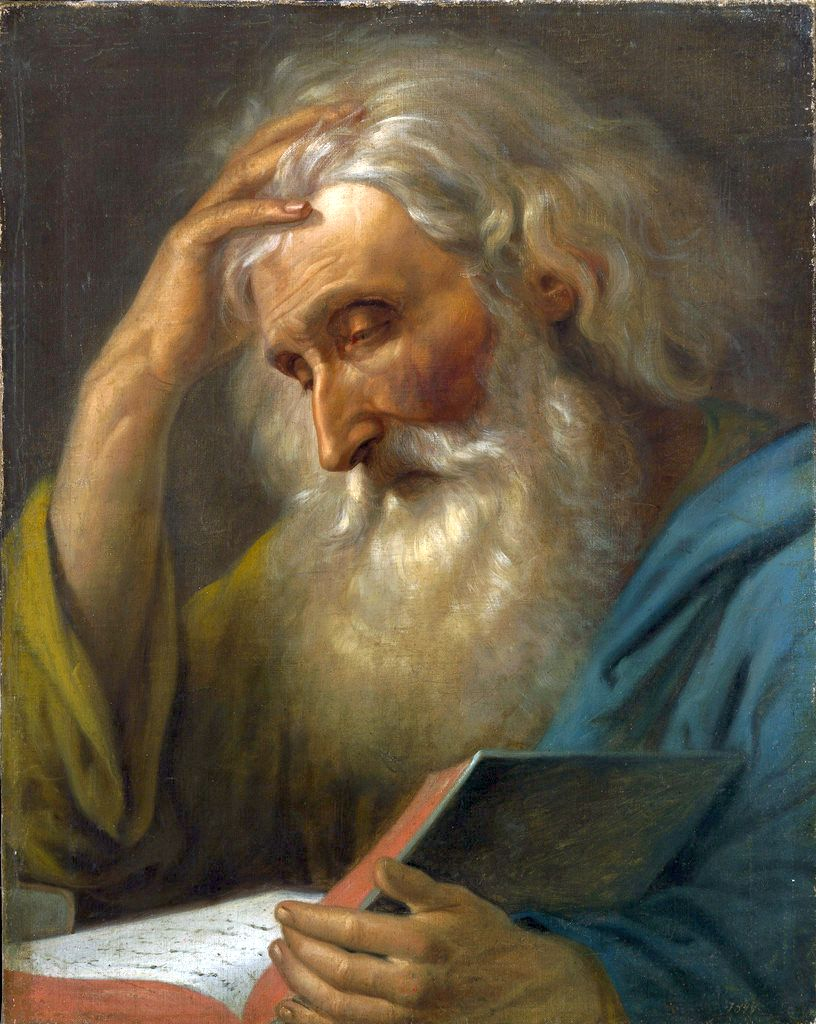
Portret de călugăr

În istoria artei românești, aportul lui Mișu Popp și al prietenului său Constantin Lecca a devenit mai relevant în perioada imediat următoare înfrângerii revoluției din anul 1848 și până în 1859 la Unirea Principatelor. Cei doi mari artiști transilvăneni au reușit ca împotriva tuturor opreliștilor și împotriva demoralizării generale a intelectualilor români, să trezească interesul publicului față de artă, chiar dacă conținutul ideologic exprimat a fost mai precar prin abordarea portretisticii în compozițiile lor. Constantin Lecca și-a definit un rol mai important prin abordarea picturii cu tematică istorică, fapt care a pregătit oarecum conștiința populară pentru actul Unirii Principatelor. Mișu Popp nu a fost atras de pictura monumental - istorică a lui Lecca, însă, odată cu revenirea și stabilirea sa la Brașov imediat după 1859, idealul național a început să-și facă loc în pictura sa. Astfel, Mișu Popp a fost puternic atras de portretul istoric și din acest moment a început să creeze o întreagă panoplie de portrete ale principalelor personalități ale poporului român. În Pantheonul din locuința sa de la Brașov, a executat și și-a ornamentat casa cu figuri de cronicari, voievozi, cărturari ai Școlii ardelene sau de peste munți, scriitori, revoluționari din Principate sau Transilvania și oameni politici. S-au păstrat în felul acesta o mulțime de lucrări realizate de Mișu Popp, chiar dacă inițial au avut un scop propagandistic și uneori executarea lor a fost lipsită de valori artistice.

### Pictura religioasă

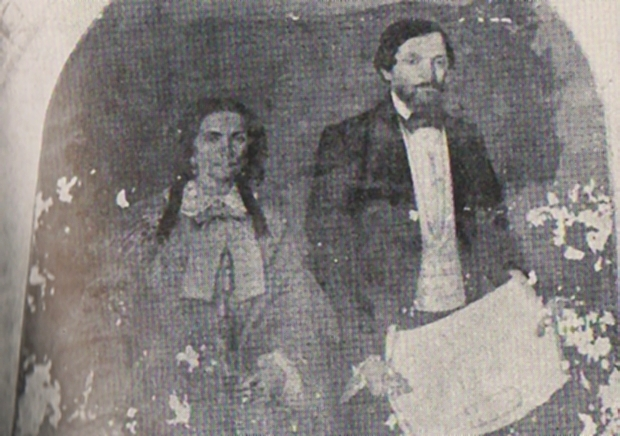
Ctitorii de la Gârbovu

Atât pictura bisericească a lui Constantin Lecca, cât și cea a lui Mișu Popp au urmat aceeași tendință de laicizare și umanizare a chipurilor de sfinți, care până atunci erau concepute hieratic și erau stilizate schematic. Ei au preluat linia pe care au mers în istoria artei românești înaintașii lor, Gheorghe Tattarescu și Nicolae Grigorescu la începuturile sale. Toți aceștia, au folosit drept izvoare de inspirație gravurile care reproduceau operele celebre ale maeștrilor Renașterii sau Barocului, urmând spiritul academismului. Astfel, scenele compozițiilor sacre includeau toate cerințele picturilor laice ce aveau în structura lor elemente ca volumul, anatomia și perspectiva. Portretele ctitorilor de biserici erau asimilate celor de sfinți, lângă care erau figurate pe pereții lăcașurilor de cult, ele nemaiavând nimic care să le deosebească de portretele obișnuite, de șevalet. În acest sens sunt edificatoare portretele ctitorilor din biserica din Gârbovu, Gorj, pictată de către Mișu Popp. Aici, costumele europenești, precum și moda aranjării părului la cei doi soți (boieri de modă nouă), ca și ținuta firească care nu diferă cu nimic cu cea care ar fi putut fi abordată într-un tablou de familie, nu lasă niciun indiciu cum că pe pereți ar fi reprezentate vreo pietate creștină. Degeaba în compoziție se vede desenul tehnic schematic și releveul ctitoriei lor care, de altfel este o inovație, destinată înlocuirii tradiționalei imagini a bisericii în miniatură ținută în mâini din pictura epocii feudale.
Cea mai însemnată colecție de picturi religioase realizate de către Mișu Popp se regăsește în Biserica Adormirii Maicii Domnului din Comuna Satulung (astăzi orașul Săcele) de lângă Brașov. În interiorul bisericii au fost executate de către artist un set de picturi murale, compus din 67 de scene distribuite pe pereții lăcașului, în navă și altar precum și pe bolțile tindei. În plus de aceste picturi realizate în tempera, există și câteva lucrări executate în ulei pe iconostas (Isus ca Împărat ceresc, Sf. Ioan Evanghelistul, Adormirea Maicii Domnului, Maica Domnului cu Pruncul în brațe, Sfinții Nicolae și Dimitrie, arhanghelii Mihail și Gavril și Sfânta Treime). După părerea lui Virgil Vătășianu, critic de artă, picturile în integritatea lor au fost executate într-o perioadă de timp foarte scurtă. Datarea lucrărilor arată că realizarea lor s-a făcut începând din anul 1870 (Isus Împărat ceresc) și 1873 (Sfinții Nicolae și Dimitrie). O singură excepție iese în evidență, Învierea lui Isus care este datată în anul 1881.

Picturile murale din Biserica Adormirii Maicii Domnului din Satulung
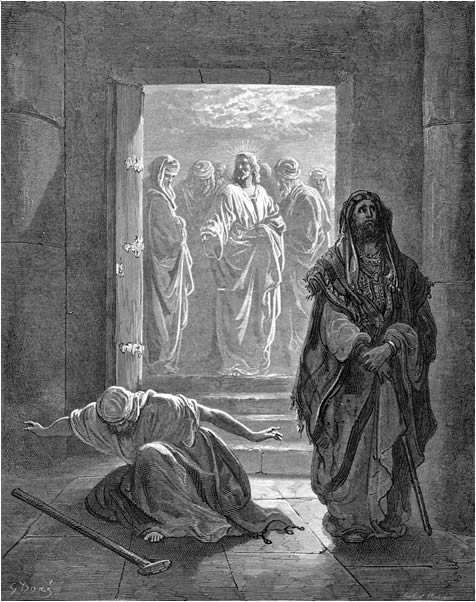
Gravură G. Doré
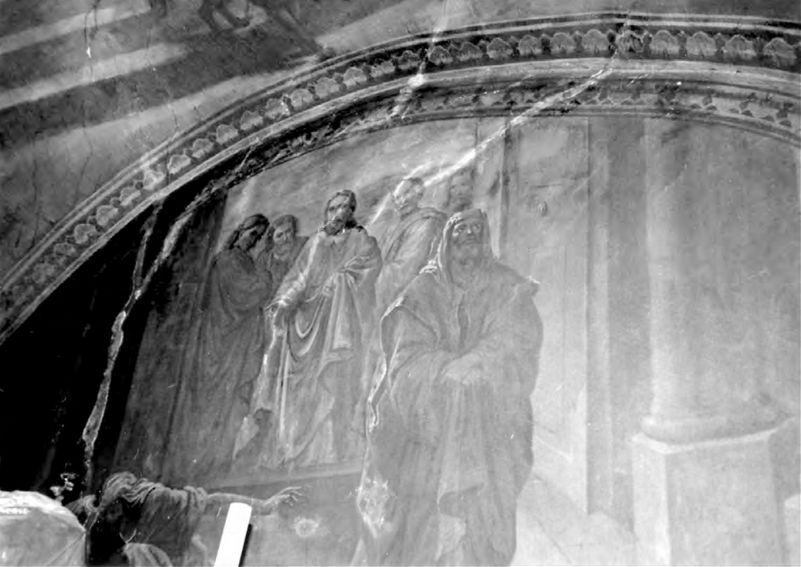
Vameșul și fariseul de Mișu Popp
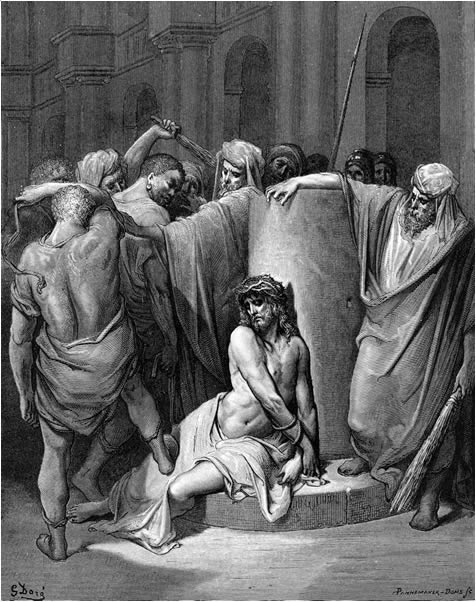
Gravură G. Doré
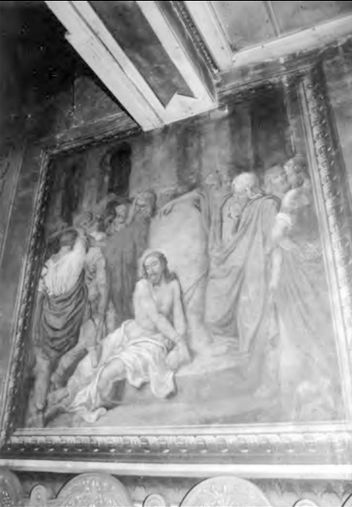
Biciuirea lui Isus
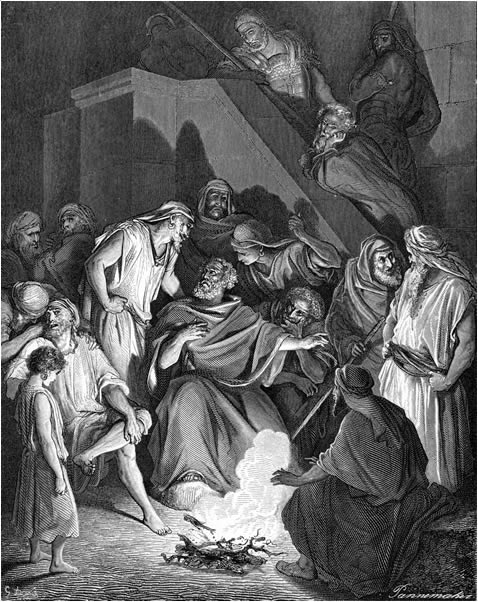
Gravură G. Doré
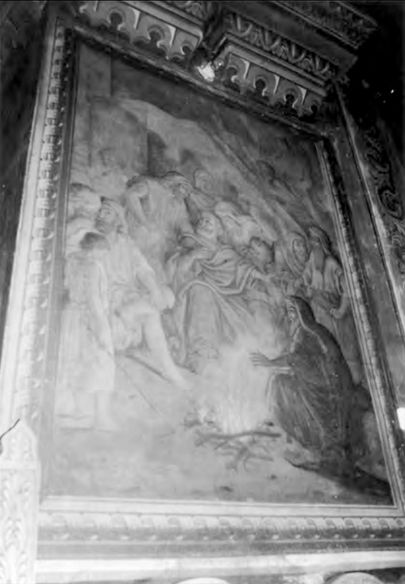
Lepădarea lui Petru

O constatare importantă din punct de vedere iconografic în ce privește complexul de picturi murale de la Săcele, este înlocuirea în totalitate a reprezentărilor de tip bizantin cu motive ale iconografiei occidentale. Există doar trei excepții întruchipate de trei icoane ale Adormirii Maicii Domnului. Izvoarele cele mai prolifice de inspirație ale lui Mișu Popp au fost xilografiile făcute după desenele realizate de Gustave Doré în vederea ilustrării Noului Testament. Există copii directe (Biciuirea lui Isus și altele) precum și compoziții adaptate din aceste stampe (Isus pe muntele măslinilor, Isus umblând pe mare). Tot în acest complex pictural se mai vad influențe după stampa lui Jan van Luyken (Vindecarea ologului) și Rubens (Luarea de pe cruce). Printr-o simplă analiză a picturilor murale de la Satulung, nu este foarte greu de remarcat sursele de inspirație ale lui Mișu Popp, picturi de Michelangelo, Leonardo Da Vinci, Rafael, Rembrandt, Peter Paul Rubens, Johann Michael Rothmayr, Jan van Luyken la Gustave Doré. Mișu Popp a preluat de la Rafael atitudinile elegante ale personajelor și frumusețea pură, de la Michelangelo forța și vitalitatea. Se poate spune chiar că, pictorul a fost impresionat de maniera lui Tintoretto prin modul cum acesta din urmă a realizat semnificația gesturilor sau îndrăzneala miscărilor.

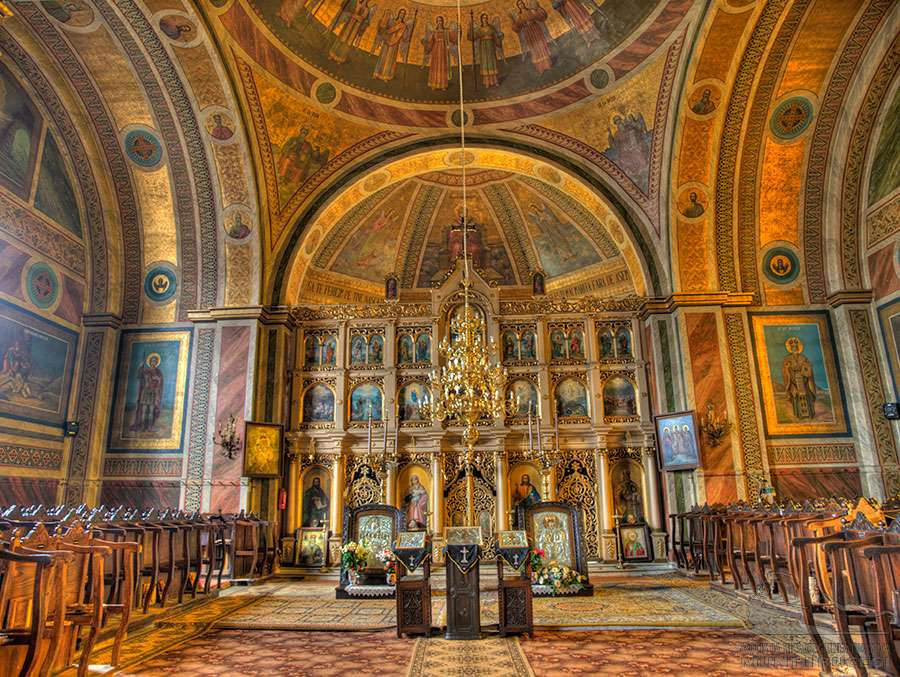
Iconostasul din Râșnov

Caracteristicile principale privitoare la tehnica și spiritul compozițiilor realizate de către Mișu Popp aparțin clasicismului în artă, ale cărui elemente sunt: predominanța valorilor exprimării plastice în comparație cu cele coloristice, evitarea grupărilor complicate cu reprezentarea cât mai limpede a valorilor energetice și tendința de a echilibra compoziția prin mișcări și contra-mișcări. Considerațiile referitoare la picturile murale ale lui Mișu Popp executate majoritar în tempera, cuprind și modalitățile de expunere prin rame cu motive geometrice sau vegetale, zugrăvite cu aur. Plasticitatea obținută prin modelarea cu tonuri locale este robustă și figurile sunt desenate masiv, iar cele care pozează fără rost, sunt cu totul eliminate. Cutele draperiilor apar groase, molatece, cu rotunjimi uneori exagerate. Cromatica este vie, opusă caracterului discret al temperei utilizate, iar intensitatea ei este foarte bine armonizată.
Biserica Cuvioasa Paraschiva (Vinerea Mare) din Țânțari (Dumbrăvița, Brașov) are o catapeteasmă care a aparținut bisericii vechi, care a fost pictată de către Mișu Popp în întregime. Icoanele catapetesmei sunt grupate pe trei rânduri astfel: rândul de sus are treisprezece lucrări, cel din mijloc fiind cel mai mare și reprezintă Încoronarea Fecioarei de către Sfânta treime și celelalte sunt dispuse câte șase de fiecare parte și înfățișează apostoli; rândul de mijloc are șapte icoane: Nașterea și închinarea păstorilor, Botezul, Schimbarea la față, Cina cea de taină, Învierea, Urcarea la cer și Pogorârea Sfântului Duh; rândul de jos dispus între cele trei uși liturgice are patru tablouri: Sfântul Nicolae, Maica Domnului cu Pruncul în brațe, Isus binecuvântând și Sfânta Paraschiva. Ușile liturgice au pictate pe Arhanghelul Gavril în stânga, Arhanghelul Mihail în dreapta și pe ușa împărătească este Bunavestire.

Picturile murale din Biserica din Țânțari
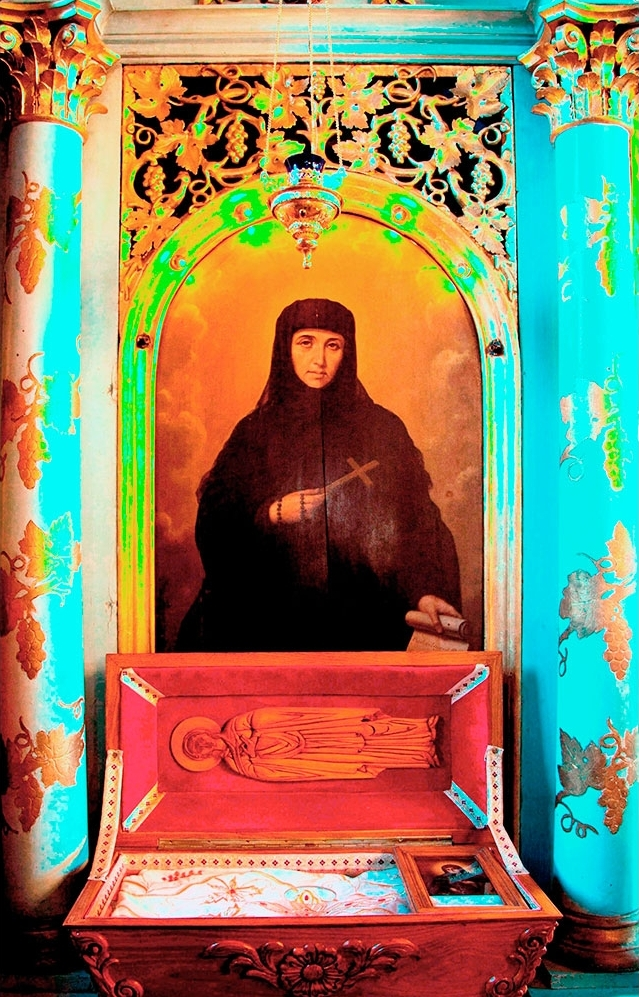
Cuvioasa Parascheva
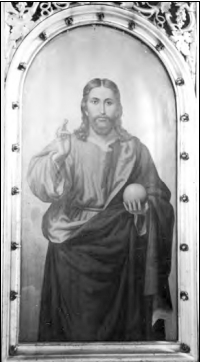
Iisus Hristos binecuvântând
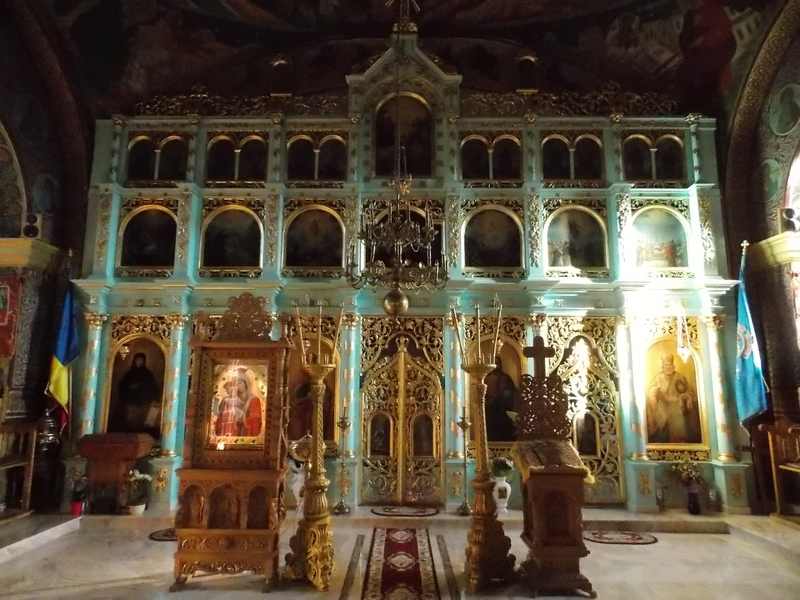
Iconostas
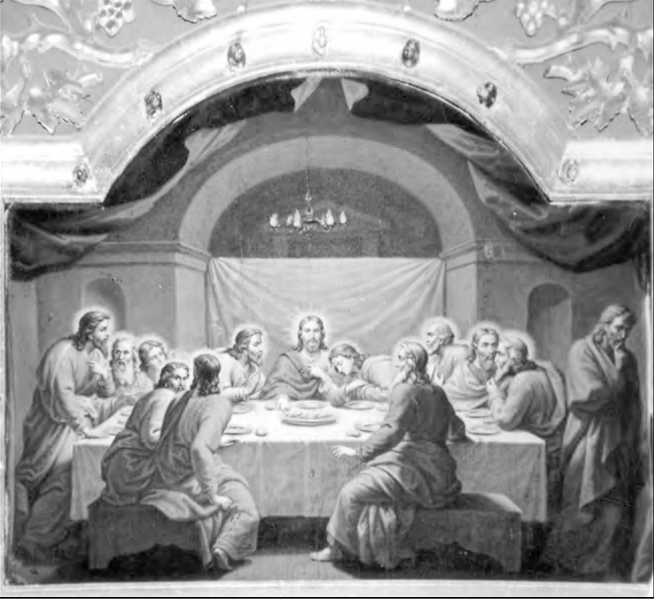
Cina cea de Taină
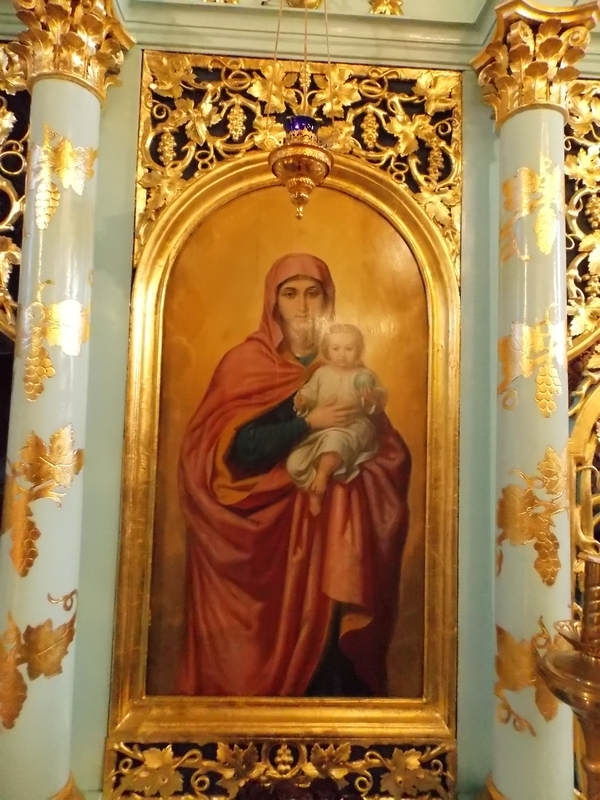
Maica Domnului cu Pruncul
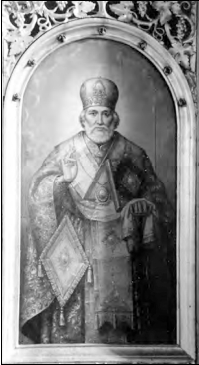
Sfântul Nicolae

Biserica Sfântul Nicolae din Râșnov este similară cu cea de la Țânțari, având schimbări în aranjamentul lucrărilor. Tabloul Sfintei Paraschiva este însă înlocuit cu cel al Sfântului Ioan Botezătorul.

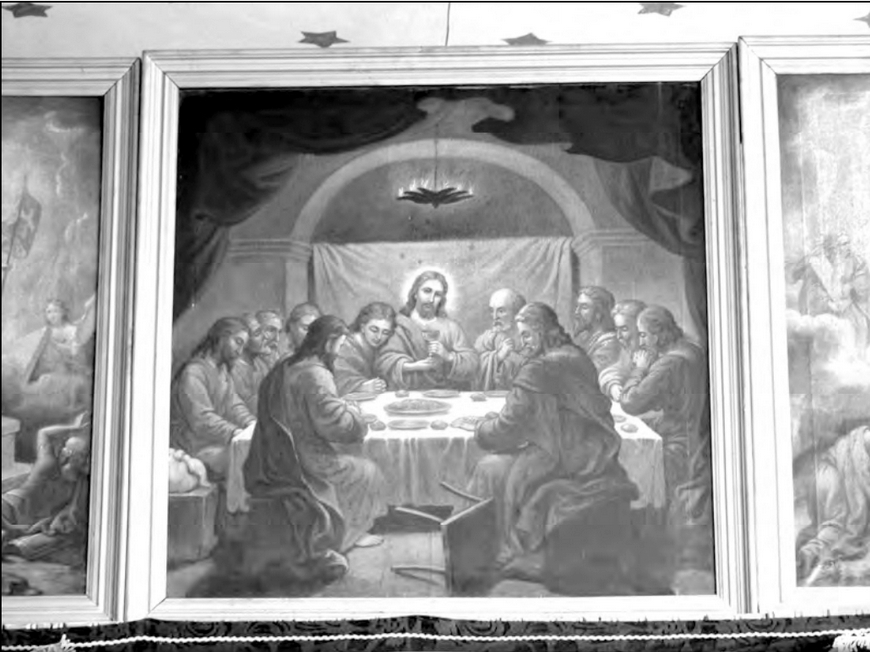
Cina cea de taină - Biserica din Arpătac

La biserica din Arpătac (Araci) se regăsesc unele inovații compoziționale în catapeteasmă. Astfel, lucrările cu apostoli lipsesc cu desăvârșire și ciclul sărbătorilor domnești prezintă adăugiri din viața Sfintei Fecioare. Rândul de sus al catapetesmei are reprezentate Nașterea Fecioarei, Prezentarea lui Isus la templu, Sfânta treime, Nașterea lui Isus și Adormirea Maicii Domnului. Al doilea rând cuprinde Înălțarea la cer, Pogorârea Sfântului Duh, Învierea, Cina cea de taină, Schimbarea la față, Intrarea în Ierusalim și Botezul. Între ușile liturgice apare Sfântul Ioan Botezătorul, Maria cu Pruncul, Isus binecuvântând și Sfântul Dumitru. Un lucru care diferențiază iconostasul de la Arpătac de toate celelalte pictate de Mișu Popp este că icoanele iconostasului sunt pictate pe pânză pe șasiu și sunt puse în rame.
Bisericile din Râșnov și Arpătac au fost ridicate, prima în 1886 și a doua în perioada 1880 - 1887. Picturile lui Mișu Popp pot fi considerate a fi fost executate în aceeași perioadă anterioară sfințirii bisericilor. Lucrările murale de la Țânțari pot fi datate în funcție de icoana Sfintei Paraschiva, care are o probabilitate destul de mare să fie un portret al Sevastiei Panovici. Virgil Vătășianu ia în considerare acest fapt, deoarece există un portret al doamnei Panovici care aparține ultimei perioade de creație a lui Mișu Popp și care o înfățișează în vârstă, pe când cea reprezentată în icoană este cu circa treizeci de ani mai tânără. De asemenea, Vătășianu consideră că iconostasul din Țânțari ar fi primul dintre cele făcute de Mișu Popp în Ardeal, la scurt timp după stabilirea sa definitivă la Brașov în anul 1859.
La biserica din Toderița nu se găsesc decât patru icoane care sunt dispuse pe iconostas între ușile liturgice: Sfântul Nicolae, Maica Domnului cu Pruncul, Isus binecuvântând și Sfânta Treime.
Biserica romano-catolică din Cernat are multe asemănări cu cea de la Țânțari, cu câteva deosebiri: scena Cinei cea de taină este înlocuită cu Întâmpinarea Domnului, tabloul Sfintei Parachiva cu Adormirea Maicii Dmnului și tabloul Sfântului Nicolae cu Ioan Botezătorul. Construcția arhitecturală a iconostasului din Cernat este asemănătoare cu cel din Țânțari, cu diferența că scena cu Cina cea de taină este înlocuită cu Întâmpinarea Domnului.

Picturile murale din Biserica Romano-Catolică din Cernat
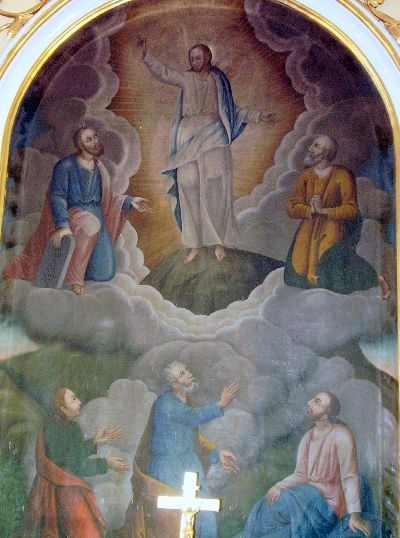
Pictura Altarului. Schimbarea la față
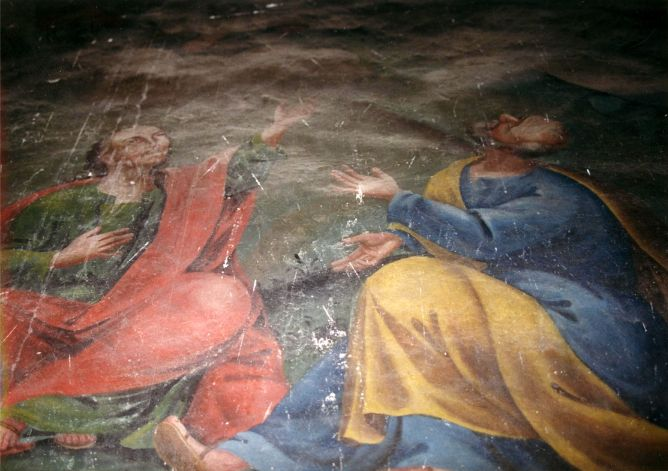
Apostolii Ioan si Petru
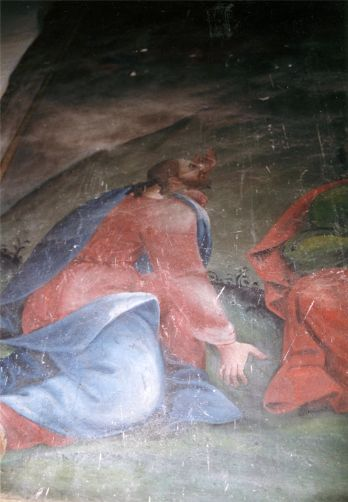
Apostolul Iacob
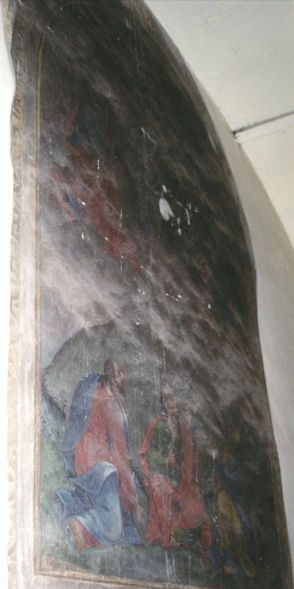
Pictura din spatele altarului
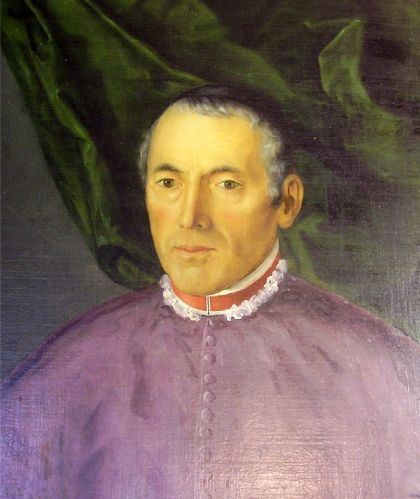
Portretul lui Zámbler János
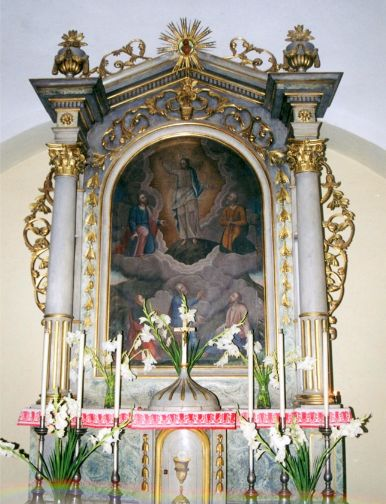
Altarul Bisericii Romano-Catolice

La Biserica din Câmpulung Muscel care are hramul Sfântului Nicolae și Buna Vestire a Maicii Domnului, pe lângă o generoasă galerie de picturi murale realizate de Mișu Popp, iconostasul este cel care domină prin mărime și realizare artistică nu numai întreaga pictură a bisericii ci și toate iconostasele pictate în întreaga sa carieră. Icoanele sunt pline de expresivitate plastică ce reiese chiar și din ornamentarea rafinată a încadrărilor realizate cu elemente geometrice și vegetale poleite cu aur. Aceeași valoare artistică ar fi avut și iconostasul din Frăsinei, dacă nu ar fi fost repictat grosolan peste pictura lui Popp.

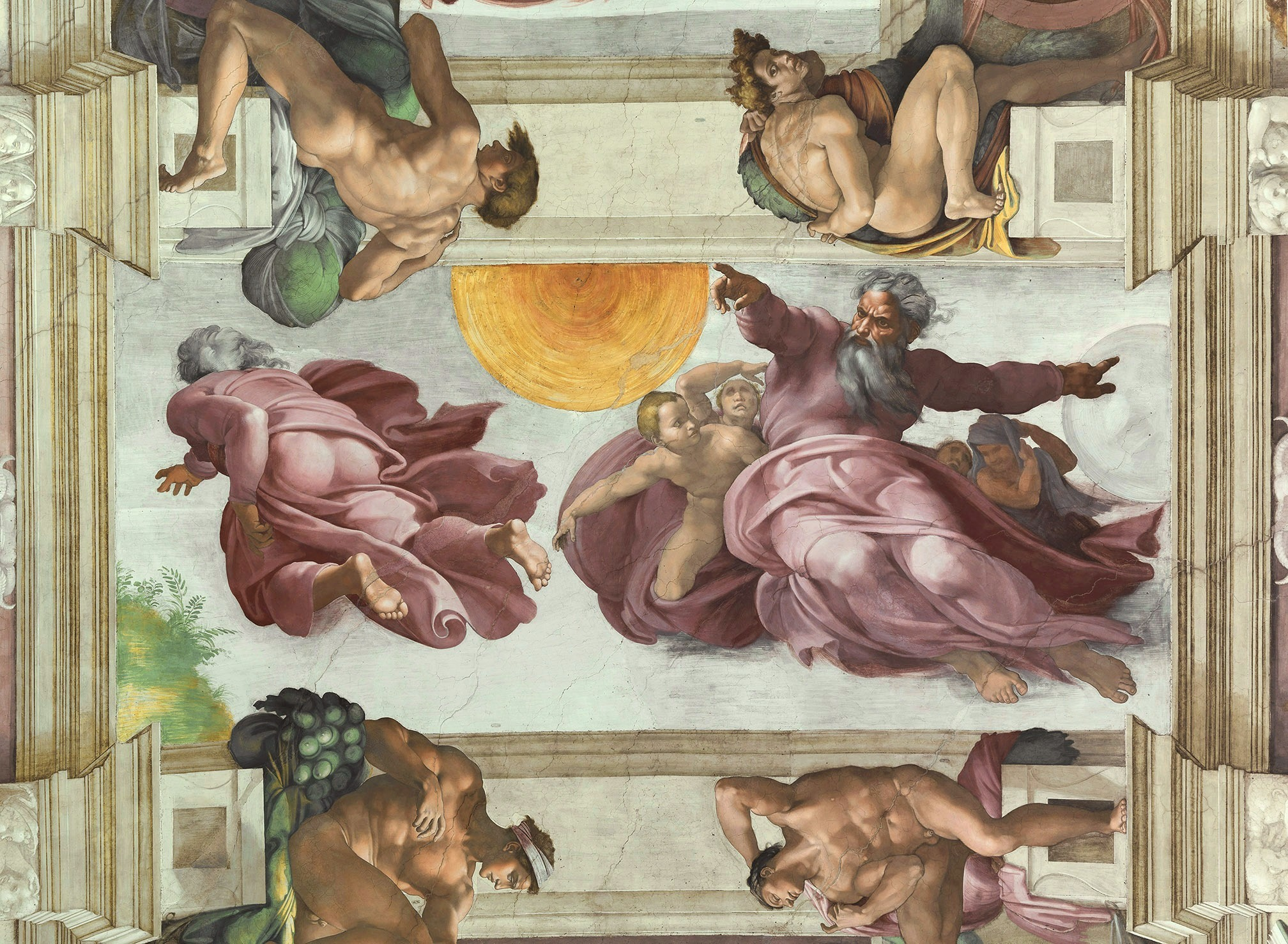
Michelangelo în Capela Sixtină - Dumnezeu creează soarele și luna

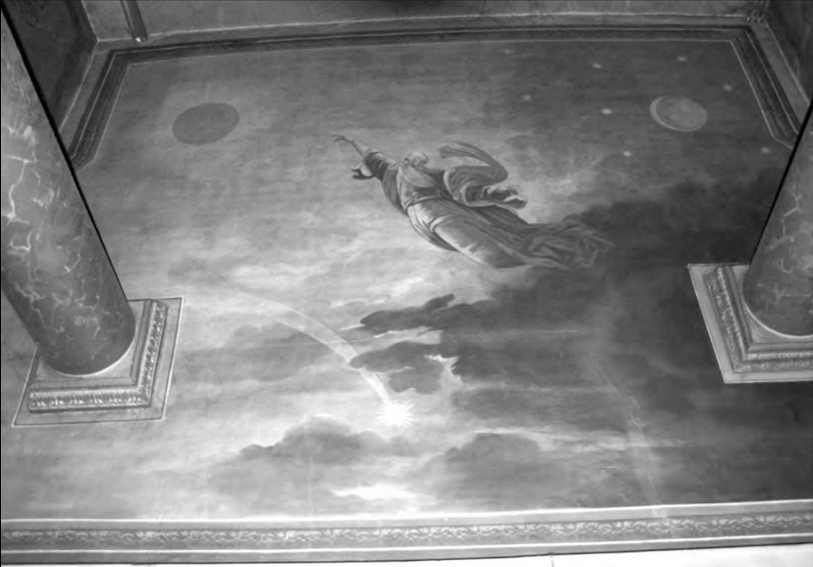
Mișu Popp în Biserica din Câmpulung Muscel - Dumnezeu creează soarele și luna

Este de menționat că la biserica din Câmpulung există singurele iconostase pictate de Mișu Popp, unde apar atât prorocii cât și apostolii. Ca și la iconostasul de la Frăsinei, iconostasul din Muscel este modificat pentru a câștiga spațiu cu planuri decalate în armonică. Pe de altă parte, arhitectura bisericii din Câmpulung Muscel este asemănătoare cu cea a bisericilor din Frăsânei și Târgu Jiu și concepția iconografică a picturilor murale este aproape identică. Prin tot ce a făcut Mișu Popp la Biserica Sfântul Nicolae din Câmpulung, atât prin realizarea icoanelor de pe iconostas cât și a picturilor murale de pe pereți, a reușit să creeze printr-o cromatică desăvârșită o armonie compozițională de excepție, armonie care evidențiază nu numai talentul pictorului, ci și o experiență de invidiat în crearea de programe iconografice complexe.
La biserica din Câmpulung Muscel există o pictură murală remarcabilă în pronaosul edificiului de cult, ce înfățișează o scenă intitulată Dumnezeu creează soarele și luna. Această scenă este inspirată din lucrarea cu aceeași temă a lui Michelangelo, aflată la Vatican în Capela Sixtină. Compoziția este simplificată, Dumnezeu Tatăl fiind pictat singur, în semiprofil cu racursiuri liniștite, spre deosebire de cea a lui Michelangelo unde Dumnezeu are însoțitori și este reprezentat cu fața la privitor.

Picturile murale din Biserica Sfântul Nicolae din Câmpulung Muscel
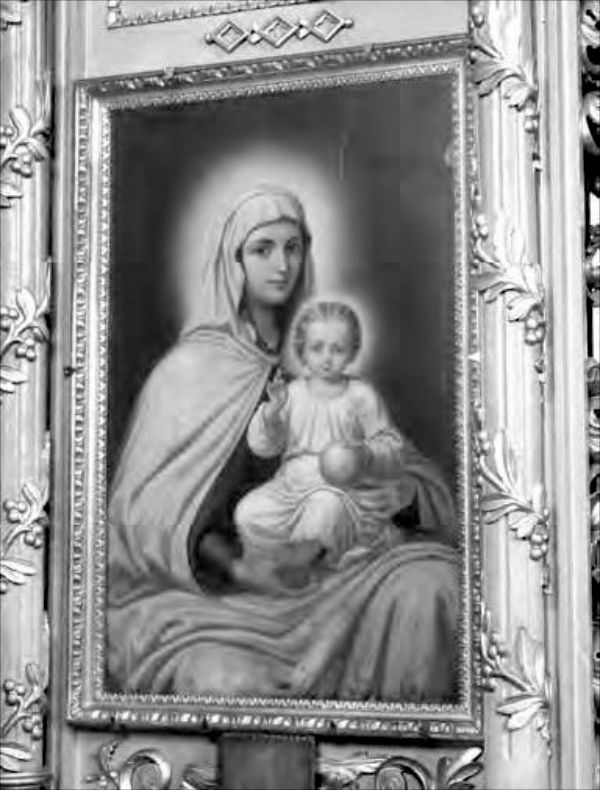
Maica Domnului cu Pruncul
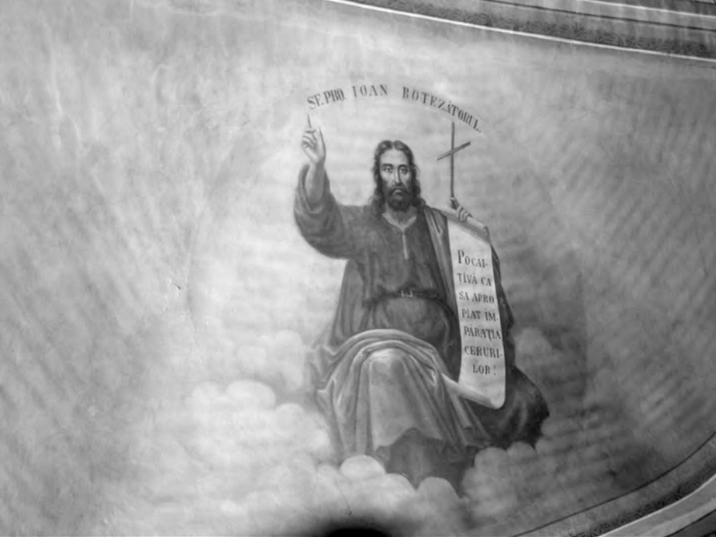
Sfântul Ioan Botezătorul
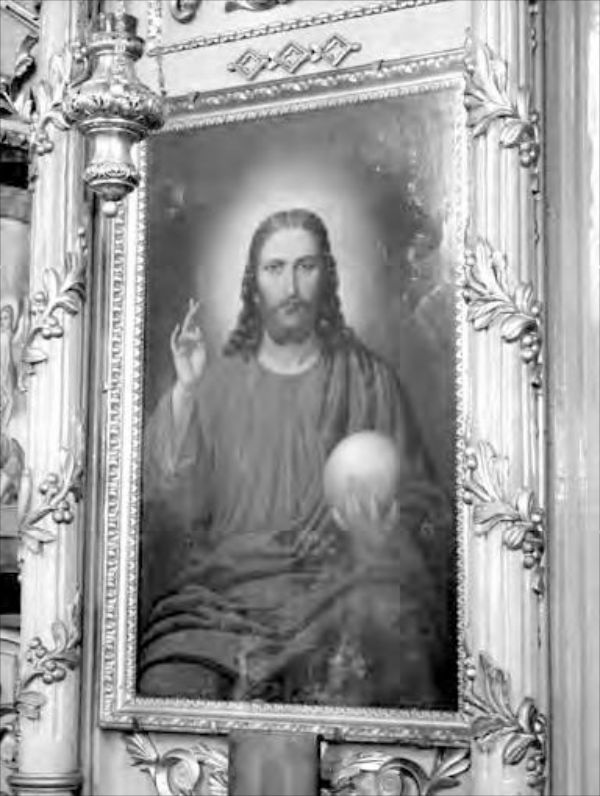
Iisus Hristos binecuvântând
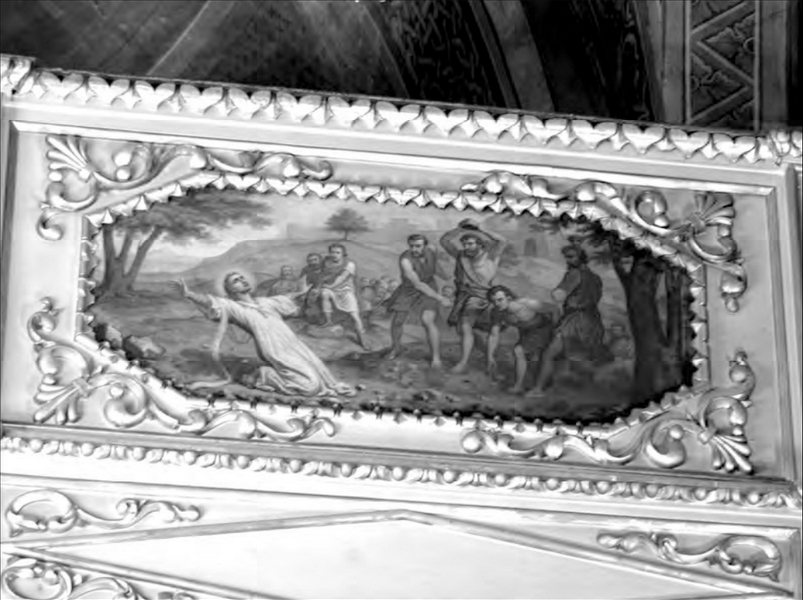
Martiriul Sfântului Ştefan
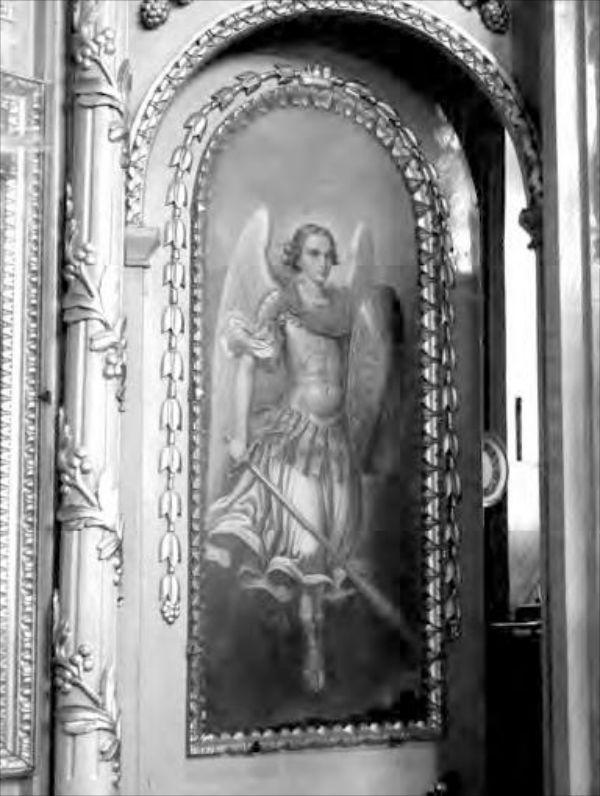
Sfântul Arhanghel Mihail

Ca o concluzie generală pentru pictura religioasă a lui Mișu Popp, este că el a continuat direcția de laicizare pe care Constantin Lecca a inițiat-o prin umanizarea chipurilor de sfinți. Astfel, se constată că Mișu Popp a preluat și și-a adoptat aceeași formulă a picturii bisericești care se întâlnește la Nicolae Popescu, la Tattarescu, la Gheorghe Ioanid și chiar la Nicolae Grigorescu în perioada lui de început. Pentru unii critici de artă cum este Ion Frunzetti, pictura religioasă a lui Mișu Popp, a reprezentat un progres prin simplul fapt că a renunțat la tradițiile bizantine pentru un fel de artă în care natura este mai prezentă și mai respectată. Totul este dublat de felul în care compozițiile sacre înglobează în ele caracteristicile picturii de factură laică, cum sunt anatomia, volumul și perspectiva. Pe poziție contrară primilor, există critici care consideră că părăsirea elementului bizantin a dus la o degradare a picturii religioase românești, din cauza că acest stil se plasează antagonic cu tradiția națională și cu rolul pe care-l joacă pictura religioasă în România.

### Pictura laică

#### Portretistică
„Ceea ce-i conferă... (lui Mișu Popp)... un loc de seamă în istoria picturii românești este portretul, care, fără să ajungă la o adâncă înțelegere a psihologiei personajelor reprezentate, rămâne un prețios document pentru cunoașterea epocii în care a trăit și a lucrat artistul.”—Ion Frunzetti: Mișu Popp, Editura de Stat pentru Literatură și Artă, București, 1956, pag. 28

##### Autoportretul

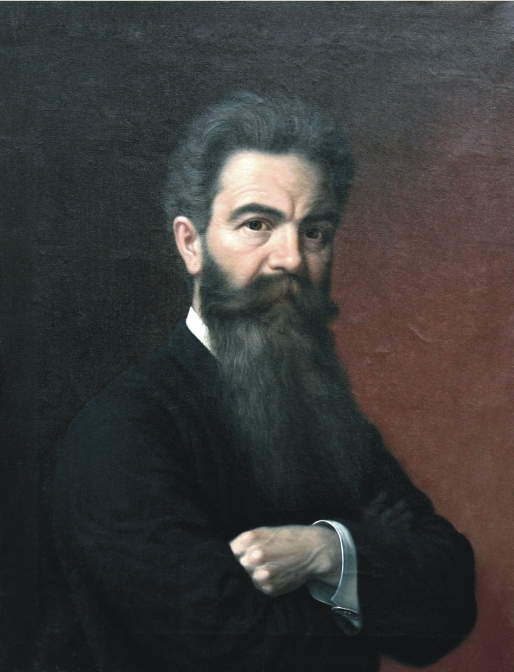
Autoportret
Muzeul Brukenthal din Sibiu

Sunt cunoscute până în anul 2015 treisprezece autoportrete realizate de către Mișu Popp, acestea aflându-se în colecții muzeale din România sau în colecții private. Autoportretul aflat la Muzeul Brukenthal din Sibiu a fost realizat în aceeași perioadă ca cel aflat la Muzeul de Artă din Iași, care a fost făcut în anul 1886. Cele două portrete amintite au fost ultimele autoportrete realizate de către Mișu Popp, acestea fiind pictate în jurul vârstei de cincizeci și nouă de ani.
În mod evident, evoluțiile portretului și a autoportretului în spațiul românesc nu au avut o tendință diferită de parcursul artei europene. În mod similar, oscilarea între elementele romantice și cele clasiciste s-au mulat perfect pe fondul academist. Așa cum a remarcat Mihai Ispir, autoportretul și portretul autohton au adus un plus de sinceritate naivă uneori, o reducere a elementelor decorative („Ne aflăm probabil, exact la antipodul portretului de aparat”), precum și lapidaritate alături de empirism (o expresie sugestiv descriptivă fiind „Conceptualizarea conținutului și concentrarea expresiei”). Portretismul acelor vremuri a adoptat un fond caracterizat drept neutru, care a redus detaliile decorative, vestimentare și pe cele ambientale la minimum posibil, totul pentru a evidenția figura cu privire melancolică, vag visătoare, fără ca pictorul să facă vreo investigație temperamentală sau afectivă. De asemenea, gesturile personajului portretizat a fost mai mult intenționat reprezentate, decât sugerate. Ele au fost dublate de o atitudine de cele mai mult ori rigidă și, au cautat să aducă un aport în sublinierea atmosferei de calm, tihnă și intimitate carateristică gustului burghez.

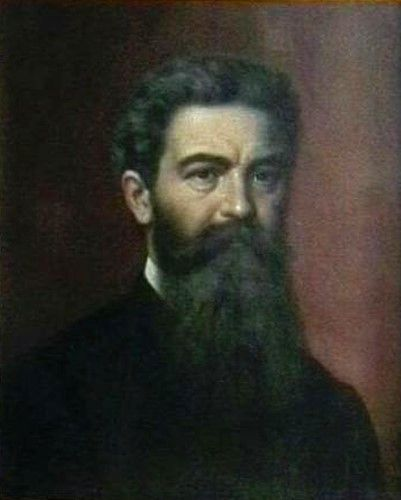
Autoportret - 1886
Muzeul de Artă din Iași

Mișu Popp a conștientizat portretul ca un pictor academist, el însuși aflat „... în umbra unor nuanțe ale romantismului academic”, trecându-l printr-un filtru al clasicismului vienez târziu, specific adepților lui Ingres. În cele 13 autoportrete el s-a limitat în a-și repeta propria reprezentare, încercând astfel să impună celorlalți imaginea a unui om de lume, plin de distincție și sobrietate, sigur pe capacitățile sale. Felul cum a ascuns caracteristicile psihologice personale, creează impresia că el nu a fost în primul rând artist (el nu apare niciunde în postura devenită clasică astăzi ... de atelier) și, nu a avut interogații introspective, neadresându-se sieși pentru a-și pune întrebări existențiale. În toate autoportretele sale Mișu Popp s-a prezentat și nu s-a dezvăluit, a evidențiat fizionomia și deloc psihologia, iar singura interogare pe care a realizat-o a constat în revelări exterioare și fixarea figurativă clară a atitudinii, totul ignorând incertitudinea eului sufletesc.
În mod similiar cu majoritatea portretelor lui, Mișu Popp s-a studiat cu un ochi de meșteșugar ca pe un model de atelier și a executat cu precizie și virtuozitate lucrarea la rece ca și când a redat un obiect și nu o personalitate umană. Repetând periodic execuția unui autoportret, în lucrări s-au schimbat doar fizionomia și starea de spirit, acest fapt ținând de concepție și nu neapărat de imposibilitatea pictorului de a investiga abisalul propriului eu. Astfel, artistul a devenit tributar gustului și modei vremurilor de atunci, care în acest mod a înțeles și a văzut portretizarea. Având principiul de a relua tablourile anterioare, Mișu Popp le-a perfecționat printr-un plus de rigoare în desen, de sobrietate în atitudine, de fidelitate fotografică în fața realității și de efect cromatic rezultat din propriul meșteșug. Toate aceste acțiuni artistice au dus pe de altă parte și la o atenuare a efectului de spontaneitate și mai ales a celui de firesc, pe care artistul l-a surprins inițial. Un lucru de menționat ar fi că pictorul și-a reluat autoportretul, adesea fără să mai privească în oglindă (asemenea copiilor autografe).

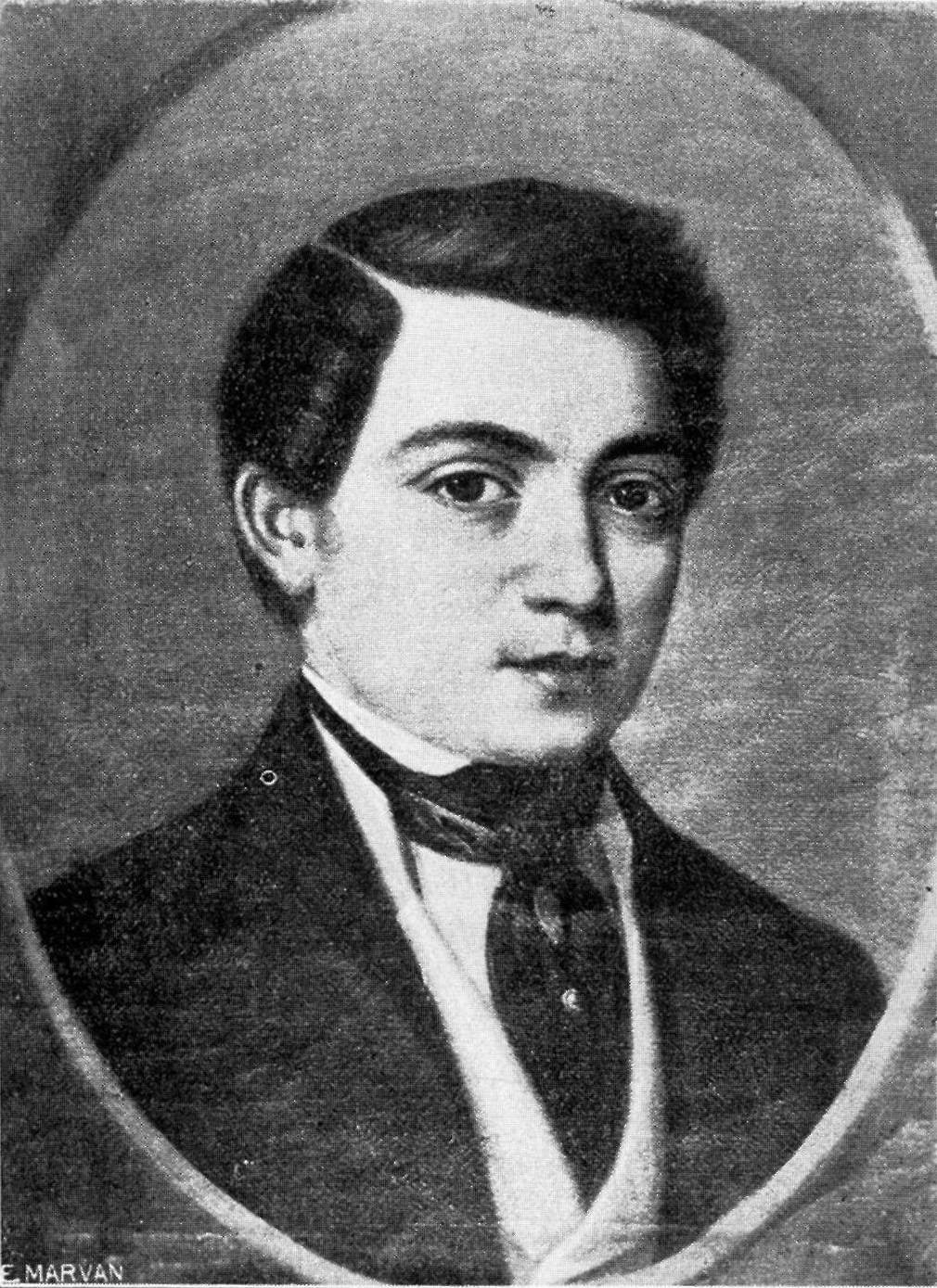
(1845)
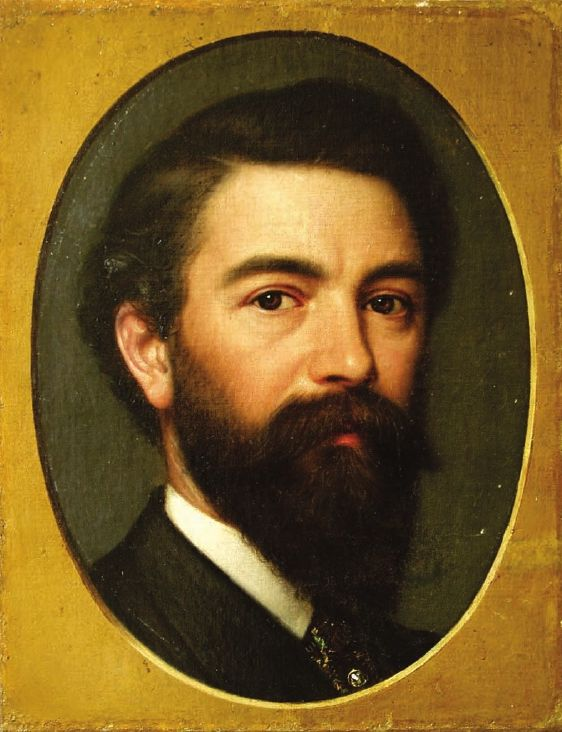
(1854)
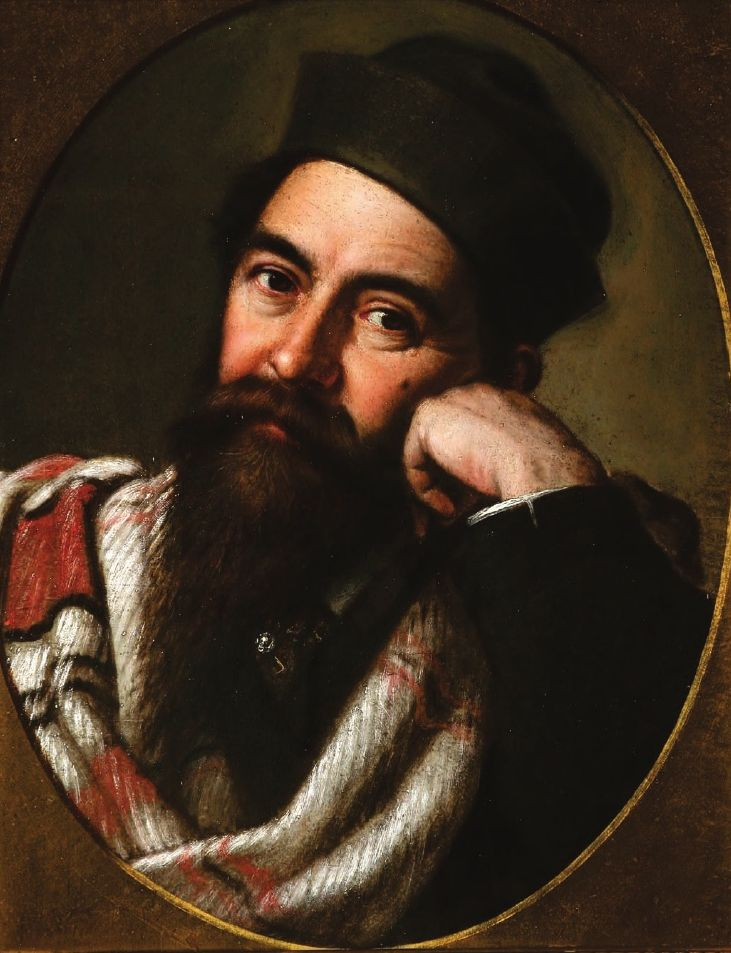
(~ 1867) Muzeul din Cluj
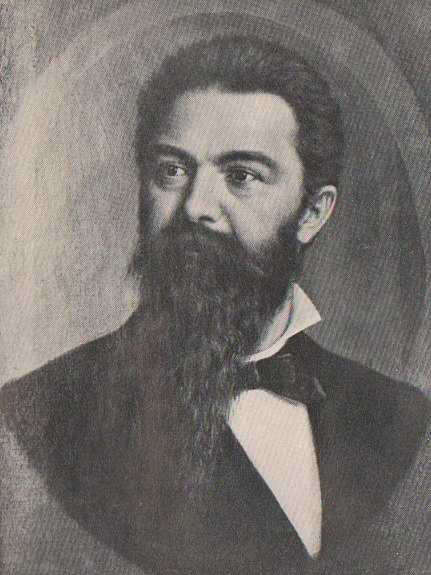
(?) Muzeul din Brașov
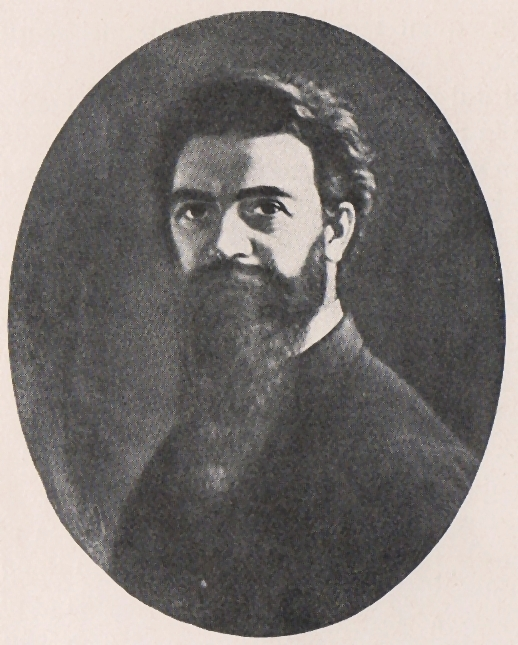
(?) Muzeul din Brașov

##### Portrete cu tematică rurală

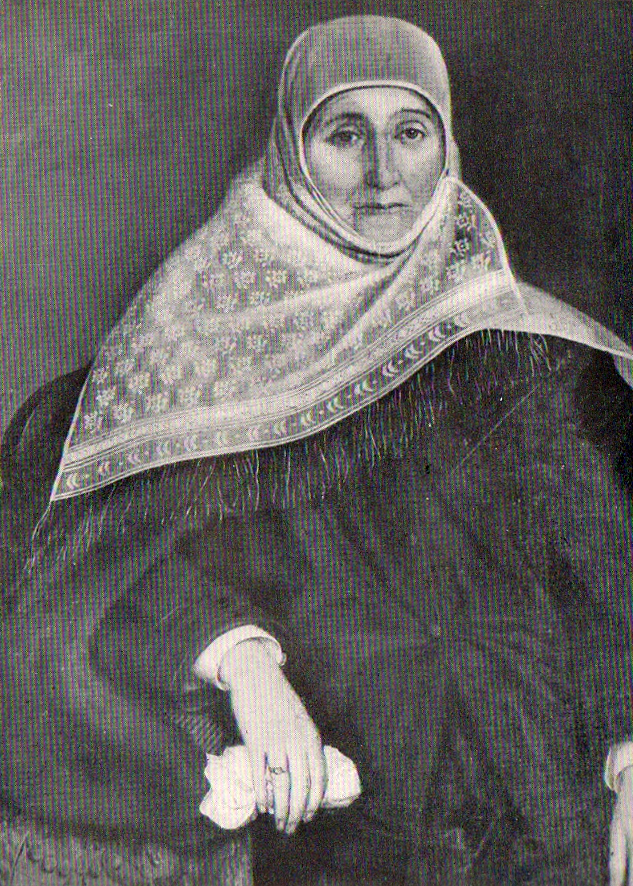
Voica Popeea (foto a/n)

Adesea de câte ori Mișu Popp a pictat iconostasul sau catapeteasma unei biserici sătești din Ardeal, a realizat portrete de țărani. Stilul în care a făcut portretele nu poate fi asimilat celui cu care Carol Popp de Szathmári sau Gheorghe Tattarescu l-au utilizat. Aceștia din urmă au fost atrași mai mult de frumusețea costumului popular, în acest sens fiind mai cunoscute seria de tablouri de oameni pitorești schițate în desene și acuarele de Szathmári, chipurile ajungând a fi uneori idealizate. În lucrările de acest gen ale lui Mișu Popp nu poate fi vorba de studii de expresie, ci sunt portrete în toată puterea cuvântului, înfăptuite cu mare seriozitate, cu utilizarea acelorași procedee tehnice ca și cele făcute pentru înalta societate. Lucrările pe care le-a făcut, au putut fi văzute în acele vremuri în casele țăranilor din acele sate sau din vecinătăți. Remarcabil este considerat de către critica de artă, portretul mamei episcopului Nicolae (Neagoe) Popea, Voica Popeea din Satulung, unde Mișu Popp a pictat cea mai importantă pictură murală bisericească din creația sa. Ca și în cazul portretului pe care l-a făcut soțului ei Neagoe Popea, artistul a mers mai departe decât la o simplă asemănare fizică și a dat naștere unei expresii morale definite de un conținut adânc, expresie care transmite posterității informații despre mediul social al vremurilor de atunci.
Mișu Popp a pictat portretele foștilor săi tovarăși de luptă, tribuni țărani de la 1848 îmbrăcați în gătane cu nasturi metalici, cu laibăre și căciuli, cu chipuri hotărâte de oameni care știu să-și apere drepturile lor. Toate aceste portrete au devenit prin tematica lor documente de necontestat ale acelor vremuri și, mai sunt încă răspândite prin satele ardelenești din Țara Bârsei: Toderița, Cernat, Arpătac, Satulung, etc.
O realizare fără echivoc în portretistica românească este portretul haiducului legendar Radu Anghel, împușcat de către poteră în anul 1860 în comuna Moșteni - Greci. Portretul acesta relevă sensul social pe care Mișu Popp l-a dat operei sale. Haiducul este înfățișat în două versiuni, bust și în picioare, îmbrăcat cu straie țărănești, cu ițari strânși pe pulpă, cu opinci, legat pe lângă nojițele ce urcă de pe gleznă, cu panglici tricolore sub genunchi, având cămașa albă purtată peste ițari cu o pelerină uzată peste umeri. Haiducul apare mustăcios cu o figură hotărâtă și cruntă, cu plete mari și cușmă. Postura sa este una teatrală, cu o poziție fandată, având mâna dreaptă întinsă mimând lupta. Sabia este improvizată dintr-o coasă și mâna stângă se sprijină pe coada unei toporiști proptită de pământ. Arsenalul de armament ușor, cum sunt pistoalele ghintuite, imită moda turcească iar hangerele sunt ținute în chimirul lat. Compoziția bogată în elemente descrise foarte exact, suferă prin lipsa unei caracterizări mai elaborate și a unui portret psihologic autentic.

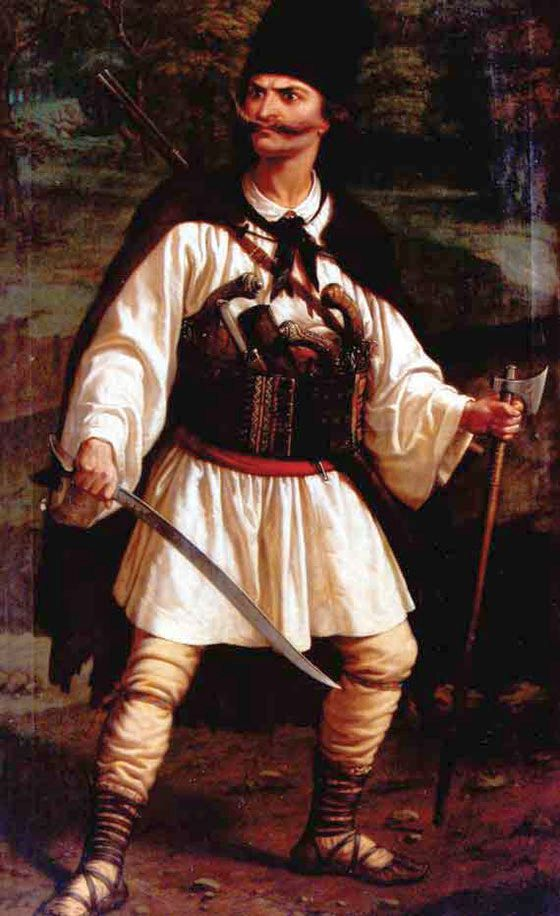
Haiducul Radu Anghel Muzeul de Artă din Timișoara
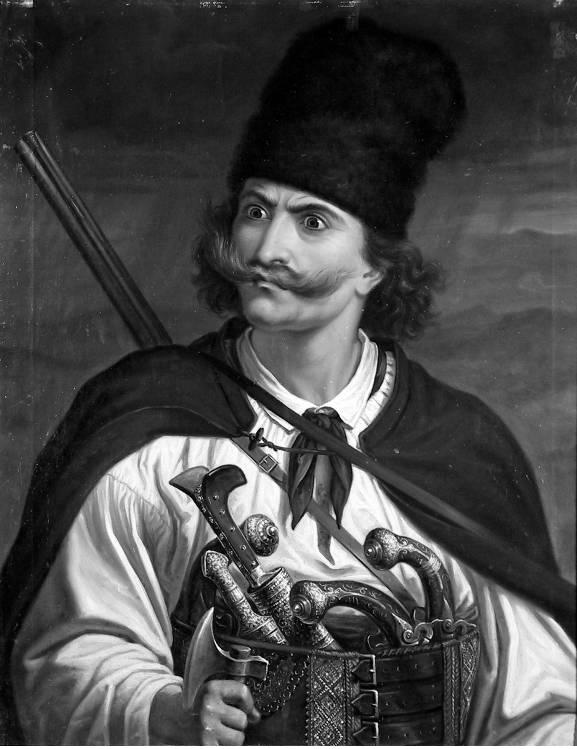
Haiducul Radu Anghel Muzeul Brukenthal
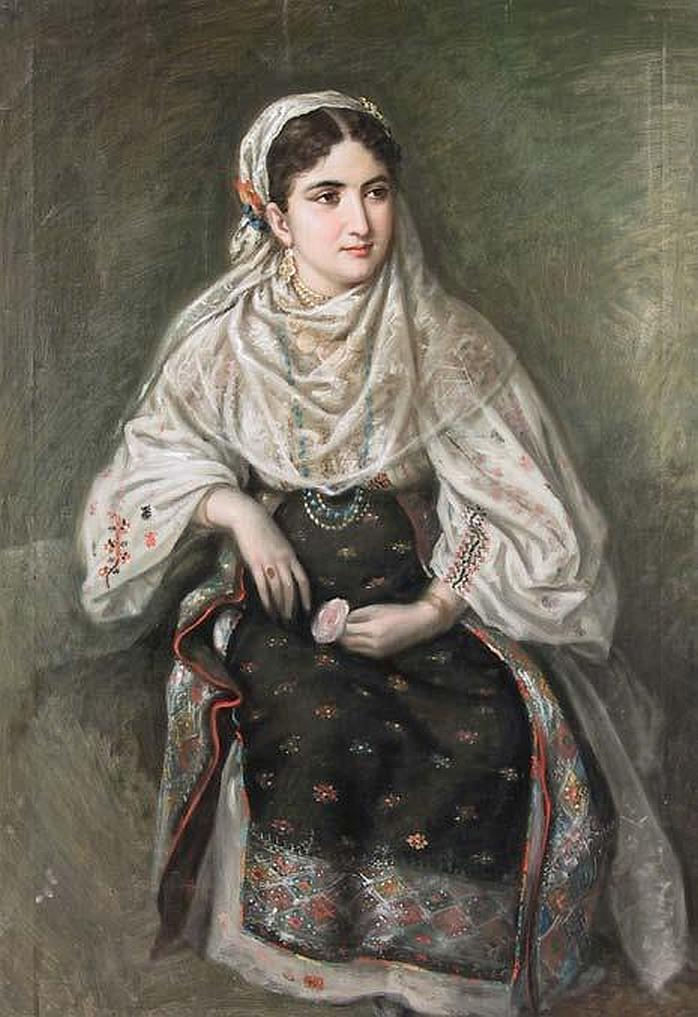
Musceleanca Muzeul Brukenthal
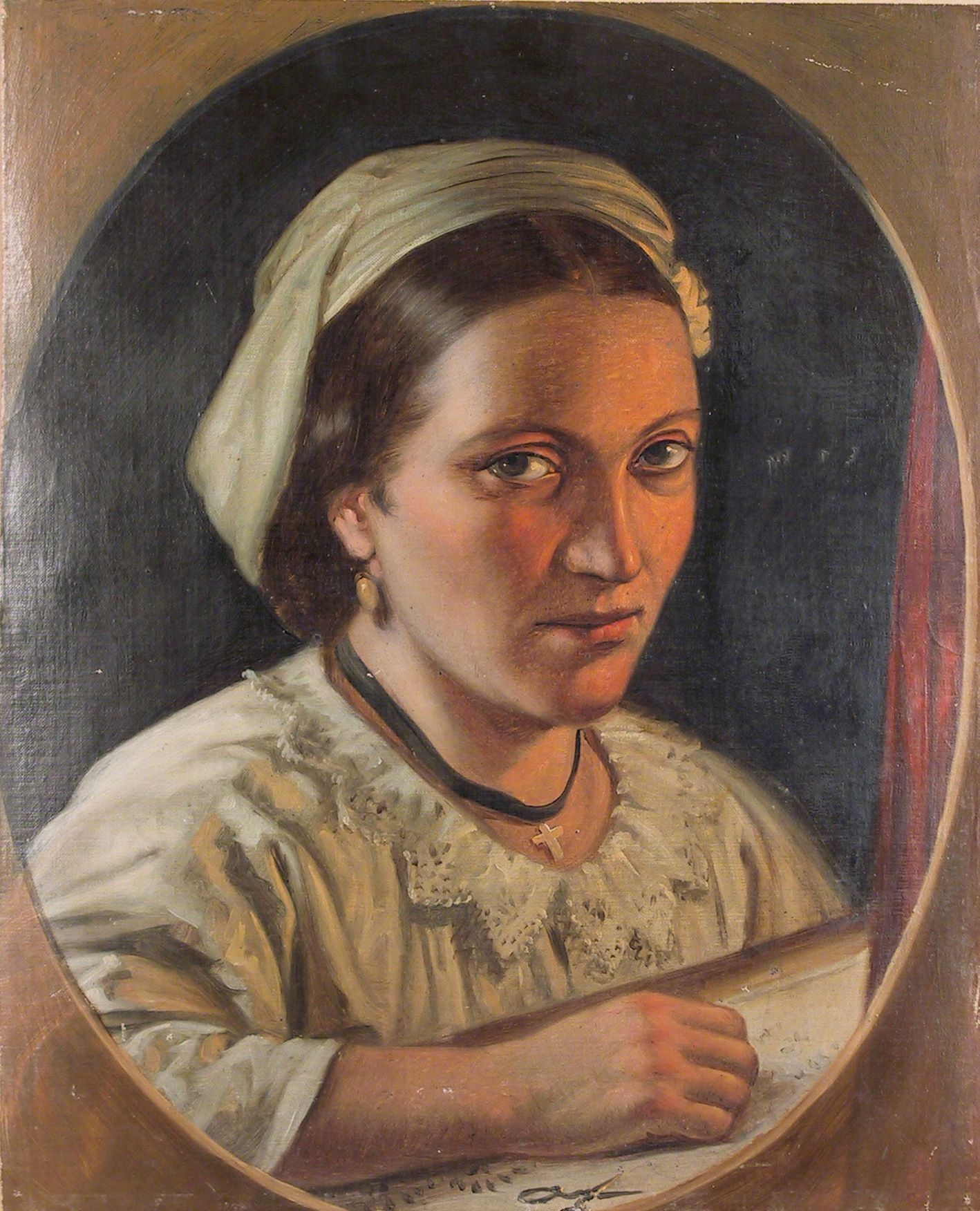
Portret de țărancă (Mama lui Mișu Popp)
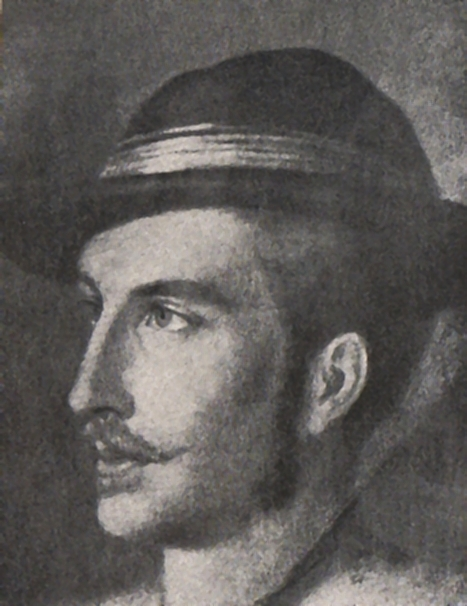
Cap de țăran (June brașovean)

În cele două portrete ale haiducului Radu Anghel, este de menționat modul cum a reușit distribuirea luminii pe detaliile naturii moarte a armamentului purtat în chimir. Prin studierea amănunțită a acestor două tablouri, specialiștii au determinat faptul că lucrarea de la Muzeul Brukenthal din Sibiu este mai puțin picturală și mai restrâns construită, ea având unele scăderi în cromatica detaliilor specifică replicilor. Bustul ar fi fost creat după anul 1864 din memorie, iar originalul (portretul întreg) poate fi datat în jurul anului 1860.
Printre alte lucrări de referință dintre portretele realizate la țară având ca tematică oamenii simpli, se află Musceleanca, Portret de țărancă tânără cu maramă și Cap de țăran, din gruparea Junilor de la Brașov. Mișu Popp a făcut chiar portretul mamei sale tot ca portret de țărancă, legată la cap și ținând o scrisoare în mână. Deficiențe grave ale desenului, se văd însă la portretul tatălui său Ioan Popp Moldovan (existent în două replici la Brașov și la Sibiu), care a fost înfățișat citind.

##### Portretul istoric
Unul dintre portretele cu tematică istorică de o deosebită importanță în creația lui Mișu Popp, este portretul lui Mihai Viteazu. Această lucrare a fost creată pentru a simboliza românilor din Ardeal ideea unității naționale. Remarcabilă ca lucrare picturală, ea este net superioară portretelor pe care Gheorghe Tattarescu sau Constantin Lecca au reușit să le facă acestui prim înfăptuitor al unității naționale românești. Portretul a fost creat după o gravură a lui Egidius Sadeler, adusă în România ca document și care, a fost copiată inițial de Barbu Iscovescu, având la bază indicațiile lui Nicolae Bălcescu. Mihai Viteazu este realizat într-un portret cu armură, având o pelerină aruncată peste umeri care-l drapează maiestuos. Similitudinile tabloului făcut de Mișu Popp cu gravura menționată pot fi aflate cu ușurință observând trăsăturile chipului, mândru și oțelit, redate foarte exact după modelul original.

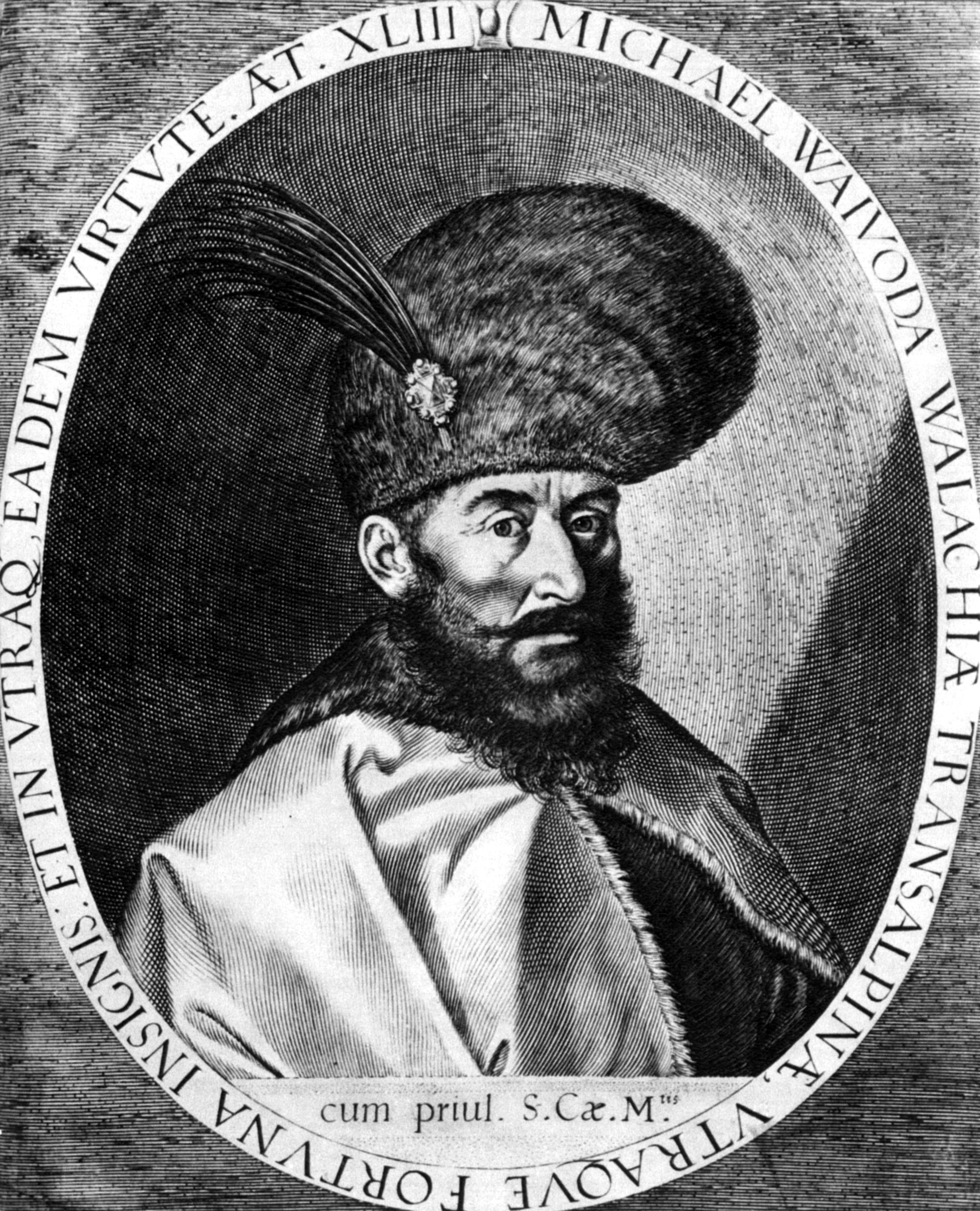
Mihai Viteazu de Sadeler
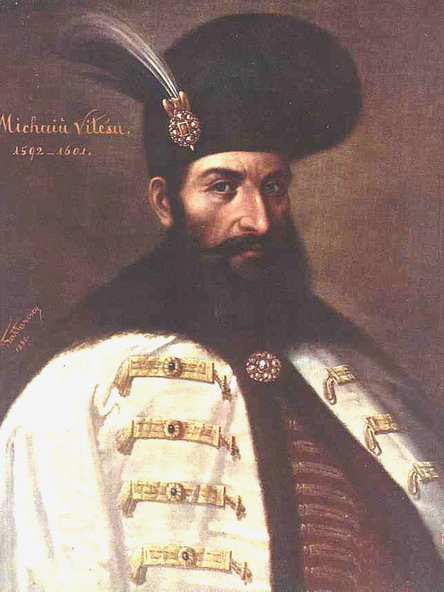
... de Tattarescu
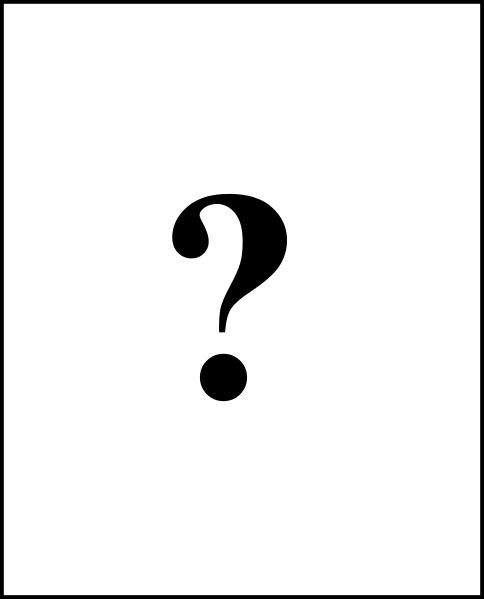
... de Lecca (ajutați wikipedia și găsiți imaginea)
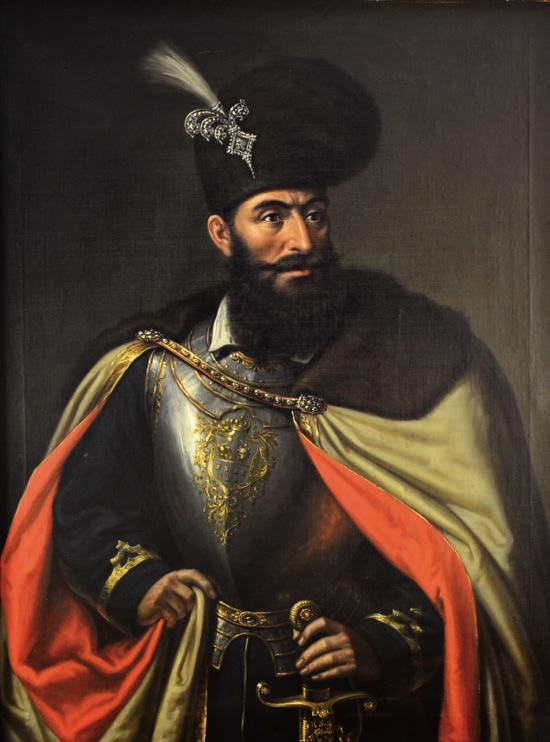
... de Mișu Popp

Pentru realizarea portretului lui Alexandru Ioan Cuza, Mișu Popp s-a folosit probabil de o imagine a acestuia din primii lui ani de domnie, de pe vremea când purta favoriți. Portretul domnitorului pare a fi necunoscut, ținând cont că el a fost reprezentat până atunci și după aceea cu cioc, după moda lui Napoleon al III-lea. Figura domnitorului diferă față de fotografia lui Carol Popp de Szathmáry, care a făcut istorie. Ioan Cuza apare în portretul lui Mișu Popp în costum de paradă, lentă și mantie, cu multe decorații. Chipul lui degajă o forță morală și o asemănare fizică suficientă, diferită prin comparație cu portretul lui Barbu Știrbei, domnitorul sub care artistul a trăit mai mult timp în Țara Românească.

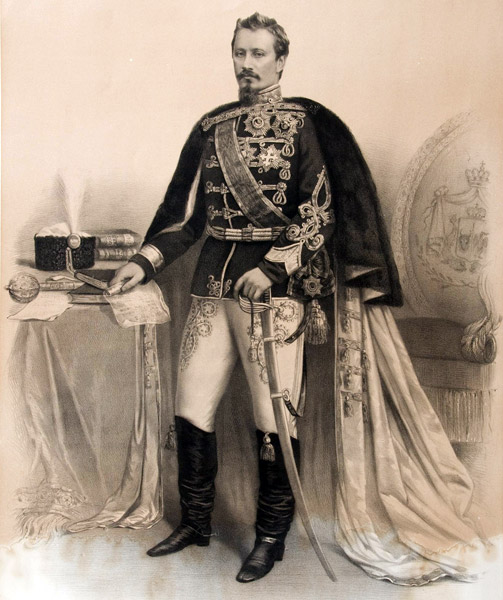
Foto de Szathmáry (<1873)
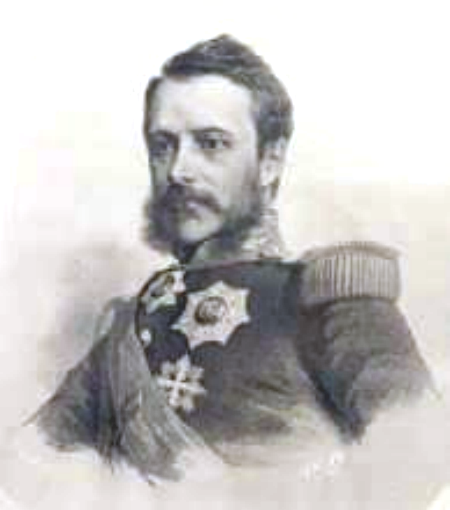
Portret Al. I. Cuza de August Strixner (1860)
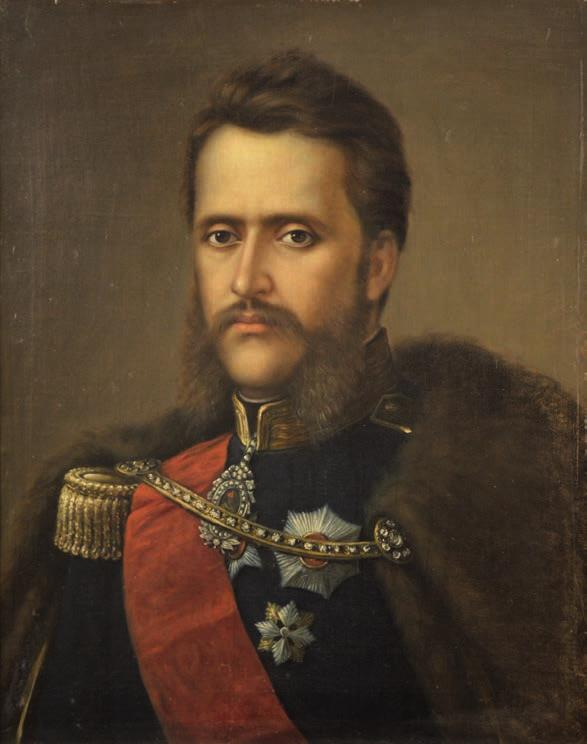
... de Mișu Popp (1881)
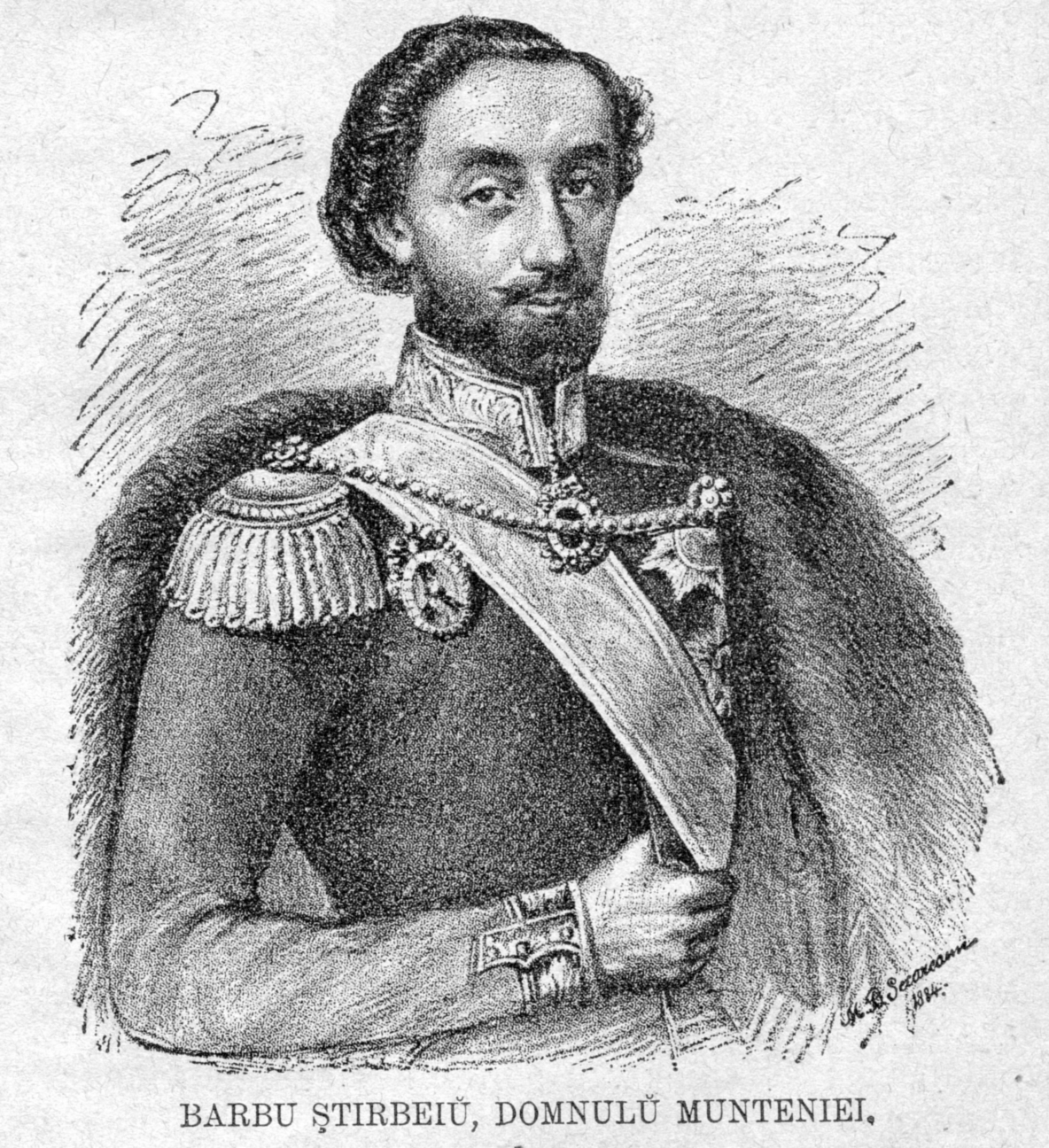
Barbu Știrbei - litografie
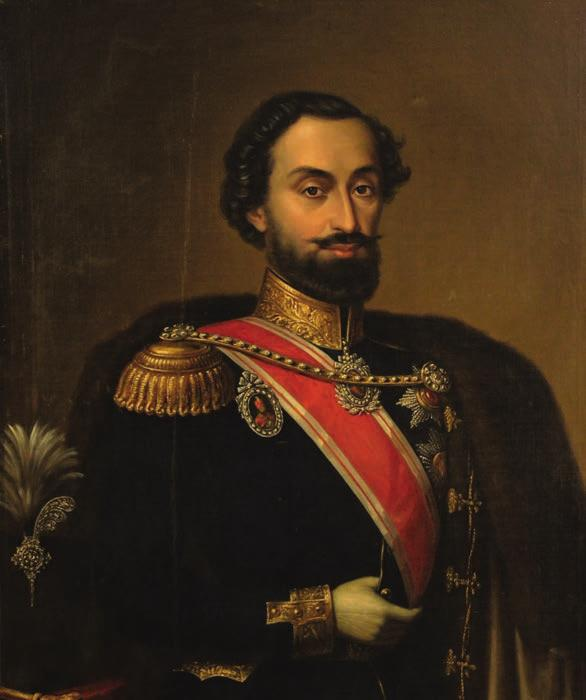
Barbu Știrbei (de Mișu Popp)

Chiar dacă, multe din portretele lui Mișu Popp nu sunt cele mai bune din câte a creat, reprezentative pentru artist sunt portretele lui Vasile Alecsandri, Alecu Russo, Gheorghe Lazăr, Andrei Mureșanu, Mihail Kogălniceanu, C. A. Rosetti, Edgar Quinet, Jules Michelet și nu în ultimul rând Avram Iancu.

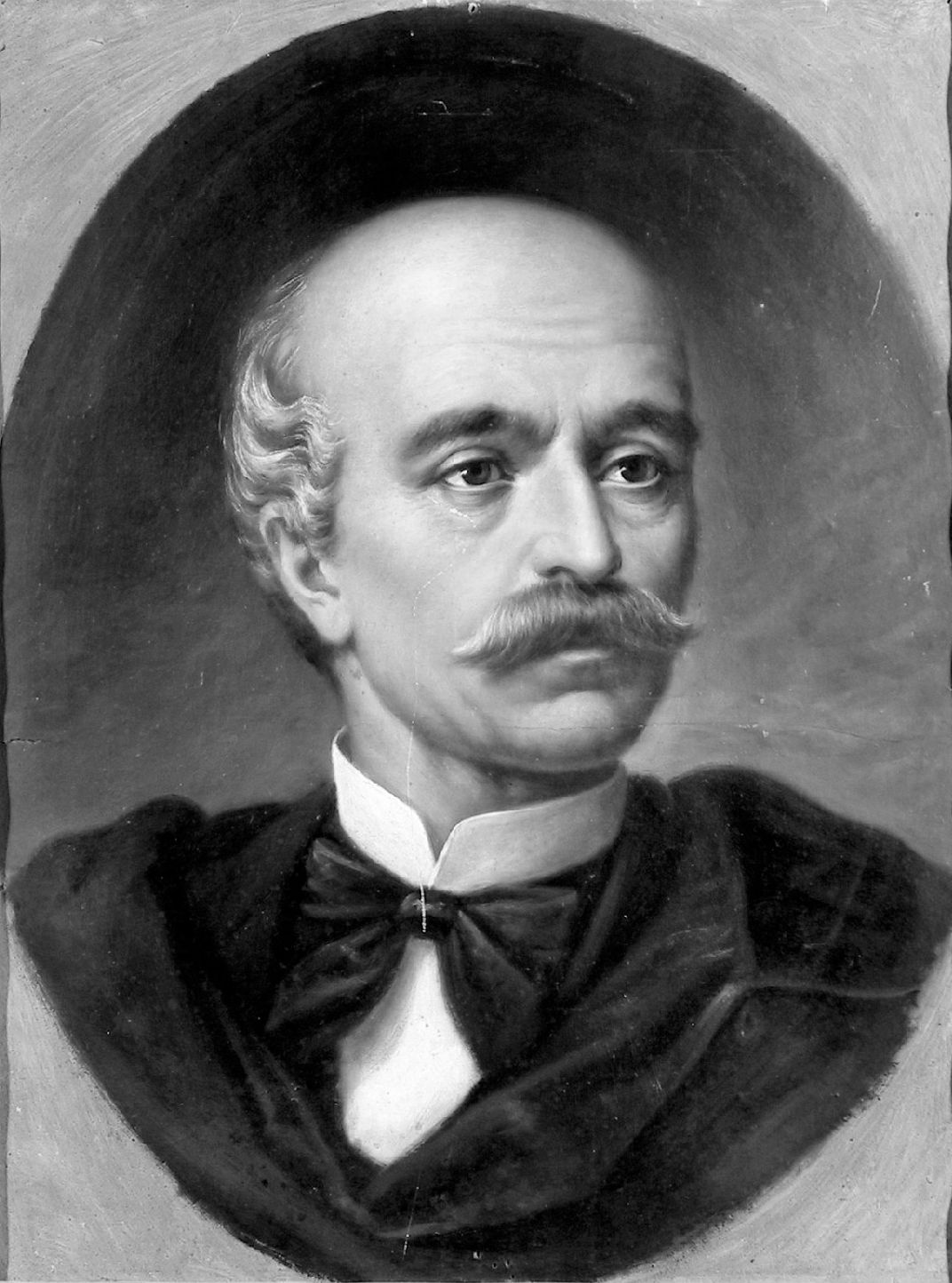
Vasile Alecsandri
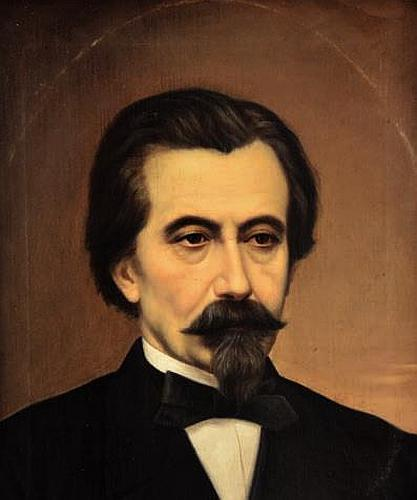
Alecu Russo
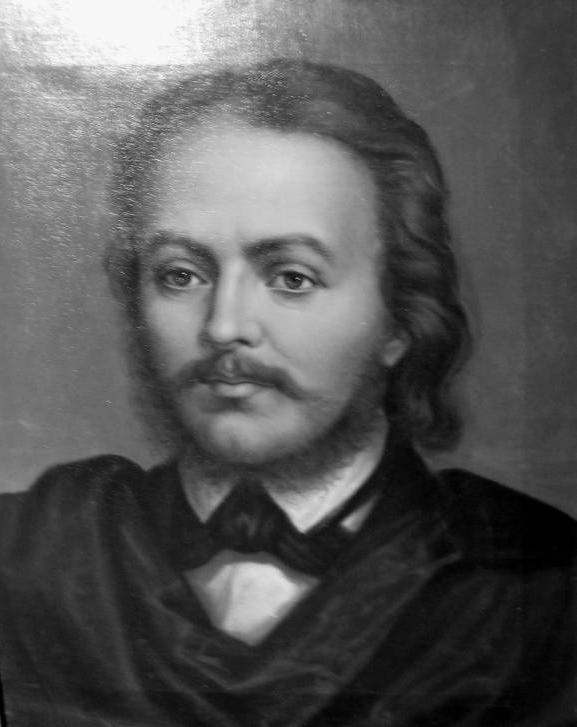
Gheorghe Lazăr
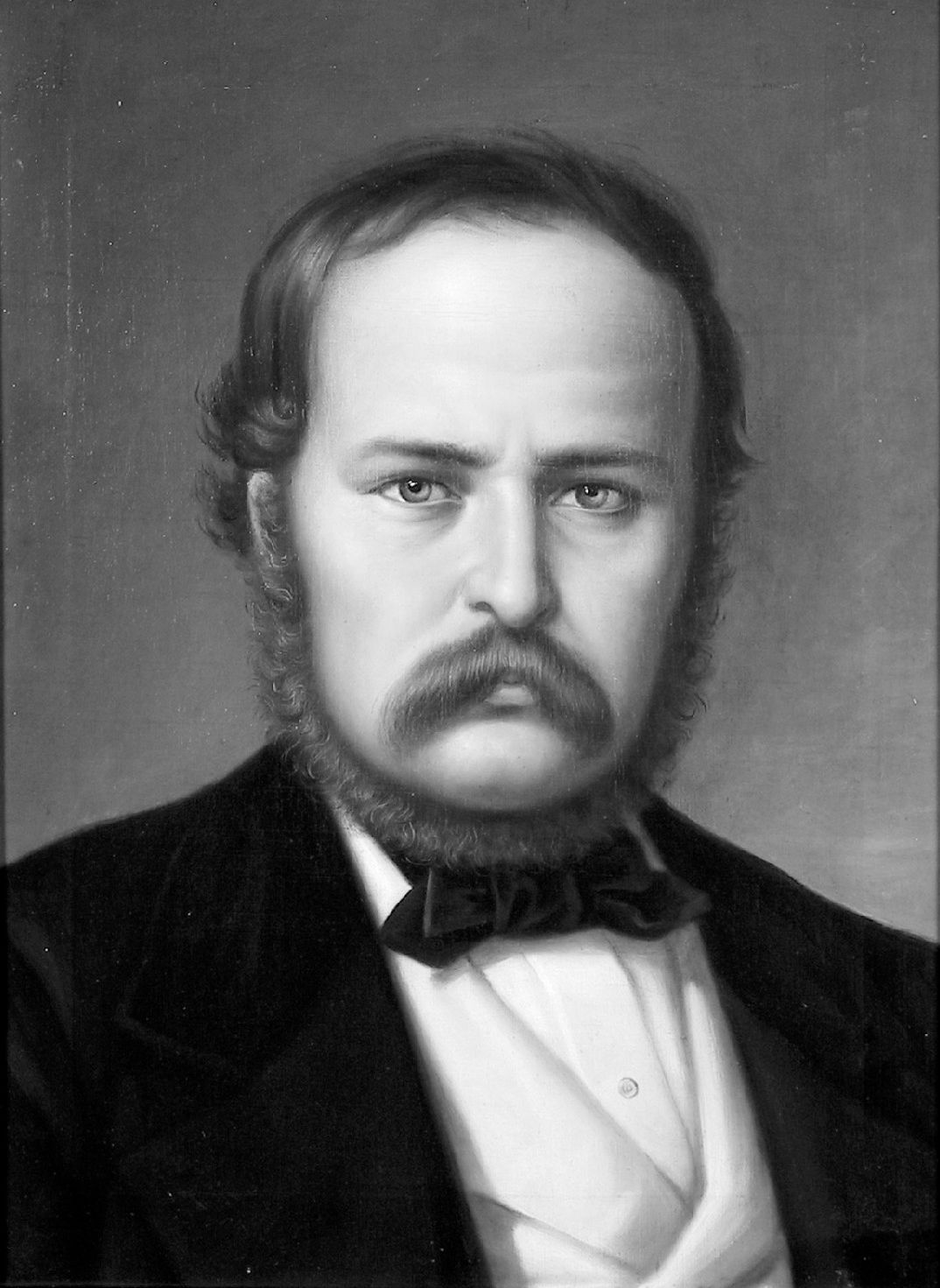
Andrei Mureșianu
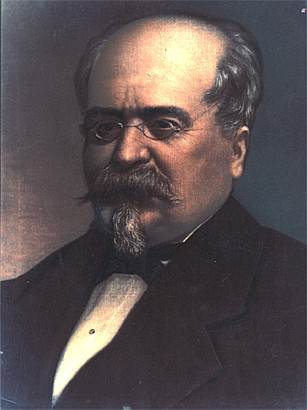
Mihail Kogălniceanu (1)
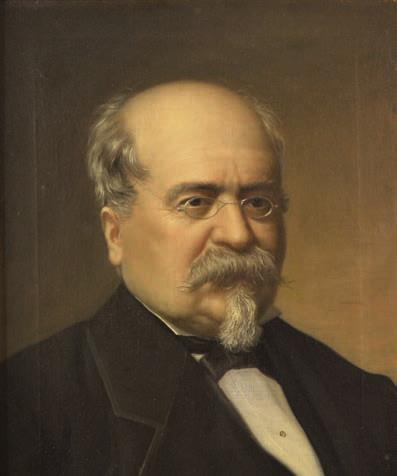
Mihail Kogălniceanu (2)
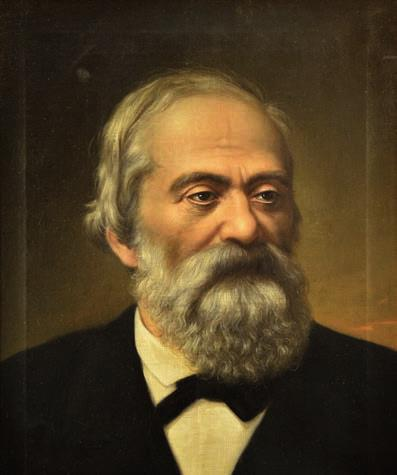
C.A. Rosetti

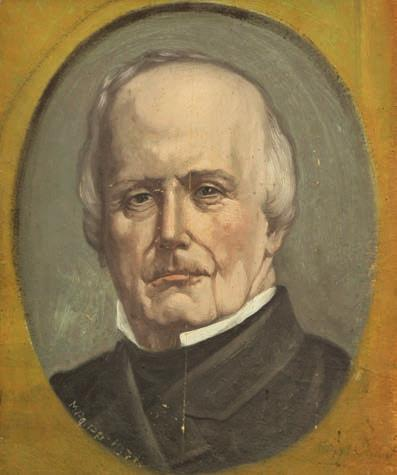
Edgar Quinet
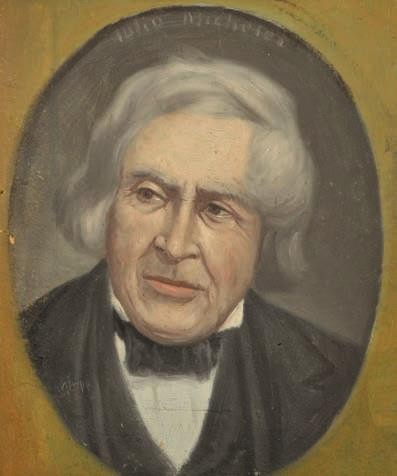
Jules Michelet
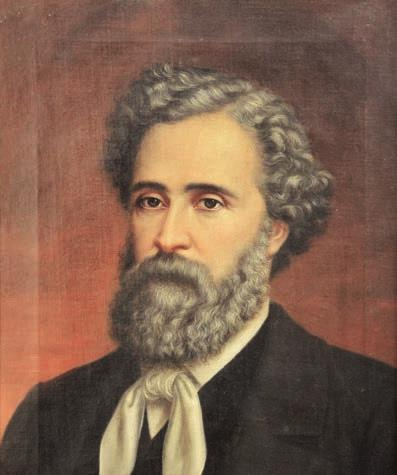
Ion Brătianu
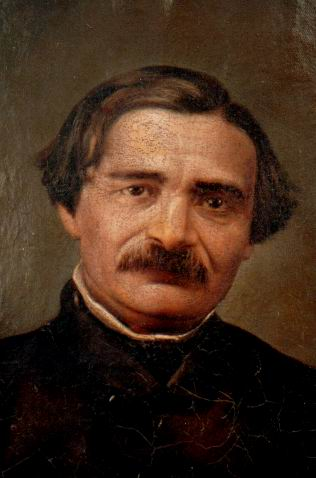
Ion Heliade-Rădulescu
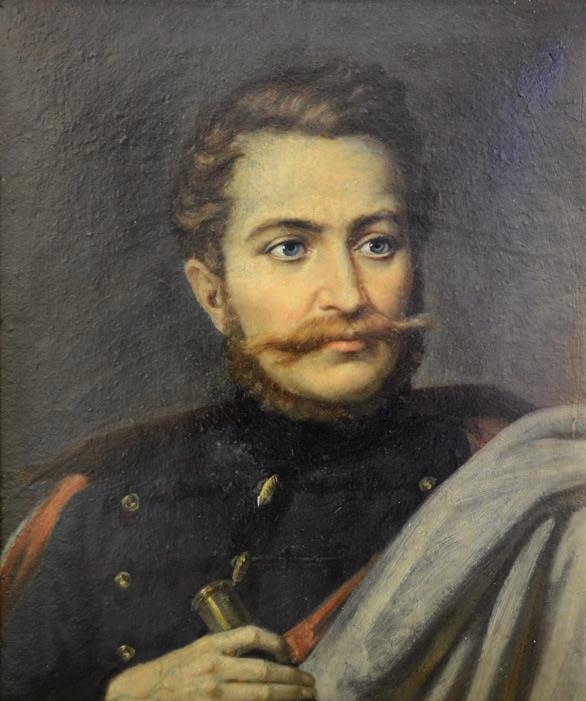
Avram Iancu

##### Elemente deStil Biedermeiervienez
„Mișu Popp deși n-a fost un pictor de excepție, n-a fost novator sub raportul problemelor de ordin compozițional pictural, sau tematic abordate, opera sa este semnificativă mai ales pentru portretistica românească de la mijlocul și din a doua jumătate a secolului al XIX-lea. Creația sa portretistică, realizată sub influența Biedermeierului vienez și atmosfera romantică din pictura italiană, interpretate într-o manieră personală, impresionează și astăzi prin finețea execuției, iar figurile ușor idealizate denotă o viziune plină de sentimentalism ce nu este străină nici de rezonanțele artei engleze. După cum apreciază criticul Ion Frunzetti: „în lucrările lui Mișu Popp este tot ce s-a făcut mai bun la noi în materie de portrete în epoca aceasta”.”—Elena Popescu: Creația portretistică a pictorului Mișu Popp în colecția Brukenthal, pag. 135, accesat 25 decembrie 2015

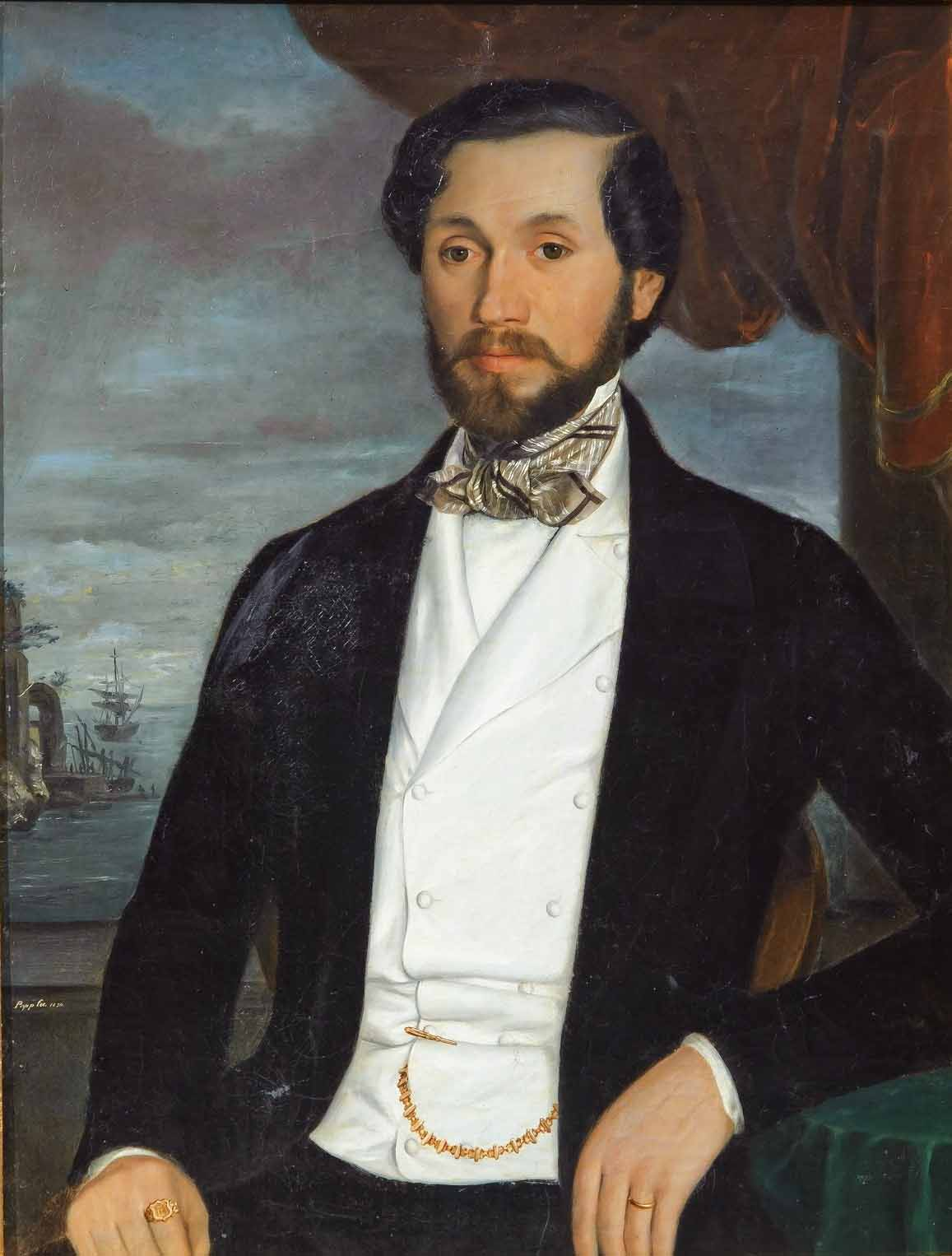
Portretul lui Carol Popp de Szathmari

La începutul secolului al XIX-lea în primele două decenii, pictura românească din Principatele românești și Transilvania era sub puternica influență a stilului clasicist academic. Începând din deceniul al treilea orientarea artistică s-a despărțit în două direcții principale: prima a dus la implicarea artistului în sfera politicului, deci la angajarea lui nemijlocită în istorie și a doua, a pus accentul pe cultul valorilor morale a noii clase burgheze aflată în plină ascensiune. Cea de a doua direcție a exprimat plenar spiritul Biedermeier-ului, care a dominat activitatea artiștilor români în perioada 1830 - 1860, precum și a deceniilor următoare. Ca și în Europa occidentală, arta românească a trecut printr-un proces de sinteză a celor mai multe stiluri și tendințe, totul coagulându-se în final în îmbinarea elementelor romantice academiste cu cele ale clasicismului, dând o expresie nouă a idealurilor estetice.
Cum în prima jumătate a secolului al XIX-lea influența academismului european și a regulilor clasiciste și-a pus amprenta asupra picturii cu tematică istorică, stilul Biedermeier a fost asimilat mai întâi de portretistica românească, după care el s-a propagat și în celelalte genuri ale creației artistice: grafică, mobilier, artă decorativă și arhitectură. În spațiul geografic românesc, pictura a dobândit unele caracteristici specifice Biedermeier-ului de origine vieneză. Perioada de asimilare a acestui stil s-a perpetuat până în deceniul al șaptelea, iar spiritul romantic de tip Biedermeier s-a manifestat aproape de sfârșitul secolului al XIX-lea. Arta românească a fost puternic influențată de artiștii străini care s-au stabilit în Țara Românească sau Moldova, ca și de cei stabiliți în Banat sau Transilvania. Aceștia au adus spiritul Biedermeirului în pictura românească și unii dintre ei au profesat ca educatori în școlile românești din acele vremuri. Din întreaga pleiadă de artiști pot fi menționați: 
- în Țara Românească și Moldova: Mihai Töpler (1780-1820), Henri Mondonville (1780-1820?), Joseph August Schoefft (1778-1860), Giovanni Schiavoni (1804-1848?), Carol Wallenstein de Vella (1795-1859), Niccolò Livaditti (1804-1860?), Anton Chladek (1794-1882), Constantin Lecca (1807-1887) și Mișu Popp (1827-1892), care a activat după anul 1864 în Transilvania.[69] Mișu Popp a fost cel mai talentat și prolific pictor transilvănean român din secolul al XIX-lea, care, între anii 1846 – 1848, a studiat la Academia de Artă din Viena.[70]
- în Transilvania: Theodor Benedict Sockl (1815-1861), Gustav Albert Schivert (1826-1881), Simó Ferenc de Kissolymossy (1801-1869), Miklós Barabás (1810-1898), Sikó Miklós (1818- 1900), Ioan Agotha (1808-1880);[69]
- în Banat: Melegh Gabor (1801-1835), Ferenc Komlóssy (1817-1892), Károly Brocky (1807-1855) și Constantin Daniel[71] (1798-1873).[69]

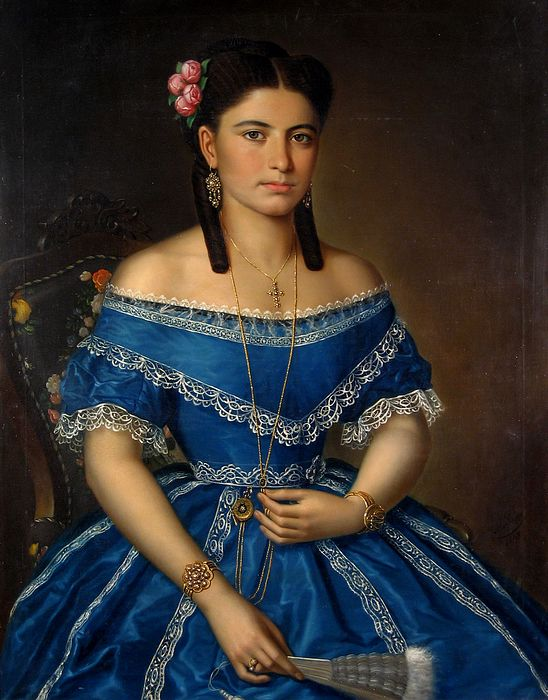
Fata în albastru - 1868,
Muzeul Brukenthal, Sibiu

Mișu Popp a fost unul din creatorii portretului de tip Biedermeier în pictura românească, precum și unul dintre realizatorii portretului istoric cu rezonanță romantică, exploatat artistic și de pictorii revoluționari Ion Negulici, Constantin Daniel Rosenthal și Barbu Iscovescu. Printre primele portrete pe care Mișu Popp le-a creat cu influență Biedermeier și care se află la Muzeul de Artă din București, sunt demne de menționat Portretul lui Carol Popp de Szathmari (1850), Portretul lui Grigore Busuioceanu (1858) și Portret de necunoscută (1850). La fel de valoroase sunt și cele realizate mai târziu la Brașov: Portretul Carolinei Bergazoglu (1860), Portretul Anei Enescu (așa numită Femeia în albastru din 1861) și Portretul Anastasiei Rudeanu (1870). La Muzeul Brukenthal se găsesc portretele Fata în albastru (1868) și Portret de bărbat. La Muzeul de Artă din Craiova pot fi văzute Portret de tânără în albastru, Portret de femeie în negru și la Muzeul de Artă din Târgu-Jiu Portretul lui I.Z. Broșteanu, Portretul Mariei I.Z. Broșteanu, Portret de bărbat și Portret de bătrână (1872). La Muzeul de Artă din Brașov se găsesc Portretul Mariei Găetan și Portretul Voicăi Popea.
Portretul realizat de către Mișu Popp pictorului Carol Popp de Szathmari în anul 1850, evidențiază relația dintre romantism și Biedermeier. Atitudinea personajului este ușor amuzantă, plină de nonșalanță, cromatica strălucitoare precum și modelarea mânilor și a figurii delicata, toate acestea transmițând privitorului o emoție plină de sentimentalism tipic stilului Biedermeier. Un plus de valoare psihologică și nu în ultimul rând estetică, o aduc cu prisosință bijuteriile de aur, vestimentația rafinată și elegantă, inelele cu monogramă incoronată, cravata cu șal, lanțul ceasului trecut peste vesta albă și pieptănătura romantică.
Portretele Anei Enescu (Femeia în albastru), Carolinei Bergazoglu și cel a Anastasiei Rudeanu aflata la Muzeul Național de Artă, îndeplinesc toate caracteristicile stilului Biedermeier prin rafinamentul cromatic, prin maniera compozițională, prin transmiterea sentimentului de intimitate și confort. Nu în ultimul rând, vestimentația și accesoriile nu fac altceva decât să accentueze personalitatea personajelor.

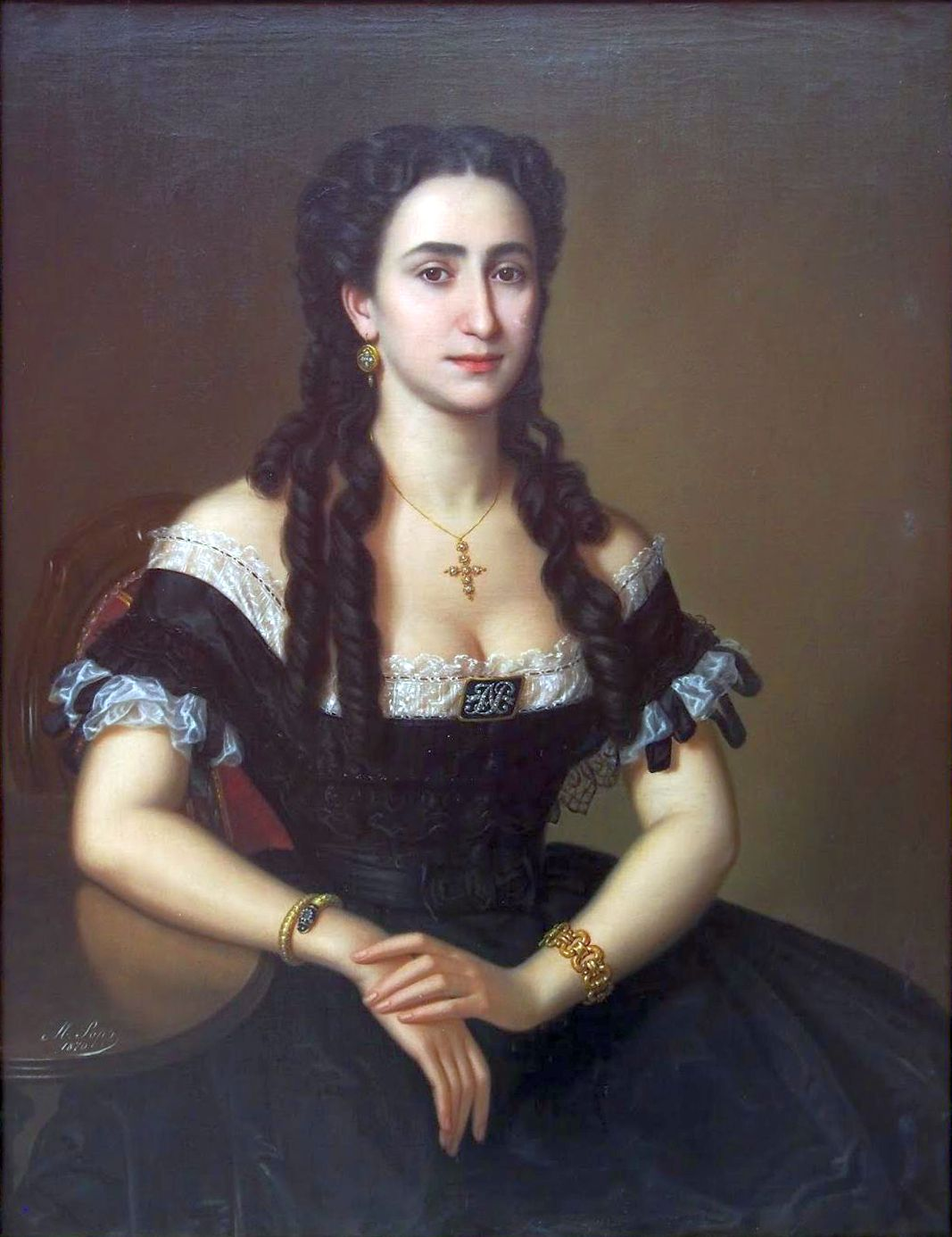
Anastasia Rudeanu
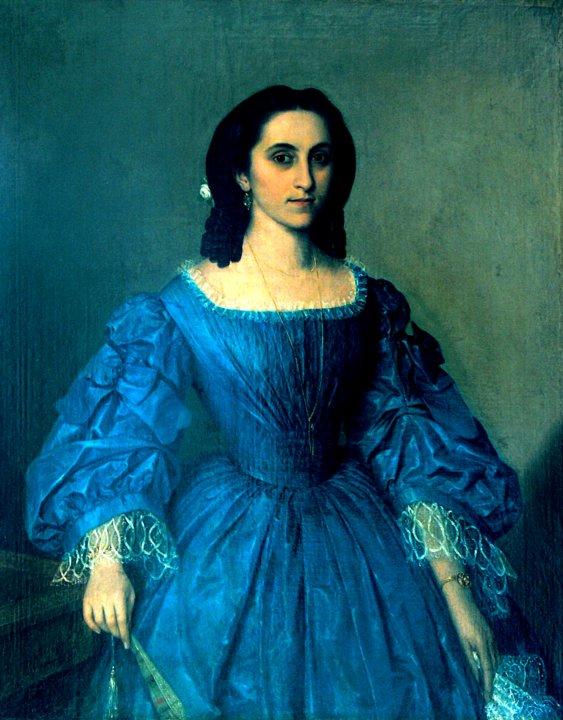
Ana Enescu
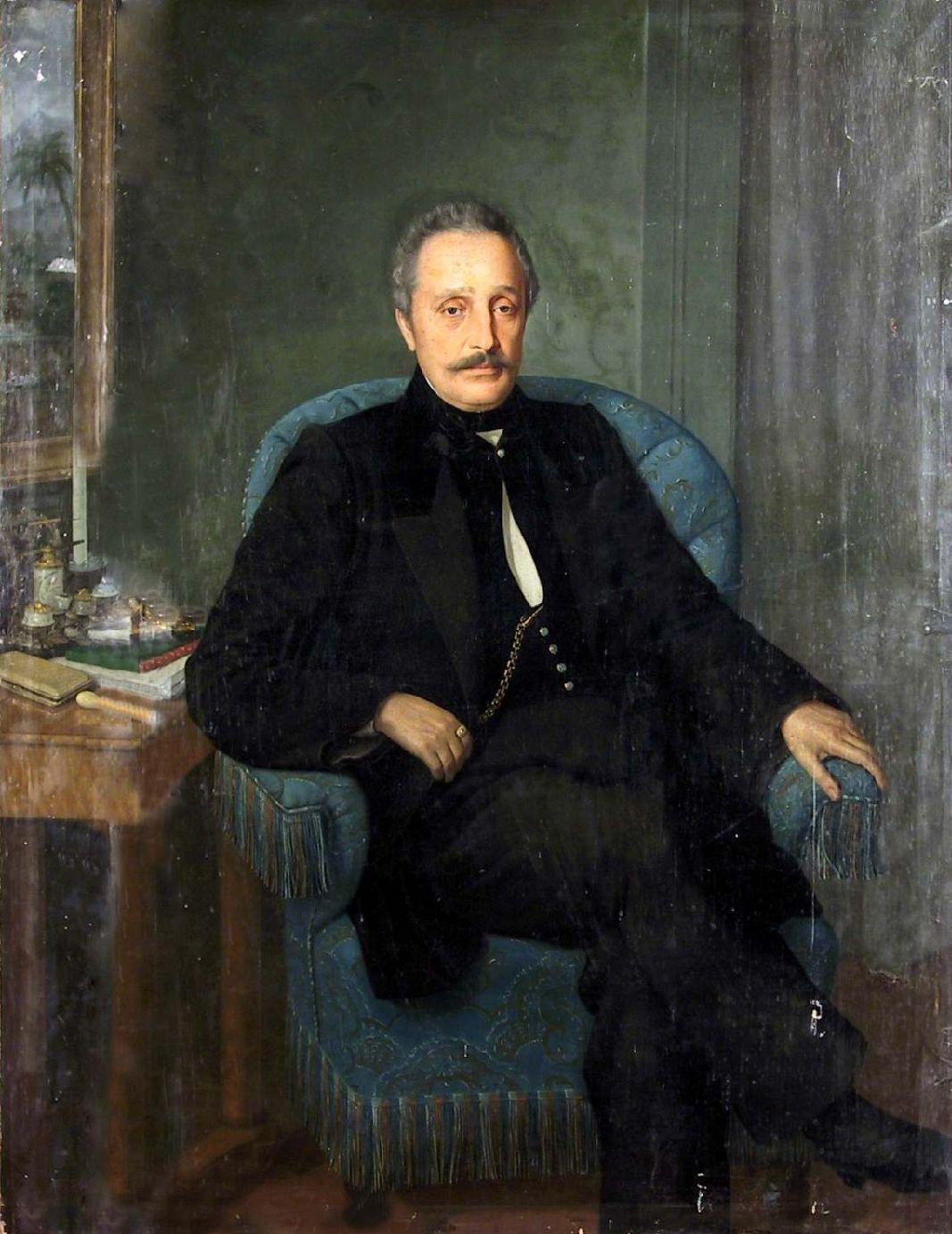
Portret de bărbat
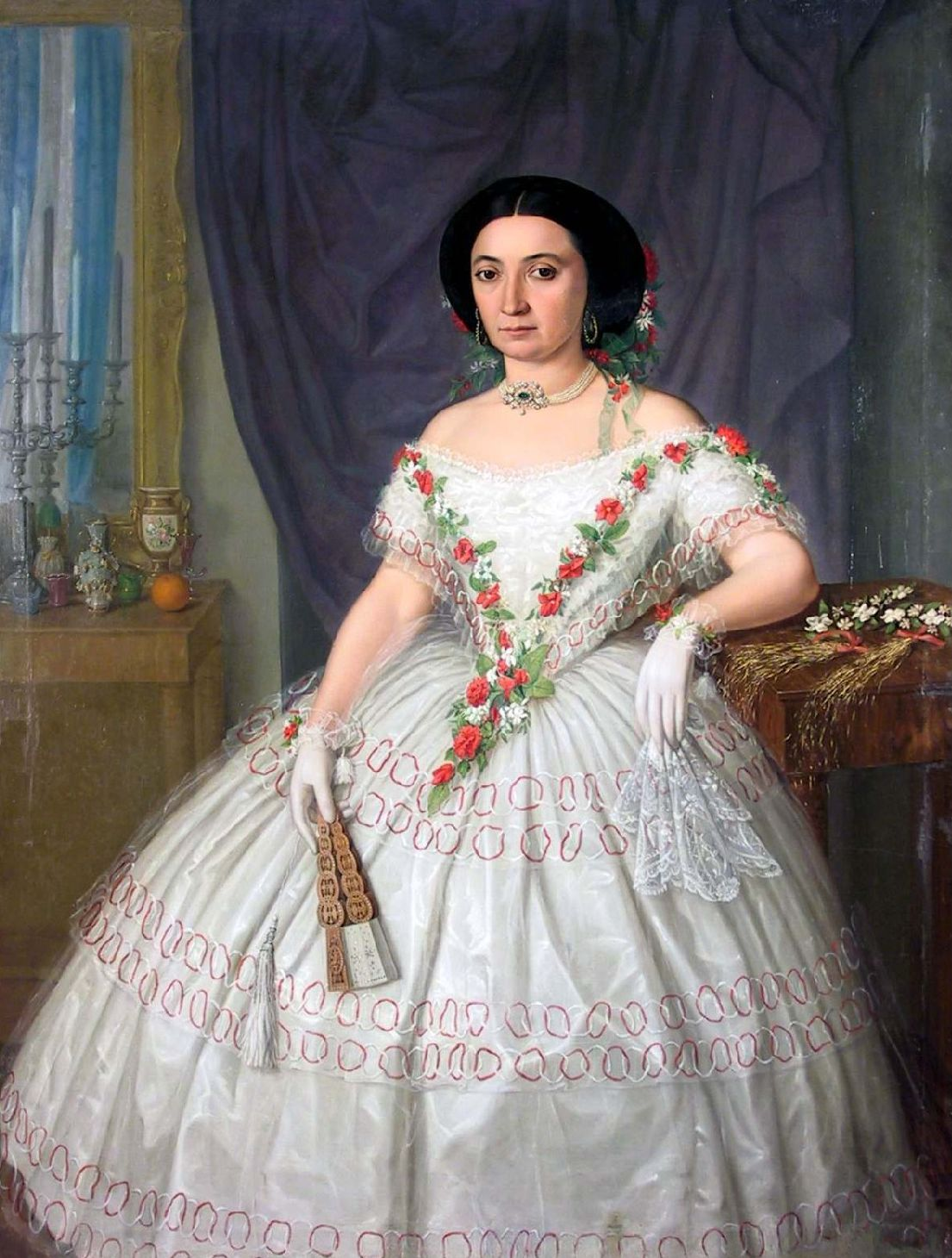
Portret de femeie (1)
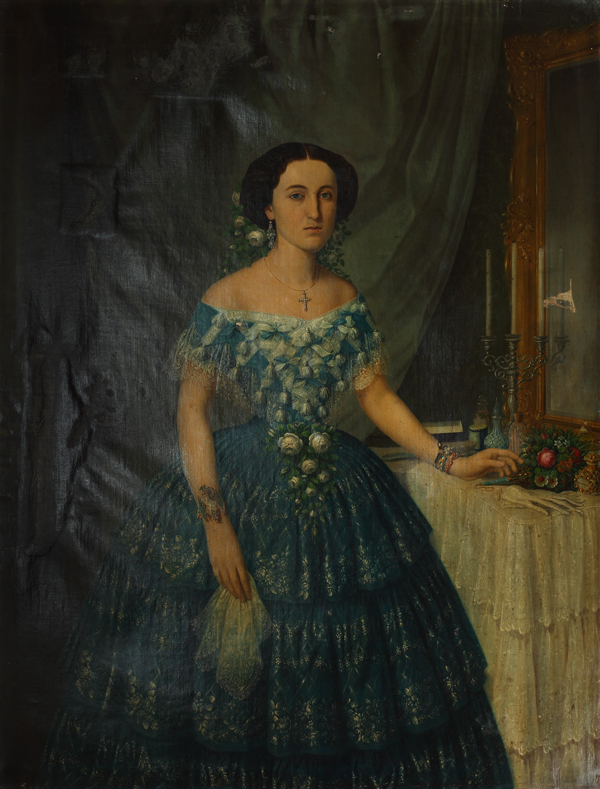
Portret de femeie (2)
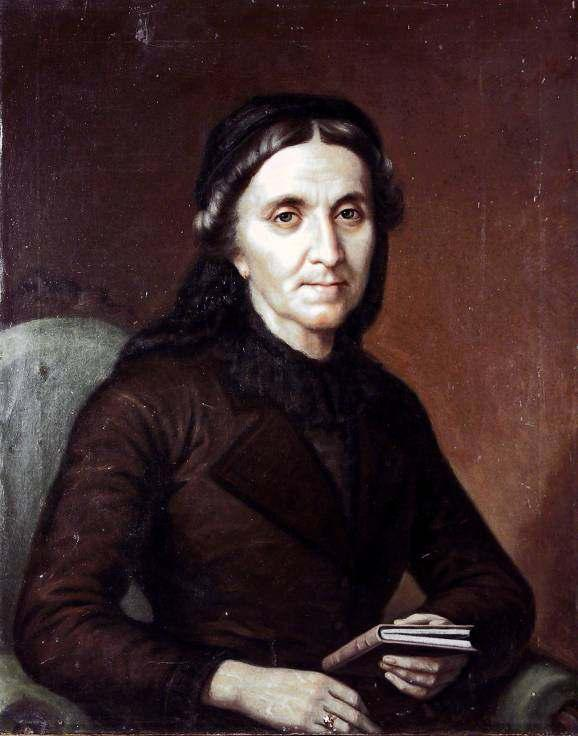
Sevastia Panovici

Portretele nu dezvăluie privitorului o psihologie profundă a modelului, dar pictorul a reușit în aceste lucrări să fixeze statura socială a persoanei pentru generațiile viitoare. Analizând portretul Fetei în albastru, se poate constata că Mișu Popp în această lucrare a urmat linia Biedermeierului vienez fără să se elibereze complet de tradițiile academiste (această lucrare este catalogată ca fiind academică de coloratură Biedermeier). Pictorul Mișu Popp a dezvăluit cu nonșalanță calități de necontestat prin modul în care a redat materialitatea obiectelor, picturalitatea stofelor și prin strălucirea rezultată din degradeuri cromatice multiple. Desenul fin și precis, dublat de tehnica prin care a dat materialitate și catifelare părului ce cade în bucle răsucite, relevă maniera Biedermeier fără echivoc. Atenția asupra detaliilor, a bijuteriilor, a dantelelor și a vestimentației, denotă un talent de miniaturist de invidiat.

#### Peisagistică
În peisajele pe care Mișu Popp le-a creat se poate observa un anumit patos romantic. Ele au fost făcute în ulei, dar și în tehnica pastelului. Adeseori se constată o atmosferă romantică de o deosebită intensitate, cu toate că în compoziție pot fi observate amănunte realiste de sorginte romantic-germană, cum ar fi arbori și stânci în prim plan, sau casa pictorului de la Brașov.

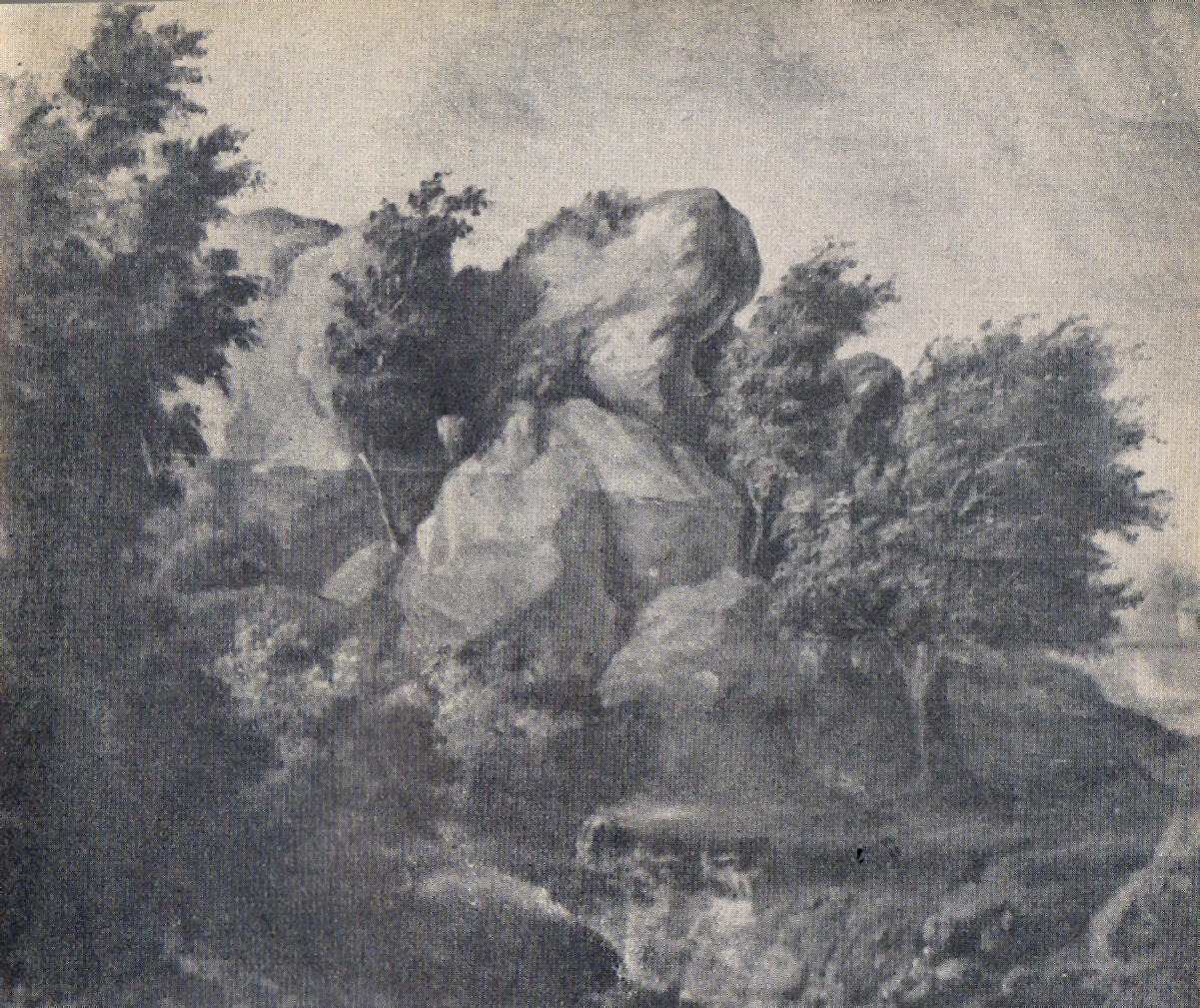
Peisaj
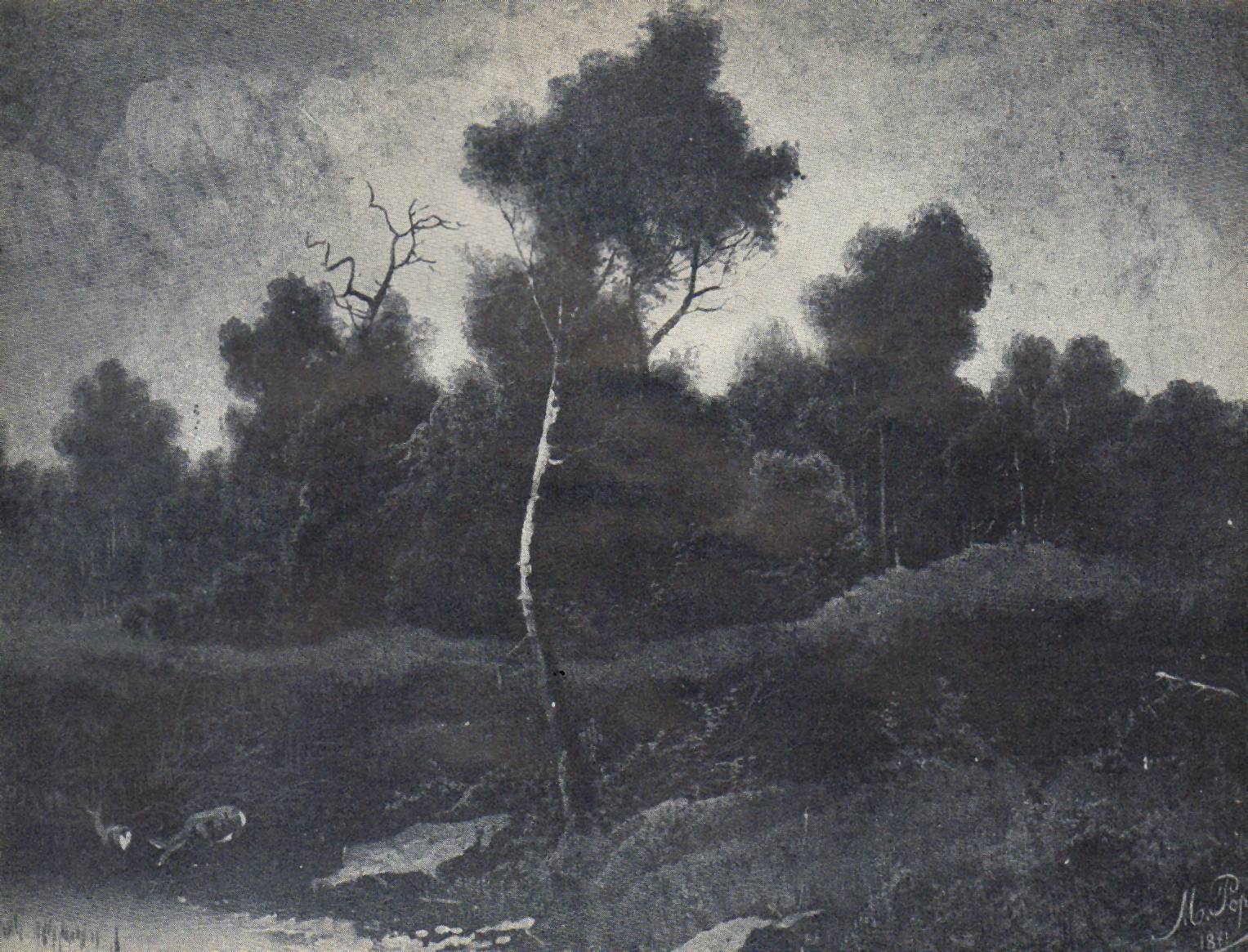
Peisaj cu pădure
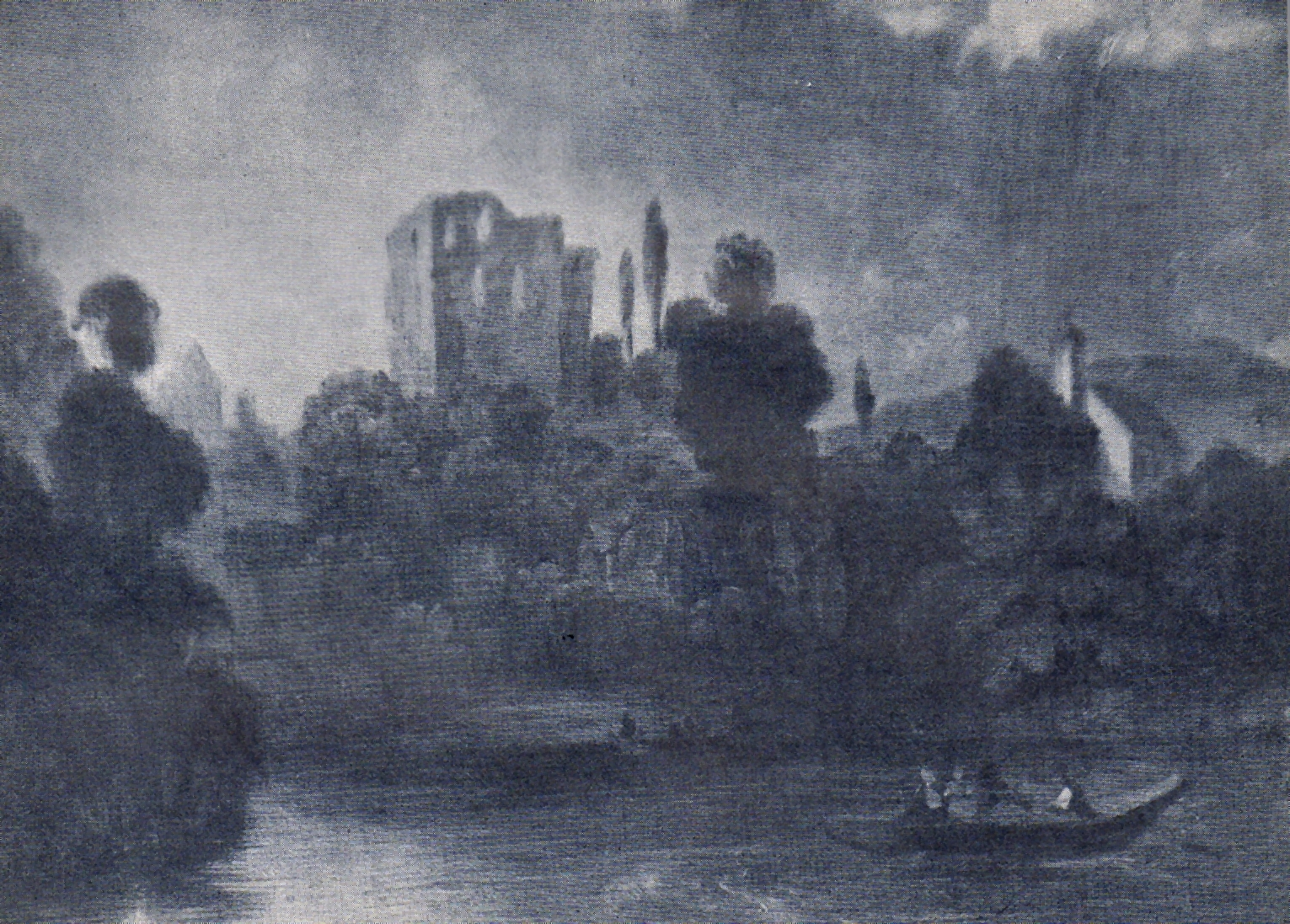
Peisaj romantic
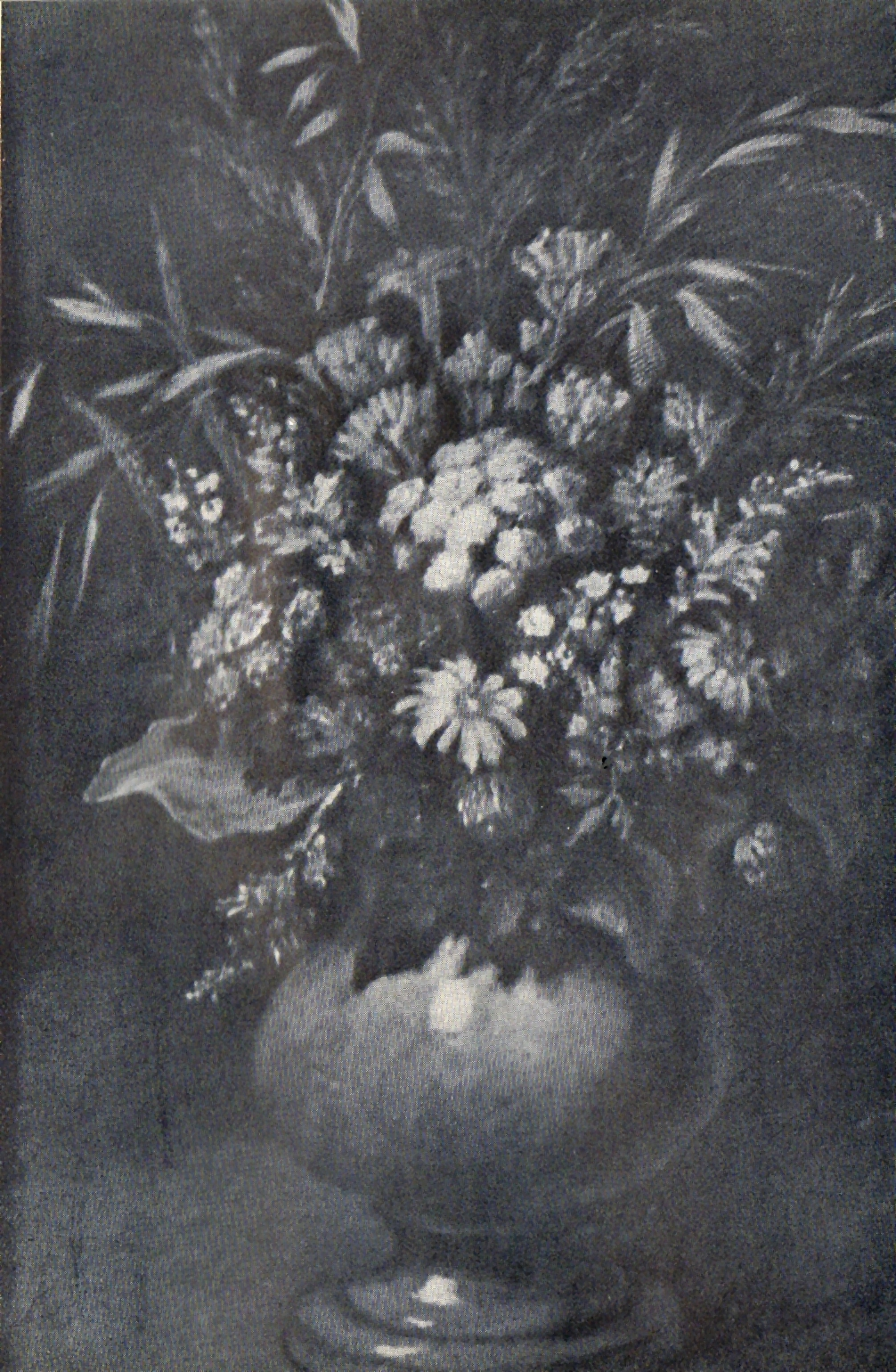
Natură statică

Lucrările de peisaj ale lui Mișu Popp sunt de cele mai multe ori fictive și au fost realizate cu elemente de imagine preromantică sau romantic lirică. Tendința sa spre romantism transpare într-un mod evident în peșterile, cascadele, stâncile, lacurile și pădurile pe care Mișu Popp și le-a imagineat. Există bineînțeles și lucrări cu teme realiste cum sunt: Poiana Brașovului într-o zi de sărbătoare a junilor, Lacul Sfânta Ana și altele. Deși valoarea artistică a lucrărilor a fost depreciată de către unele insuficiențe tehnice, trebuie luată în considerare truda pictorului de a conferi o imagine veridică naturii sale.

## Varia

### Familia lui Ioan Popp

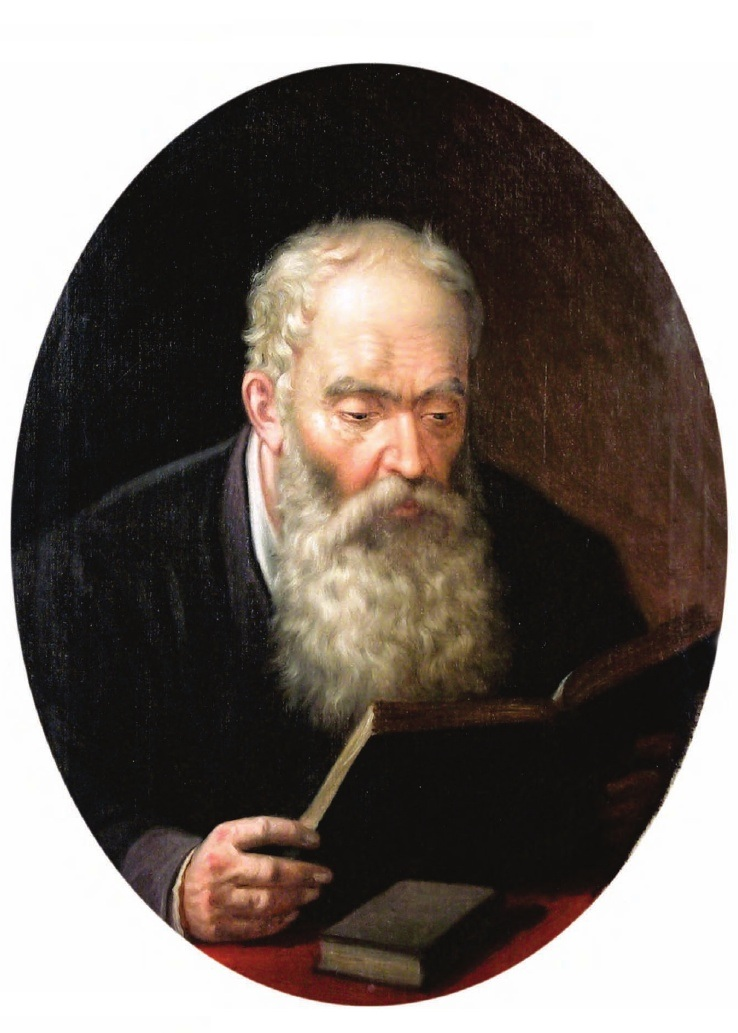
Ioan Popp Moldovan

Familia lui Ioan Popp de Galați a avut unsprezece copii din care nouă au rămas în viață. Aceștia, în ordinea în care s-au născut, au fost:
- Nicolae Popp, care a fost continuatorul profesiunii de zugrav și iconar al tatălui său Ioan Popp;[1]
- Maria Popp, care s-a măritat cu Șerban Șerbănescu și care, a fost probabil preot în Făgăraș. Ea era alintată de familie cu diminutivul Țica mami;[1]
- Catinca Popp, căsătorită cu arhitectul Ștefan Emilian, cel care a devenit ulterior profesor la Universitatea din Iași. Ștefan Emilian a fost cel care a conceput proiectul clădirii Liceului „Andrei Șaguna” din Brașov;[1]
- Elena Popp, care și-a ales ca soț pe Nicolae Enea, comerciant din Brașov;[1]
- Constantin Popp, poleitor și sculptor stabilit în Făgăraș. A fost funcționar în același oraș și după unii ar fi fost chiar primar al orașului;[1]
- Paraschiva Popp, care s-a născut la Brașov în data de 13 aprilie 1920. Ea s-a căsătorit cu fostul preot din Șinca Veche și tribun în legiunile românești ale revoluției din 1848, Nicolae Raicu;[1]
- Eufrosina Popp, născută la Brașov în data de 25 martie 1824. Ea s-a măritat cu Dumitru Cioflec, învățător la Școala primară românească din Brașov:[1]
- Mihail (Mișu) Popp, pictor;[1]
- Ioan Popp, care s-a născut la Brașov în data de 18 mai 1829. El a absolvit Politehnica din Viena și a fost inginer și profesor de matematică la Academia Mihăileană.[1] După înființarea Universității din Iași în anul 1860, Ioan Popp a fost considerat creatorul învățământului matematic de aici.[77]

Se cunosc datele de naștere doar la patru dintre copii lui Ioan Popp și ai Elenei Ivan (n. 1783 – d. 1867), singura lui soție. Aceștia au fost înregistrați la Biserica Sfântul Nicolae din Brașov. În acest registru, Ioan Popp în postura de tată este trecut cu numele Dumnealui Kir Ioniță (1820), Ion Popp zugravu (1824), Ion Popovici, zugravu (1827) sau Kir Ioan Popovici zugrav (1829). Primii cinci copii au fost născuți cel mai probabil în Făgăraș sau Galații din Făgăraș, registrele de evidență din vremea aceea fiind ilizibile. Datele de naștere sunt după calendarul vechi.
Faptul că Ioan Popp apare înregistrat în documente sub diferite nume sau apelative era o obișnuință, deoarece preotul Bisericii Sfântul Nicolae era Simeon Pop sau Popovici și el a completat acele registre din anul 1812 până la moartea sa, registrul în acei ani având același scris olograf. Referitor la numele de adăugat de Moldovan, acesta se explică prin proprietățile de pădure pe care descendenții familie Popp le-a avut în Munții Făgărașului (cu referire la Masivul Moldoveanu). Apelativul a fost adăugat ulterior, pentru a face diferență între familiile care purtau același nume.
Familia lui Ioan Popp făcea parte după toate posibilitățile din familiile de moșneni care au fost în trecut împroprietăriți de către voievozii Țării Făgărașului și, probabil era una din familiile de preoți de frunte din Galații Făgărașului. Principele ardelean Mihail Apafi I a emis o diplomă în data de 14 aprilie 1668 prin care a ridicat la rangul de nobil nu numai pe Ioan Popa (al Popi), preot român din Galați, ci și pe fii săi Ioan și Zaharia și pe fetele lui Bucura, Stanca și Ana. De fapt, pe toți urmașii acestora Mihai Apafi I i-a ridicat ca nobili, cu apelativul de Galați. Unul din urmașii acestora a fost Ioan Popp Moldovan de Galați și acesta a fost probabil descendent direct al acelui Ioan la care face referire diploma. Acest lucru, susține  Corneliu Comănescu în analiza pe care a făcut-o în Revista Țara Bârsei din anul 1932, a fost confirmat adesea de către membrii familiei prin  relatărilor lor în diverse ocazii. După spusele lor, Ioan Popp Moldoveanu s-a stabilit la începutul carierei în Făgăraș, acolo unde s-a și căsătorit cu Elena Ivan care era de origine făgărășeană. Ioan Popp a executat la început lucrări de sculptură și pictură ajutat de fiul său Nicolae, prin bisericiile românești, precum și lucrări comandate de persoane particulare sau oficialități din Făgăraș, unde era apreciat în mod deosebit. Așa cum afirmă Corneliu Comănescu, chiar dacă urme ale activității lui Ion Popp Moldovanu pe întinsul Țării Oltului nu s-au putut identifica științific, există credința că în multe din bisericile din Țara Făgărașului acesta ar fi realizat altare sau icoane sculptate și pictate. Faima lui și a familiei sale a făcut ca acesta să preia comenzi împreună cu Nicolae Popp, până în secuime chiar, precum și în bisericile romano-catolice ungurești din acea zonă.
Ioan Popp și faima sa de zugrav de biserici și mare iconar, au făcut ca lucrările sale să-si depășească zona natală până pe Valea Someșului sau Gherla, unde s-a stabilit ulterior un nepot al acestuia. Din aceasta epocă datează patru schițe de amvoane, altare și ornamente care au ajuns în final exponate ale bibliotecii Asociațiunii pentru literatura română și cultura poporului român Astra din Brașov. Alte schițe, în număr 14 desene de altare, din care se remarcă altarul bisericii franciscane din Șumuleu Ciuc, altarul bisericii romano-catolice din Sântimbru Ciuc precum și un desen portret al unui demnitar bisericesc destinat se pare unei biserici romano-catolice, au fost făcute de către Nicolae Popp și au fost donate aceleiași biblioteci, de către un colecționar de artă. Unele dintre ele poartă semnăturile: nobilul Nicolae Popp, sculptor sau artist constructor de altare. Nicolae Popp a început să lucreze singur în perioada 1835 - 1854. Ambele colecții, ce numără un total de 18 lucrări, se regăsesc într-un album special, păstrat în anul 1932 în cadrul sălii de lectură a bibliotecii Astra din Brașov, care era la acea vreme era „garnisată” numai cu tablouri semnate de Mișu Popp.
Ca urmare a numeroaselor lucrări pe care Ioan Popp le-a contractat prin secuime și ținând cont de mijloacele de transport precare ale epocii, zugravul Ioan Popp a fost nevoit să părăsească Făgărașul cu întreaga familie, ce avea în componență la acea vreme pe soția sa și cinci copii și să se mute în Miercurea Ciuc. După un timp, s-a stabilit definitiv în preajma anului 1818 la Brașov. Ca argument al stabilirii sale la Brașov stă faptul că la data de 7 august 1829, Ioan Popp a adresat o scrisoare fiului său Constantin, în care a menționat faptul că se ocupa cu realizarea unui amvon la Biserica Sfânta Treime din Brașov-Tocile, biserica fiind de abia construită și finalizată cu trei ani înainte. În anul 1932, amvonul realizat la această biserică încă mai exista fără a se fi  deteriorat.
Ioan Popp a murit în anul 1869 la vârsta de 95 de ani, după doar 2 ani de la decesul soției sale, în locuința sa din Ulița Mare nr. 1443 din Brașov (astăzi strada Prundului nr. 1, colț cu strada Cimitirului). Locuința lui Ioan Popp a devenit ulterior proprietatea artistului Mihail (Mișu) Popp.
Alți cercetători au mai găsit unele mențiuni documentare referitoare la cununii și decese la biserica greco-catolică din Făgăraș (vezi referința). Trei zugravi cu numele de Pop, primul din altă familie, au semnat ansambluri murale în localități din jurul Sibiului și Făgărașului. Exemplul este Ion Pop din Făgăraș care a pictat în 1771 biserica din Cacova, Savu Pop la Mândra, Ion Pop din Ludișor a făcut frescele din Rucăr, pe Olt.

### Lista picturilor murale din Satulung

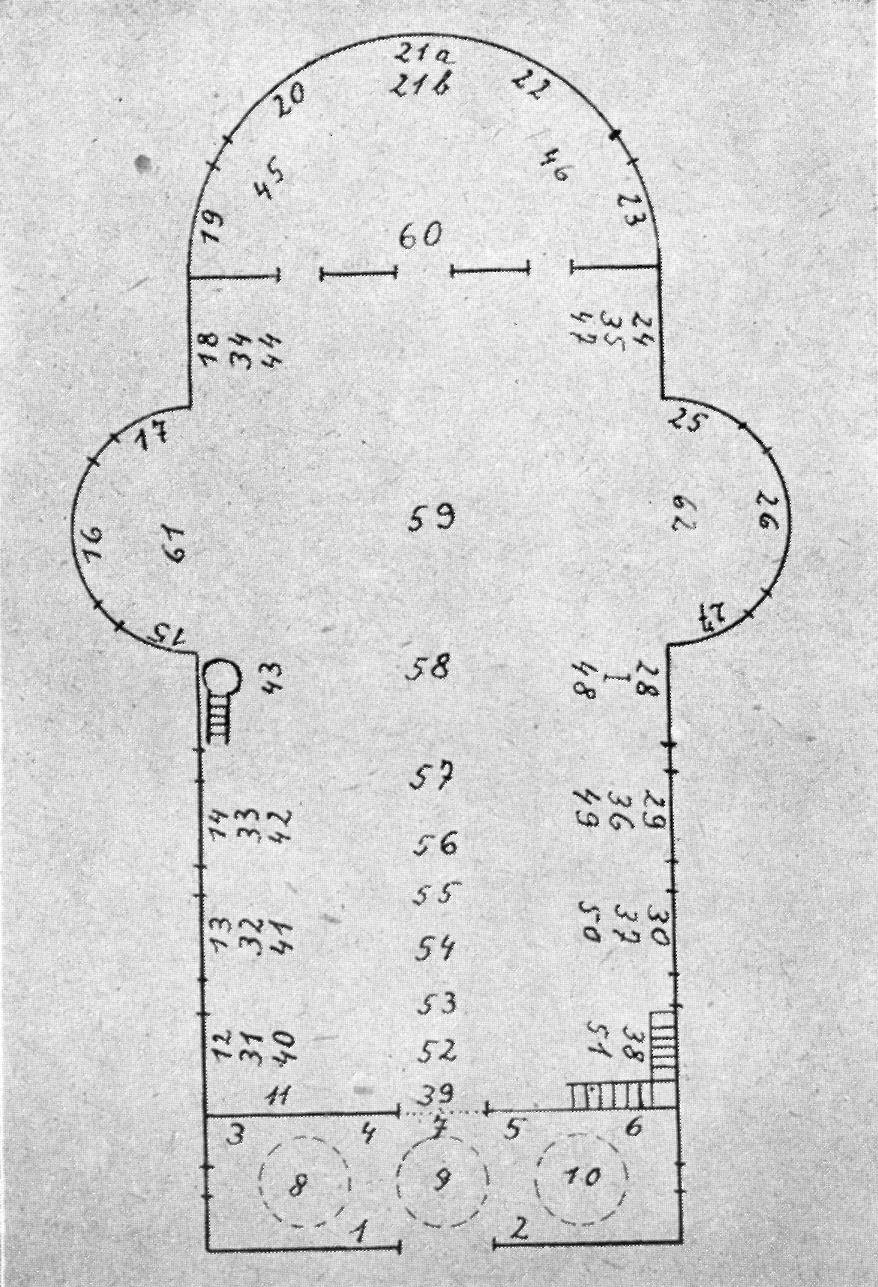
Distribuția picturilor murale în Biserica din Satulung

* Vizitați articolul principal Lista picturilor murale din Satulung

### Controverse, incertitudini
- O opinie a Elenei Popescu, consemnată în 2004 în revista Transilvania, a afirmat o influență nefastă a lui Lecca asupra lui Popp, fără a preciza date suplimentare.[73] Aceeași autoare a continuat ulterior prin relansarea criticii de specialitate privind opera artistului, odată cu studiul făcut în cartea sa Mișu Popp: Reprezentant al academismului românesc: Pictura religioasă și pictura laică, publicată la Sibiu în 2007. Conform autoarei, posteritatea critică a identificat mai degrabă lipsurile operei artistului decât a încercat să scoată în evidență, calitățile incontestabile care l-au impus în peisajul academismului românesc din a doua jumătate a secolului al XIX-lea.[83] Chiar dacă Mișu Popp nu a fost un deschizător de drumuri în pictura națională și nu a adus un aport novator în arta românească, pornind de la comentariile critice deja clasice ale lui Virgil Vătășianu (1932) și ale lui Ion Frunzetti (1956), Elena Popescu a argumentat situarea operei lui Mișu Popp în același plan cu Gheorghe Tattarescu și în proximitatea lui Theodor Aman.[83] Ca urmare, ea a considerat că artistul s-a aflat mai presus de mentorul și colaboratorul său Constantin Lecca.[83][84]
- Cercetătorul Mihai Manolache prin studiile pe care le-a realizat, a meționat că Mișu Popp împreună probabil cu Constantin Lecca, ar fi pictat și Biserica Sfânta Treime (pe Tocile) din Scheii Brașovului.[16][85]
- Informațiile despre existența picturilor murale realizate de Constantin Lecca și Mișu Popp la bisericile de la Curtea Veche[86], Sfânta Ecaterina[C] și Răzvan Vodă sunt confuze. La Sfânta Ecaterina, în anul 2015 a fost în plină desfășurare o activitate de restaurare care spunea că circa 90% din picturile făcute de Lecca și Popp vor putea fi scoate la iveală de sub repictările la care a fost supusă biserica de-a lungul timpului.[87]

Picturile murale din Biserica Răzvan Vodă din București
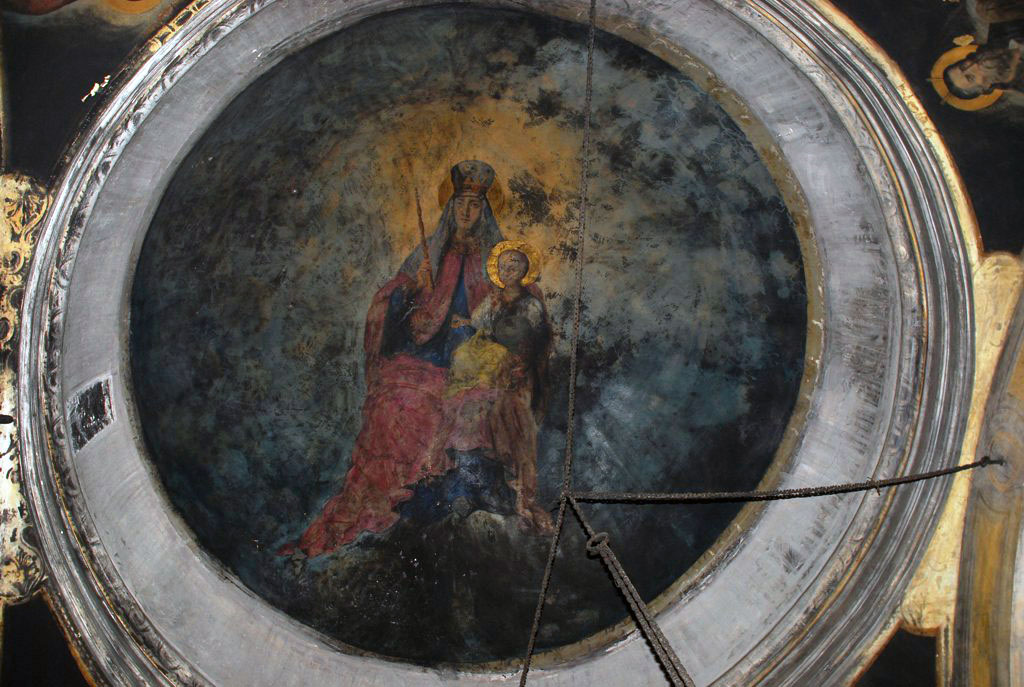
Prea Curata Fecioara Maria
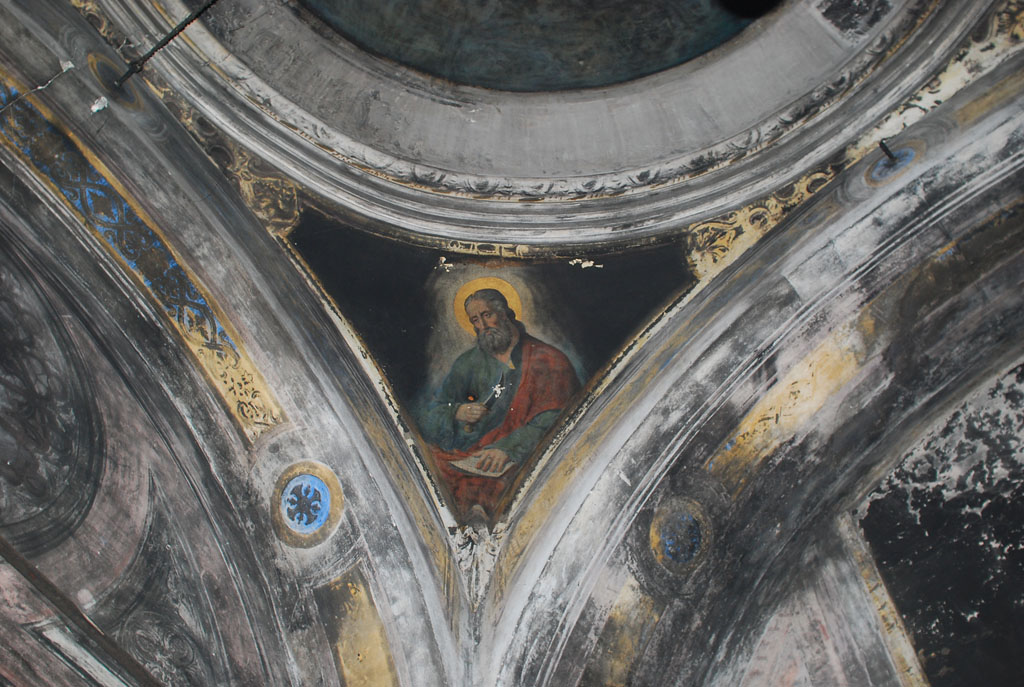
Proroc
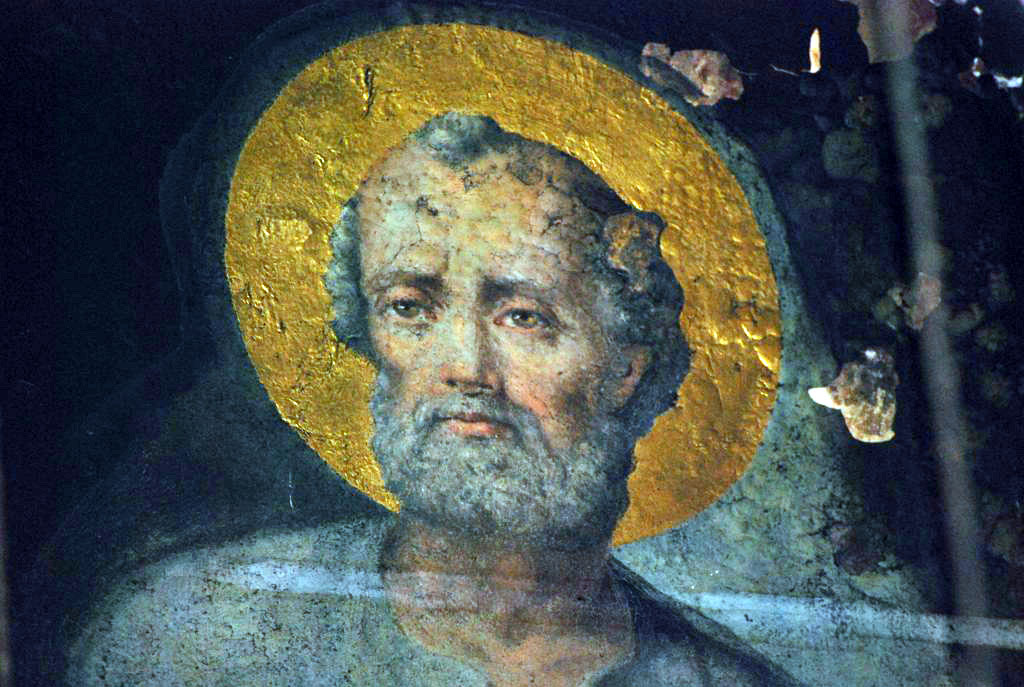
Sfântul Apostol Petre
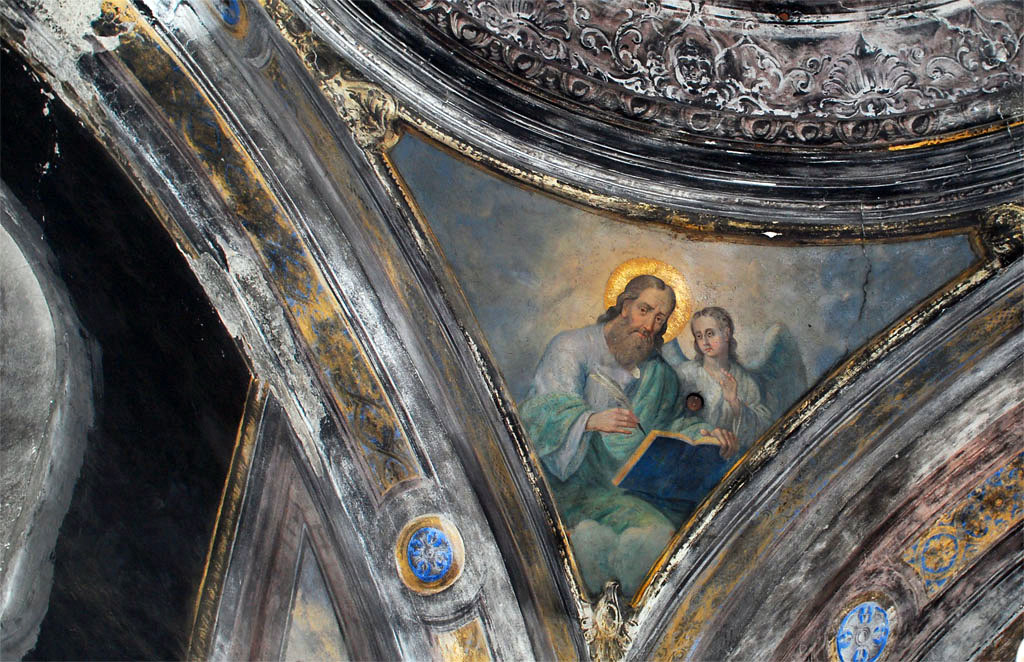
Evanghelist

La Răzvan Vodă pereții bisericii erau spălați în anul 2015, picturile murale este foarte probabil să aparțină lui Lecca și Popp. Răzvan Vodă se afla în perioada 2013 - 2015 în plin proces de restaurare exterioară și interioară.] De menționat că Paul Rezeanu a afirmat că tot ce au facut împreună cei doi artiști în bisericile din România nu mai există. Barbu Theodorescu a consemnat că doar la biserica Madonna Dudu și la Sfântul Ilie din Craiova nu mai există nimic. Tot el a afirmat că la biserica din Scheii Brașovului nu mai există pictura murală originală, acolo ar fi rămas în schimb trei icoane realizate de Constantin Lecca: (1) Cina cea de taină, (2) Spălarea picioarelor, (3) Intrarea lui Isus în biserică. Barbu Theodorescu a mai afirmat că, din ce a făcut Lecca (subînțeleasă departajarea: fără Mișu Popp) pe tărâm religios nu mai exista în 1969 ci doar cele trei icoane din Brașov.

Picturile murale din Biserica Curtea Veche din București
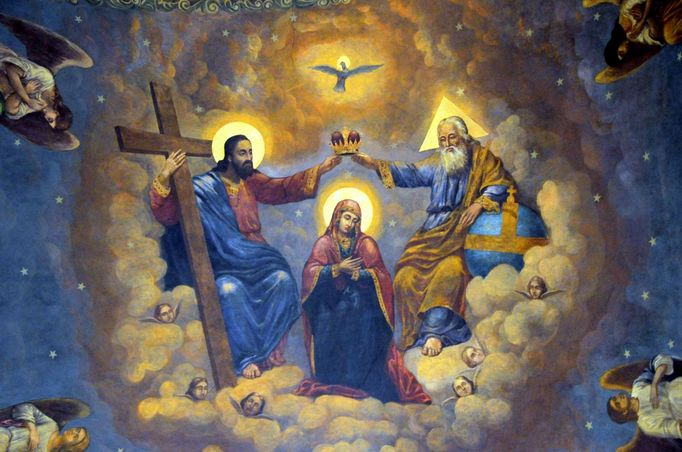
Sfânta Treime și Fecioara Maria
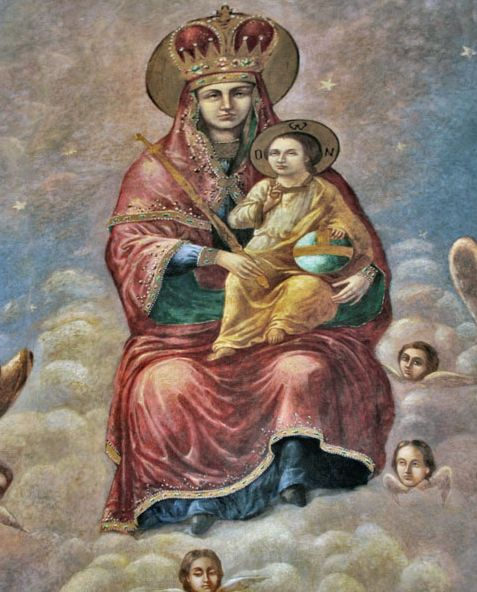
Maica Domnului cu Pruncul – detaliu
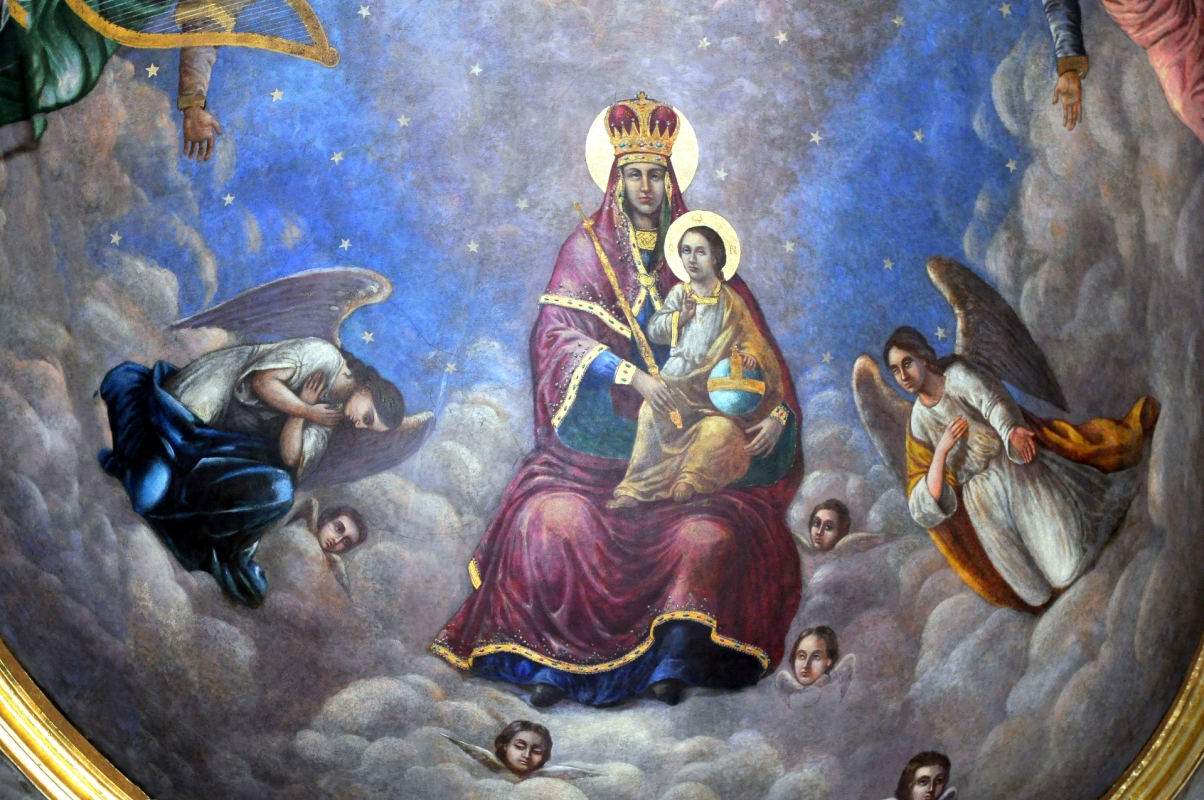
Fecioara Maria cu Pruncul
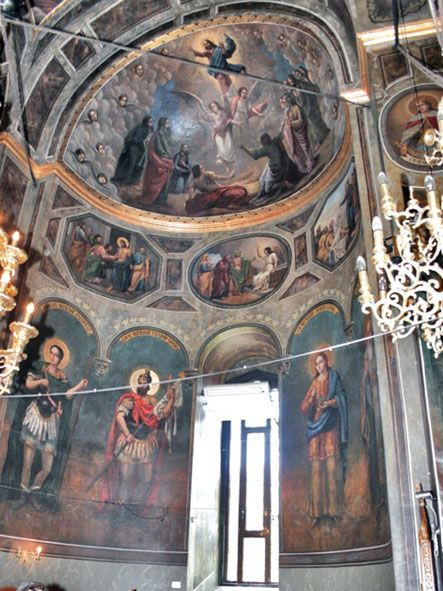
Absida sudică a naosului
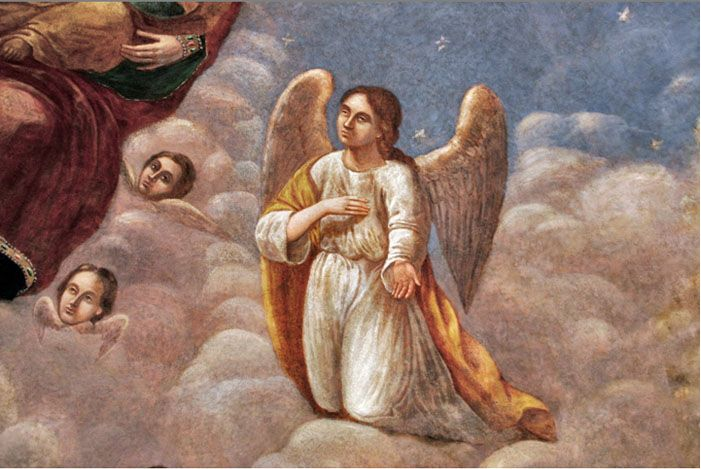
Detaliu din cupola altarului

În concluzie, bisericile de la Curtea Veche, Răzvan Vodă și Sfânta Ecaterina nu mai au nimic din picturile originale. Faptul este contrazis de restauratori care spun că la Sfânta Ecaterina a rămas cam tot ce au facut cei doi. La Răzvan Vodă nu se spune nimic pe site-ul bisericii, se subîntelege ca și la Curtea Veche că pictura murală există.

### In memoriam
Numele unei străzi din orașul Râșnov poartă numele pictorului.